# James Ensor

Selbstbildnis mit Blumenhut (1883–88), Öl auf Leinwand, 76,5 × 61,5 cm, Kunstmuseum aan Zee, Ostende (WVZ T 245). Hut und gezwirbelten Schnurrbart fügte Ensor dem Porträt erst fünf Jahre später hinzu.

James Sidney Édouard Ensor (* 13. April 1860 in Ostende; † 19. November 1949 ebenda) war ein belgischer Maler, Grafiker und Zeichner. Ensors Werk ist inhaltlich und stilistisch ausgesprochen vielseitig. Teile lassen sich dem Symbolismus zurechnen oder als Vorgriff von Expressionismus und Surrealismus verstehen. Über seine Karriere hinweg schuf er Landschaftsmalerei, Interieurmalerei, Stillleben und Selbstbildnisse. Religiöse Motive und Karikaturen verband er mit autobiografischen Bezügen. Bekannt wurde er insbesondere durch den Einsatz von fantastischen Elementen wie Masken und Skeletten, der ihm auch den Beinamen „Maler der Masken“ eintrug.
Ensor, der bis 1929 durch seinen Vater britischer Staatsbürger war, verbrachte, von einer kurzen Studienzeit in Brüssel abgesehen, sein ganzes Leben in Ostende, wo er in der Mansarde seines Elternhauses arbeitete. Er war Mitglied der belgischen Künstlervereinigung Société des Vingt und sah sich als Anführer einer künstlerischen Avantgarde. Sein Frühwerk war noch vom Impressionismus beeinflusst und bestand vor allem aus Seestücken sowie Interieurs in dunklem Kolorit. Später wurden die realistischen Sujets immer unwirklicher und fantastischer, die Farben heller und leuchtender. Die Bilder erzählten häufig Geschichten mit einer Wendung ins Groteske oder Makabre. Mit satirischen Zeichnungen etablierte er sich als Gesellschaftskritiker; sie thematisierten aber auch seine künstlerische Zurückweisung, unter der er lange litt. Erste Erfolge stellten sich um die Jahrhundertwende ein, doch erst spät in seiner Karriere fand Ensor breite öffentliche Anerkennung, die 1929 in der Ernennung zum Baron mündete.
Ensors Hauptwerk entstand zwischen 1885 und 1895. Dabei wechselten die künstlerischen Mittel von Werk zu Werk und lassen kaum Stileinheit oder chronologische Entwicklung erkennen. Als Opus magnum gilt das großformatige Gemälde Der Einzug Christi in Brüssel (1888/89). Das Spätwerk wiederholte frühere Themen und Motive und war nicht mehr von derselben künstlerischen Radikalität. Ensors Abkehr von der akademischen Ausbildung und seine freie Stil- und Themenwahl wurden von Zeitgenossen bewundert. Dennoch blieb er ein Außenseiter in der künstlerischen Moderne, der keine Schüler hatte und keine Stilrichtung prägte. Gleichwohl wirkten seine Ausdruckskraft und seine fantastischen Einfälle auf viele Künstler des 20. Jahrhunderts ein.

## Leben

### Familie und Prägungen

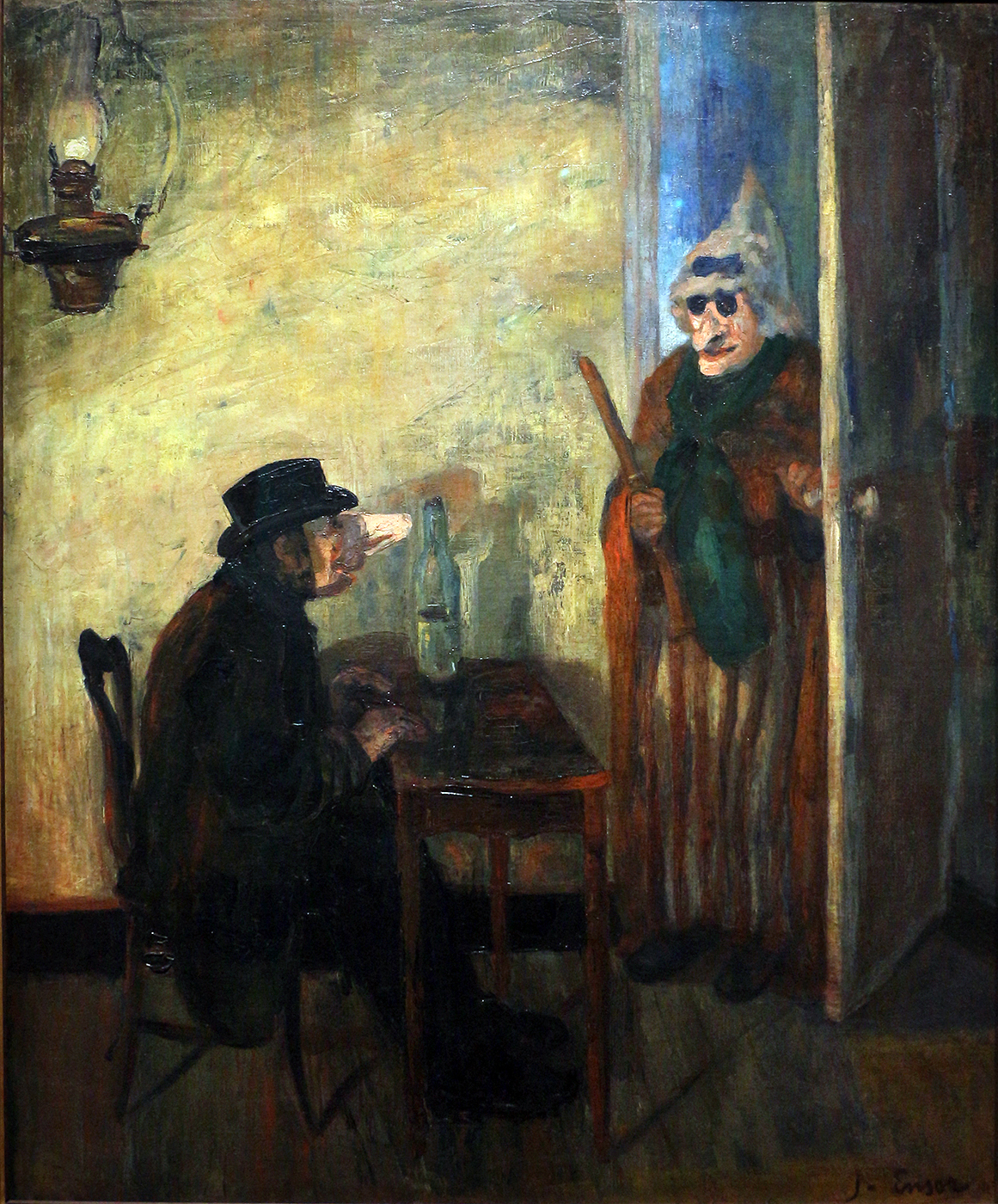
Die verärgerten Masken (1883), Öl auf Leinwand, 135 × 112 cm, Königliche Museen der Schönen Künste, Brüssel (WVZ T 247)

James Ensor verbrachte den Großteil seines Lebens in seiner Geburtsstadt Ostende, einer beschaulichen belgischen Fischer- und Hafenstadt mit 16.000 Einwohnern, die sich im Sommer in ein mondänes, vom belgischen Königshaus und der englischen Gesellschaft besuchtes Seebad verwandelte. Der Vater James Frederic Ensor entstammte einer wohlhabenden englischen Familie und ließ sich nach einem Amerikaaufenthalt in Belgien nieder, ohne jedoch beruflich Fuß fassen zu können. Er verbrachte den Tag in Cafés und seiner Bibliothek, förderte die künstlerischen Interessen seines Sohnes, wurde im kleinbürgerlichen Ostende aber bald als Müßiggänger und Versager verspottet und gab sich dem Alkohol hin. Die Trunksucht des Vaters bildete nach Meinung vieler Biografen den Hintergrund von Ensors erstem Maskenbild Die verärgerten Masken (1883). Durch seinen Vater hatte auch Ensor die britische Staatsbürgerschaft, erst 1929 wurde er offiziell belgischer Staatsbürger.
Ensors Mutter Maria Catharina Haegheman kam aus einfachen Verhältnissen. Ihre Eltern waren Analphabeten und handelten mit Brüsseler Spitzen, der Bruder war Muschelhändler, Catharina und ihre Schwester Mimi führten einen Laden für Andenken, Muscheln, Kuriositäten, Scherzartikel, Masken und Karnevalskostüme. Die Frauen in seiner Familie dominierten Ensors Kindheit und Jugend. Nach dem Tod des Vaters 1887 fühlte er sich als einzig verbliebener Mann besonders für seine jüngere Schwester Mariette, genannt Mitche, verantwortlich, die er in seinen frühen Interieurs häufig als moderne Frau in modischen Kleidern porträtierte. Ihre 1892 mit einem in Berlin lebenden Chinesen geschlossene Ehe scheiterte und sie kehrte bereits im Folgejahr mit ihrer Tochter Alexandra nach Ostende zurück. Der Laden seiner Mutter prägte früh Ensors visuelles Interesse: „Ich habe meine Kindheit inmitten von glänzenden perlmuttfarbenen Muscheln mit tanzenden, schillernden Reflexen und den bizarren Skeletten von Meeresungeheuern und -pflanzen verbracht. Diese herrliche Welt voll Farben, diese Überfülle von Spiegelungen und Strahlen hat aus mir einen Maler gemacht, der in die Farbe verliebt und von der blendenden Glut des Lichtes entzückt ist.“

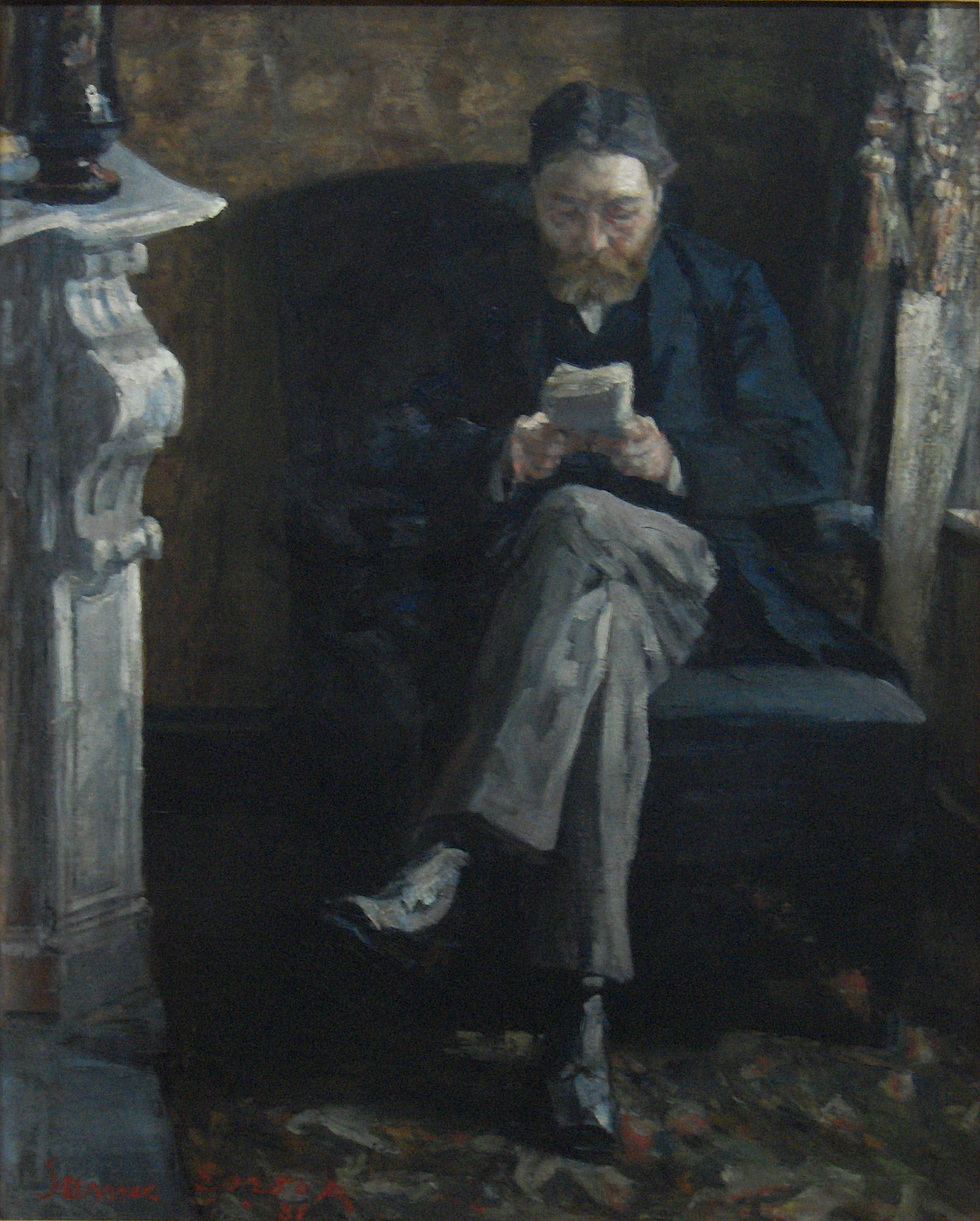
Bildnis des Vaters (1881), Öl auf Leinwand, 100 × 80 cm, Königliche Museen der Schönen Künste, Brüssel (WVZ T 221)
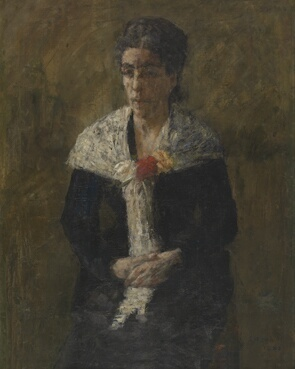
Bildnis der Mutter (1882), Öl auf Leinwand, 100 × 80 cm, Königliche Museen der Schönen Künste, Brüssel (WVZ T 222)
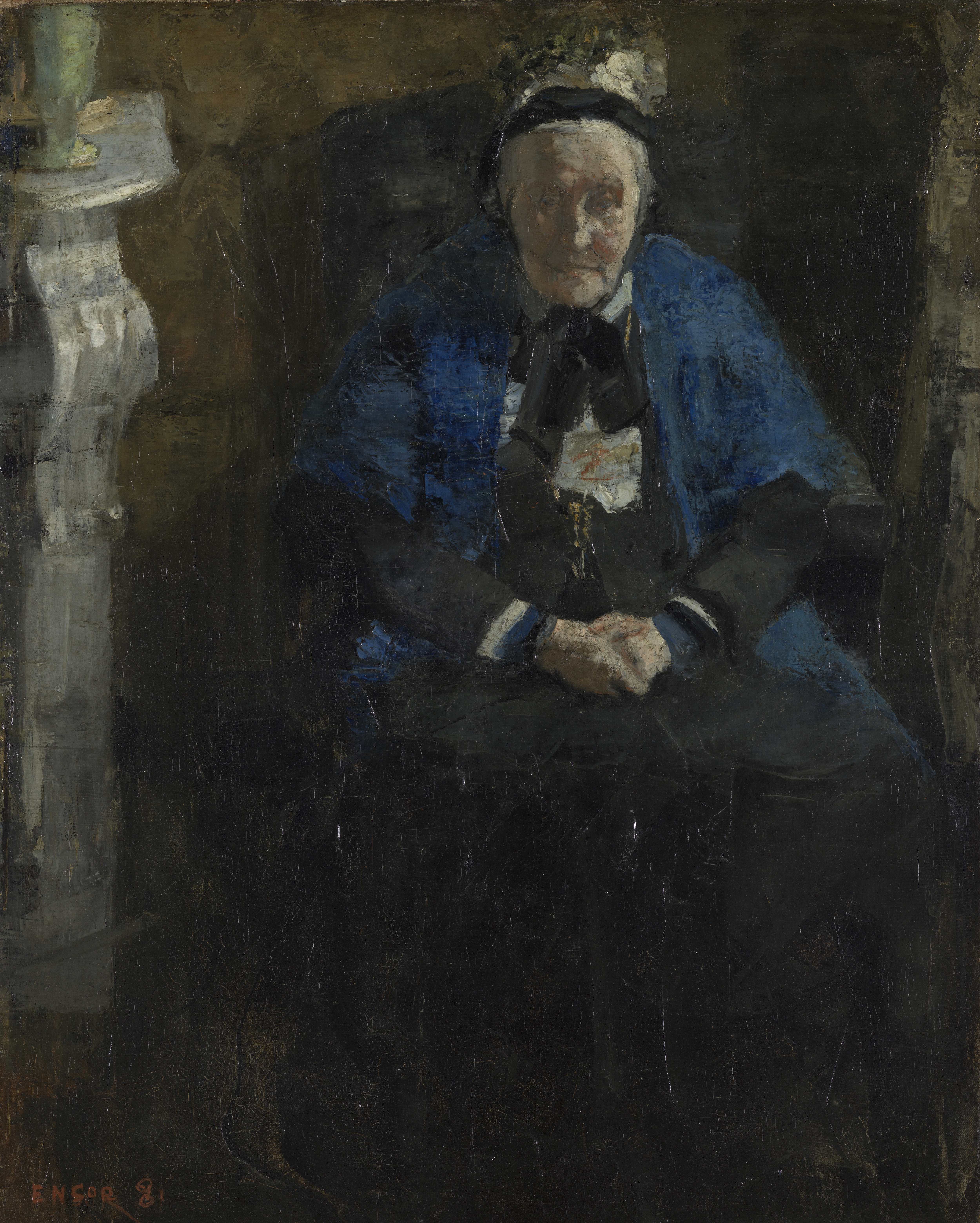
Frau mit blauem Schal (1881), Bildnis der Großmutter, Öl auf Leinwand, 74 × 59 cm, Königliches Museum der Schönen Künste, Antwerpen (WVZ T 217)
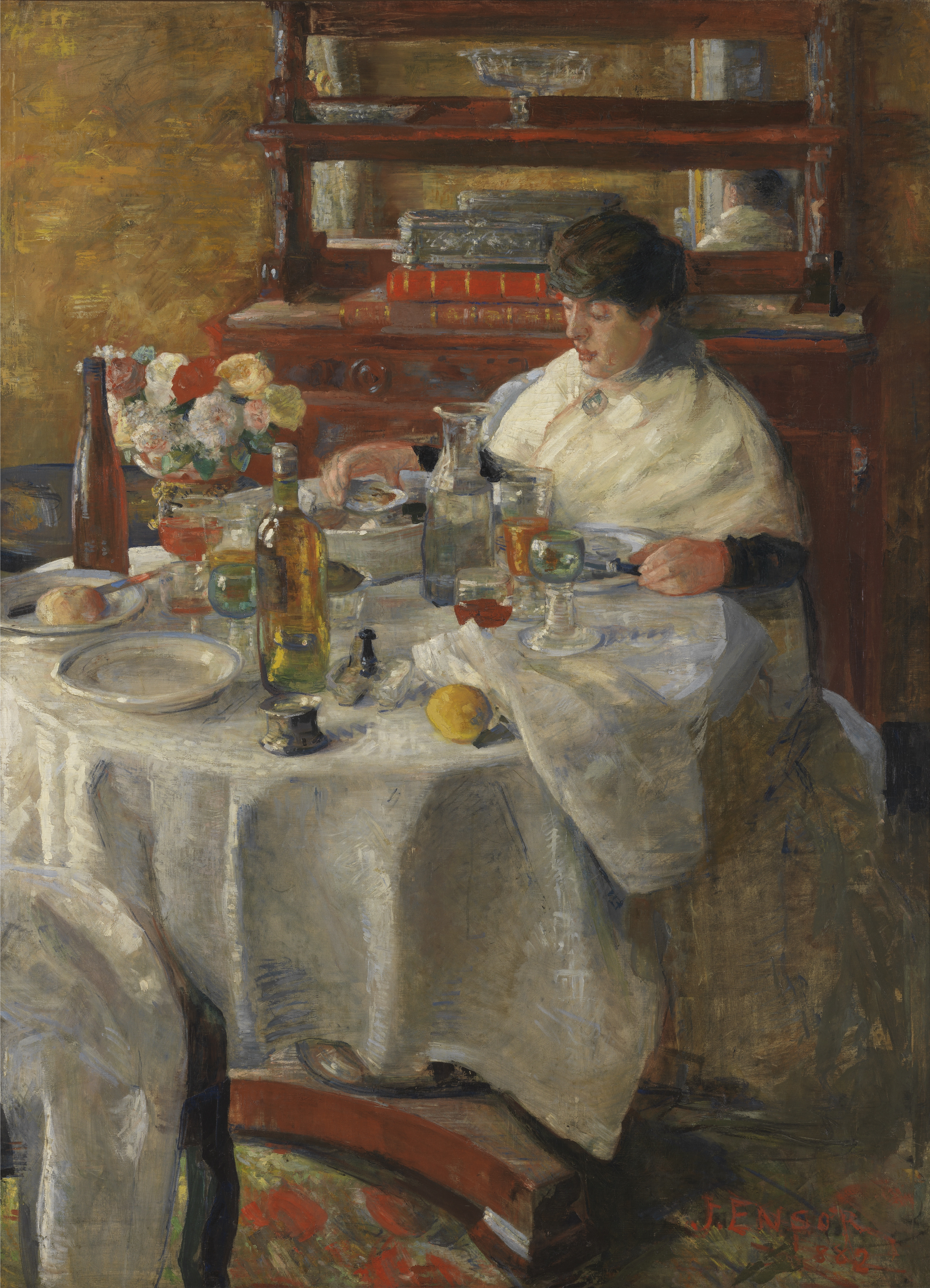
Die Austernesserin (1882), Bildnis der Schwester, Öl auf Leinwand, 207 × 150 cm, Königliches Museum der Schönen Künste, Antwerpen (WVZ T 224)

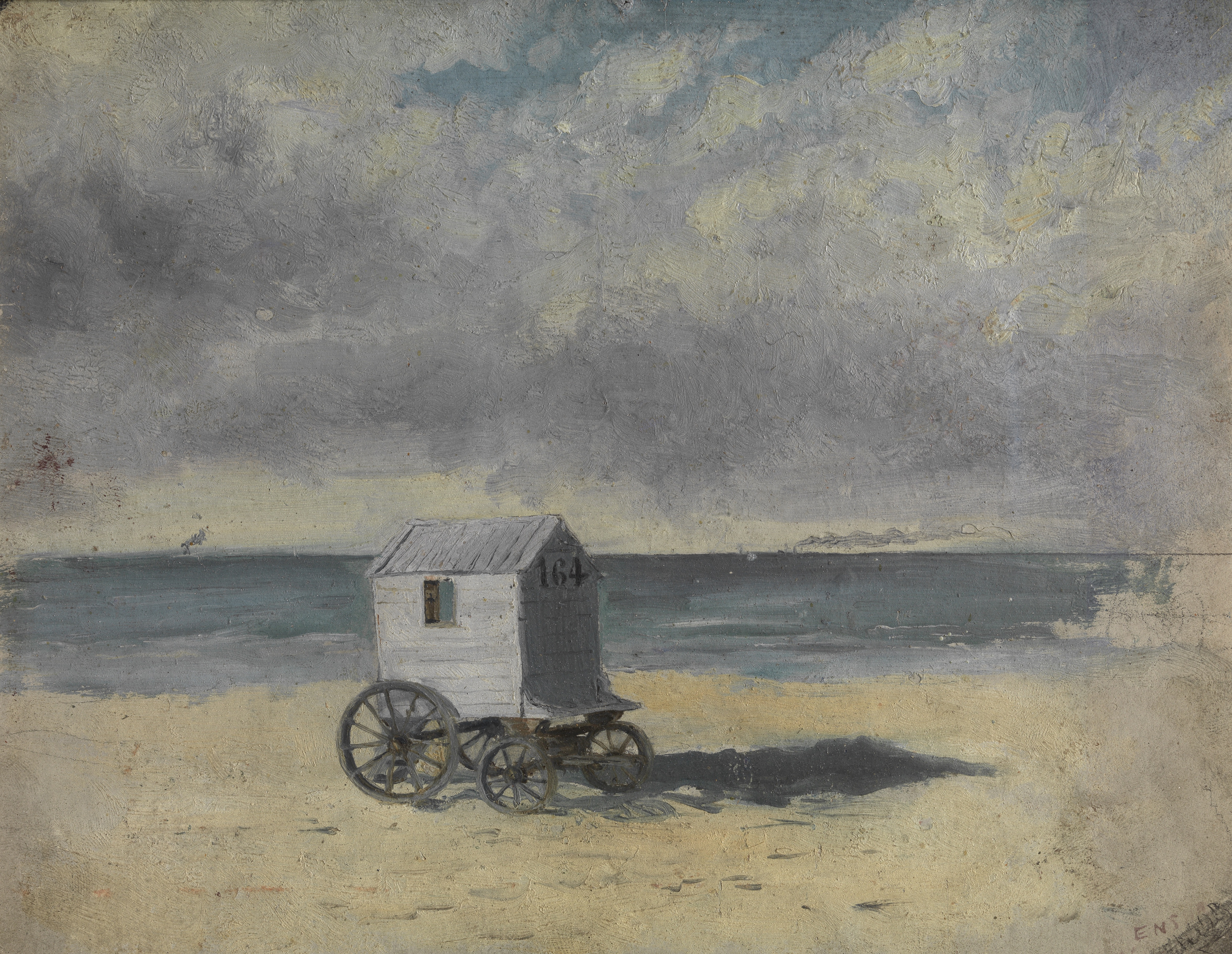
Der Badewagen (1876), Öl auf Karton, 18 × 23 cm, Königliches Museum der Schönen Künste, Antwerpen (WVZ T 34)

Der zweite wichtige Einfluss auf Ensors Werk war das nahe Meer, dessen Farbe, Geruch und Geheimnis die Phantasie des Heranwachsenden beflügelten. Mit 16 Jahren malte er Der Badewagen, der wie die Verbildlichung eines Traums wirkt, den er 21 Jahre später niederschrieb: „Einen großen Badewagen bewohnen, dessen Inneres mit Perlmuttmuscheln tapeziert ist, um dort zu schlafen, gewiegt durch das Geräusch des Meeres und ein träges, blondes, schönes Mädchen mit salzigem Fleisch“. Für den sein Leben lang unverheiratet bleibenden Ensor schwangen in der Melancholie und den Sehnsüchten, die das Meer in ihm weckte, auch erotische Wünsche. Ensors Beziehung zu Frauen blieb ambivalent. In seiner Kunst sind sie häufig eine unerreichbare Verlockung, privat hatte er nur wenige Beziehungen. Mit der Ostender Wirtstochter Augusta Boogaerts war er lebenslang befreundet. Mariette Rousseau, die Frau des Brüsseler Physikers Ernest Rousseau, verehrte er, doch blieb sie zu ihm auf Distanz.

### Ausbildung und Freundschaften

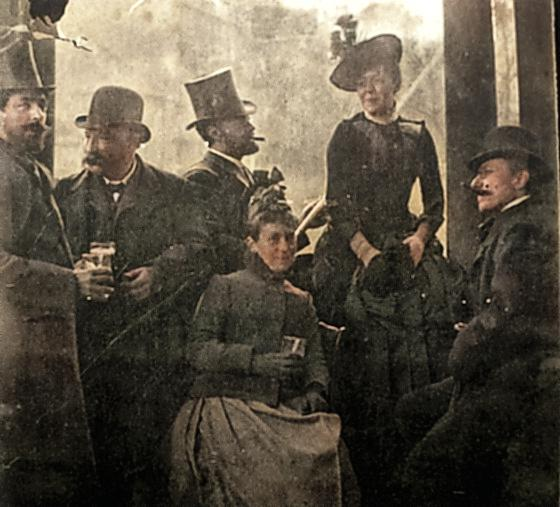
Von links nach rechts: James Ensor, Ernest Rousseau, Willy Finch, Marie Ensor, Mariette Rousseau, Antonio Roiti. Kolorierte Fotografie aus dem Jahr 1888 von Ernest Rousseau junior

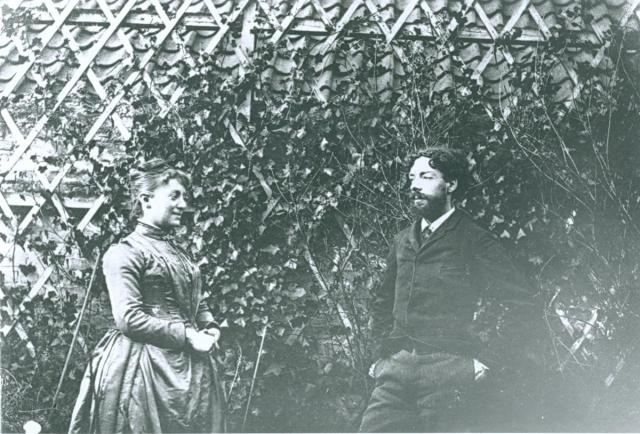
Mariette Rousseau und James Ensor, Fotografie aus dem Jahr 1888 von Ernest Rousseau junior

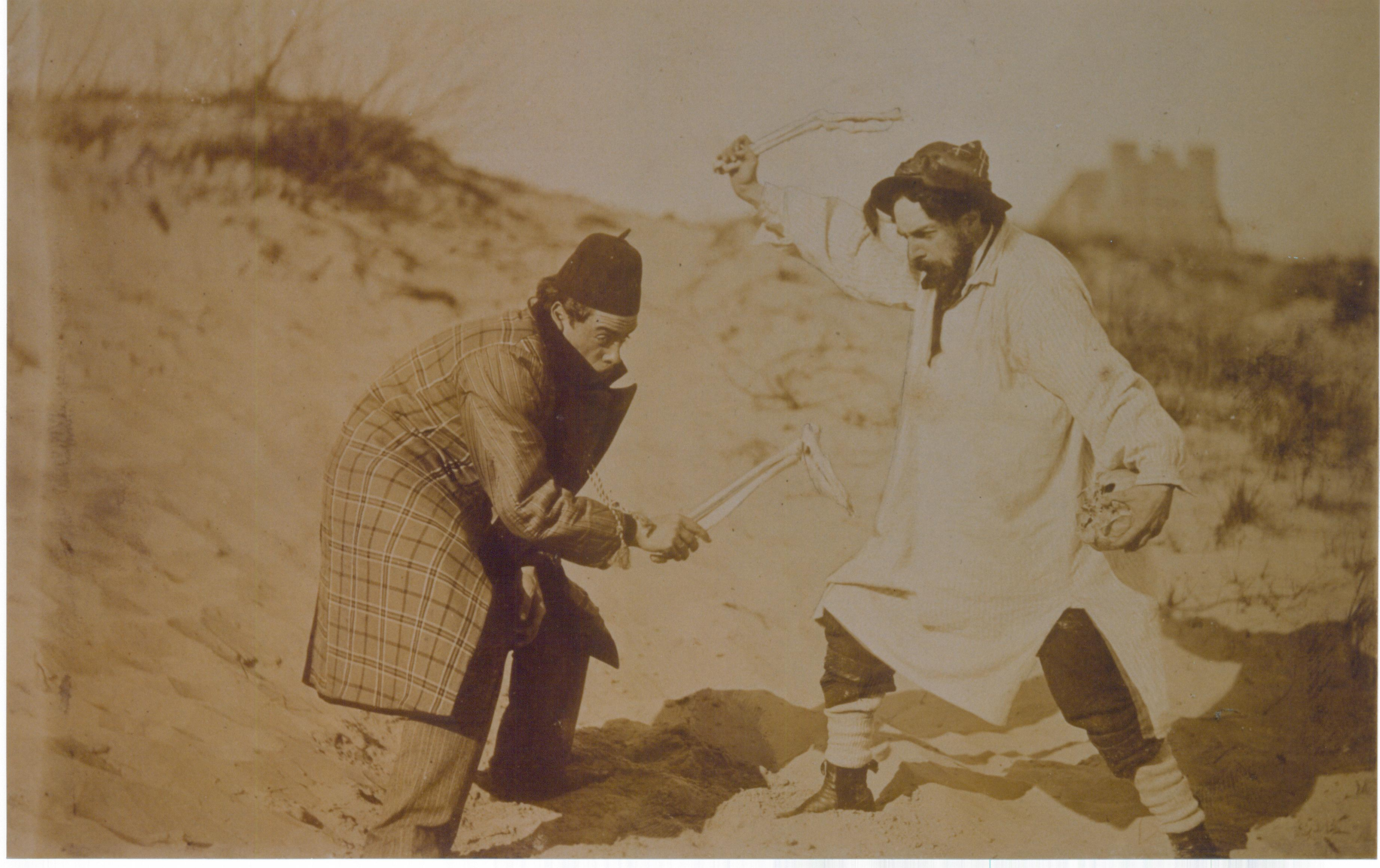
James Ensor und Ernest Rousseau junior in den Dünen, Fotografie von 1892

Ensor war kein guter Schüler, doch zeigte er eine künstlerische Begabung, die sein Vater förderte, indem er ihn bereits mit elf Jahren von den einheimischen Künstlern Edouard Dubar und Michel Van Cuyck unterrichten ließ. Mit sechzehn Jahren besuchte Ensor die Ostender Akademie, ein Jahr später die Académie royale des Beaux-Arts de Bruxelles. Diese verließ er nach zwei Jahren wieder, ernüchtert von dem trockenen Unterricht in dem, wie er es nannte, „Gehäuse für Kurzsichtige“. Dennoch waren die Brüsseler Jahre, die einzig längere Zeitperiode, die Ensor außerhalb Ostendes verbrachte, für ihn prägend. An der Akademie knüpfte er Freundschaften mit Willy Finch, Fernand Khnopff und Théo Hannon. Durch letzteren lernte er Ernest Rousseau kennen, Professor an der Université libre de Bruxelles, in dessen gemeinsam mit seiner neunzehn Jahre jüngeren Frau Marietta Rousseau geführten Haus die Brüsseler Avantgarde verkehrte und tagespolitische Ereignisse ebenso diskutiert wurden wie sozialistische oder anarchistische Gesellschaftsentwürfe. Mit dem Sohn Ernest Rousseau junior teilte er die Lust an Rollenspielen und Verkleidungen.
Neben der akademischen Ausbildung setzte Ensor seine autodidaktischen Versuche fort, malte Seestücke und religiöse Historien. Er beschrieb: „Eingeschüchtert wie ich bin überanstrenge ich mich. Ich male morgens, nachmittags mache ich Kompositionsstudien. Abends zeichne ich und nachts skizziere ich meine Träume.“ In den Brüsseler Museen studierte er so gegensätzliche Künstler wie Rubens und Bosch, Delacroix und Ingres. Er las Poe, Balzac, Heine, Baudelaire, Cervantes und Rabelais, in deren Werken er seine eigenen Vorstellungen und Träume wiederfand: fantastische Einfälle und Maskeraden, Versuchung und Travestie.
Zurückgekehrt nach Ostende richtete sich Ensor auf dem Dachboden des mütterlichen Souvenirladens, Ecke Rue de Flandre/Boulevard Van Iseghem, ein Atelier ein, aus dem er einen weiten Ausblick auf die flandrische Ebene und die Dächer der Stadt hatte. Hier entstanden bis zur Jahrhundertwende seine wichtigsten Bilder, darunter auch 1888/89 sein Opus magnum Der Einzug Christi in Brüssel, eine großformatige Leinwand, zu deren Entstehung Jean Stevo beschrieb, „dass das Atelier eine recht niedrige Decke besaß und dass die an die Wand genagelte Leinwand zum Teil am Boden lag. Ensor musste daher manchmal auf den Knien, manchmal auf einem Stuhl stehend arbeiten. Man trampelte auf dem unteren Rand am Boden herum, ja es regnete sogar darauf“.
Ensors erste Modelle wurden seine Familienmitglieder, wobei seine Porträts auch die familiären Spannungen einfingen. Weitere Modelle suchte er sich im Milieu der Fischer. Seine Darstellungen zeigten vor allem ein Interesse am Typus und weniger am Individuum. Den Kontakt zu seinen neuen Freunden aus Brüssel hielt Ensor auch aus Ostende aufrecht.

### Les XX
Im Jahr 1881 stellte Ensor erstmals seine Werke bei der belgischen Avantgardegruppe La Chrysalide in Brüssel aus. Im folgenden Jahr schlossen sich Ausstellungen im Salon de Paris und im Brüssel Kunstkreis L’Essor an, doch wurden seine Bilder dort als „Schund“ bezeichnet. Das mit hohen Ambitionen gemalte Bild Die Austernesserin, ein Porträt seiner Schwester, wurde 1882 wegen seiner unkonventionellen Komposition vom Antwerpener Salon und L’Essor abgelehnt. Als sich 1883 die Künstlerorganisation Société des Vingt, kurz Les XX, gründete, der unter anderem Khnopff, Finch und Théo van Rysselberghe angehörten, schloss sich ihr auch Ensor an. In der Gruppe versammelten sich belgische Maler und Bildhauer, die sich dem Ideal der Progressivität verschrieben hatten, auch wenn sie sehr unterschiedliche Vorstellungen davon hatten, mit welchen Mitteln diese zu erreichen sei.

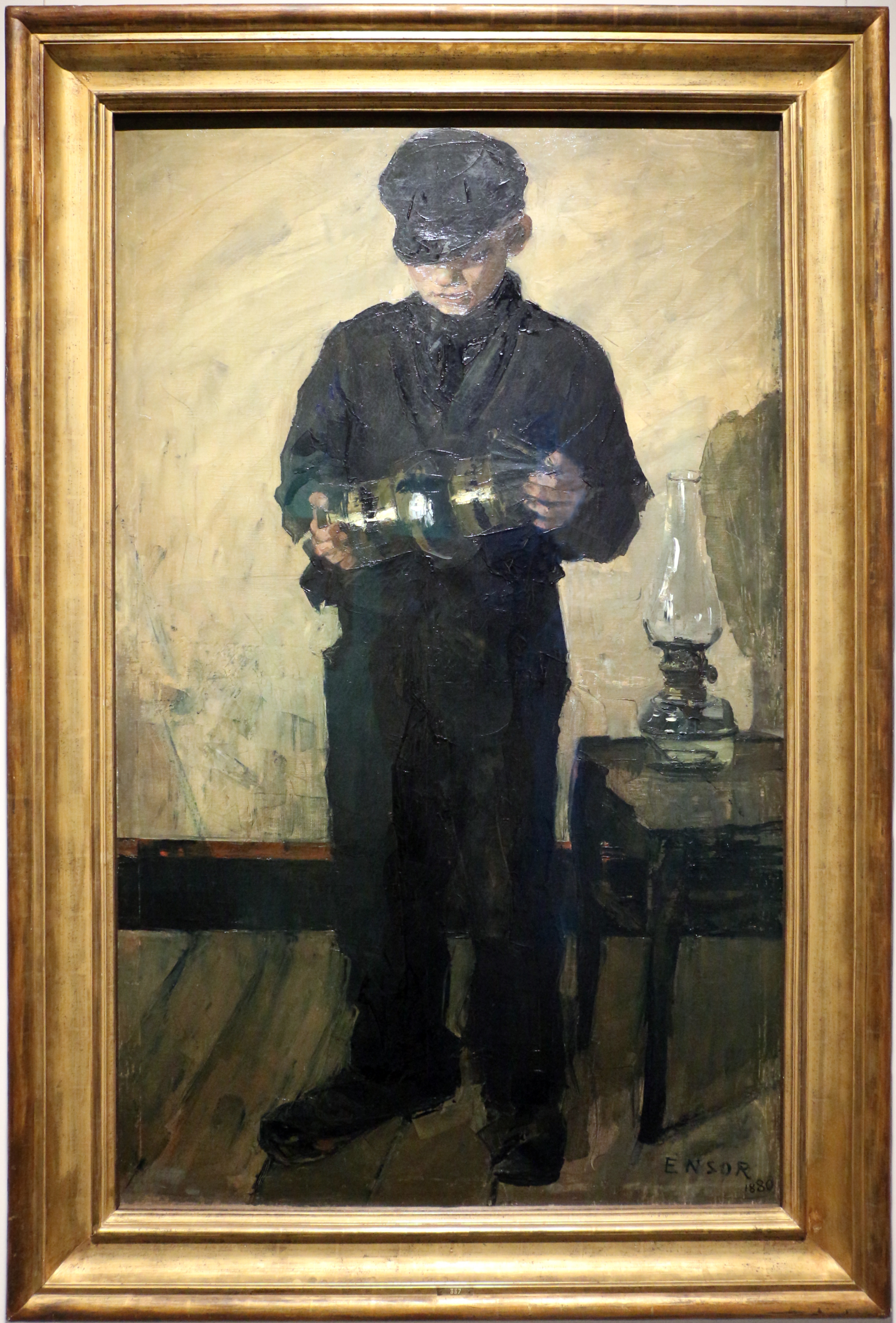
Der Lampenjunge (1880), Öl auf Leinwand, 151 × 91 cm, Königliche Museen der Schönen Künste, Brüssel (WVZ T 161)
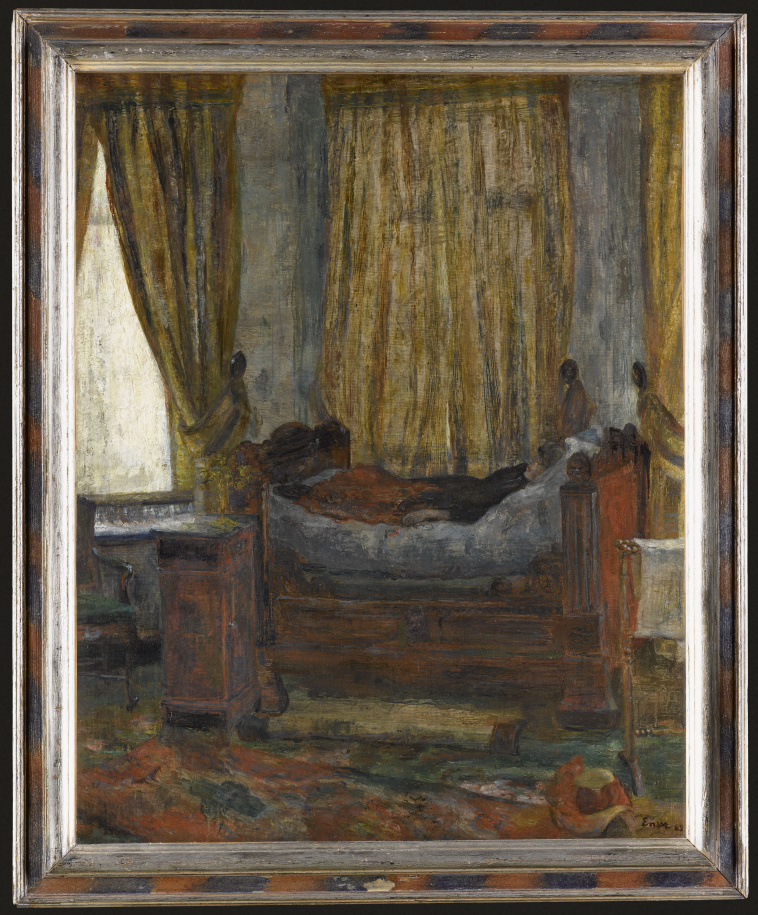
Die verzweifelte Dame (1882), Öl auf Leinwand, 100,5 × 80 cm, Musée d’Orsay, Paris (WVZ T 223)
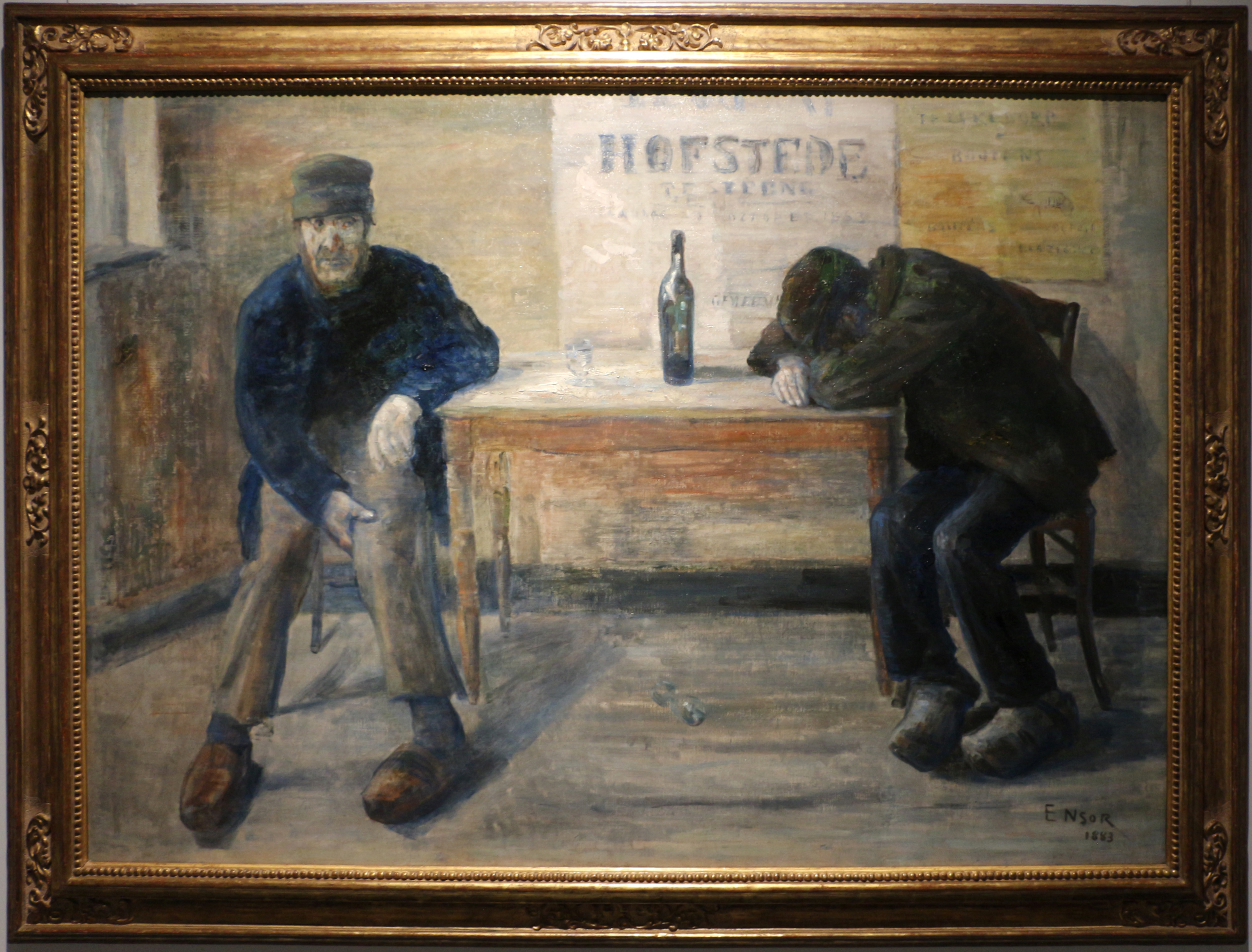
Die Trinker (1883), Öl auf Leinwand, 115 × 165 cm, Sammlung Dexia, Brüssel (WVZ T 249)

Ensor, der sich gleichermaßen von seinem persönlichen Umfeld wie der Kunstkritik missverstanden fühlte, fand in der Gruppe anfänglich Gleichgesinnte. Während ihn ein Teil der belgischen Künstler (Finch, Guillaume Vogels) als Prototyp des anti-akademischen Künstlers mit freier Stil- und Themenwahl feierte und in einer natürlichen Führungsrolle sah, reagierten andere Kollegen der Gruppe schon bei seiner ersten Ausstellung 1884 mit Unverständnis auf in ihrer Thematik und Ausführung so unterschiedliche Werke wie Der Lampenjunge, Die verzweifelte Dame, Die verärgerten Masken und Die Trinker. In den Folgejahren wiesen Les XX immer wieder Bilder Ensors zurück. Zwar gelangte Die Austernesserin 1886 endlich zur Ausstellung der Gruppe, wurde jedoch von der Kritik verrissen.

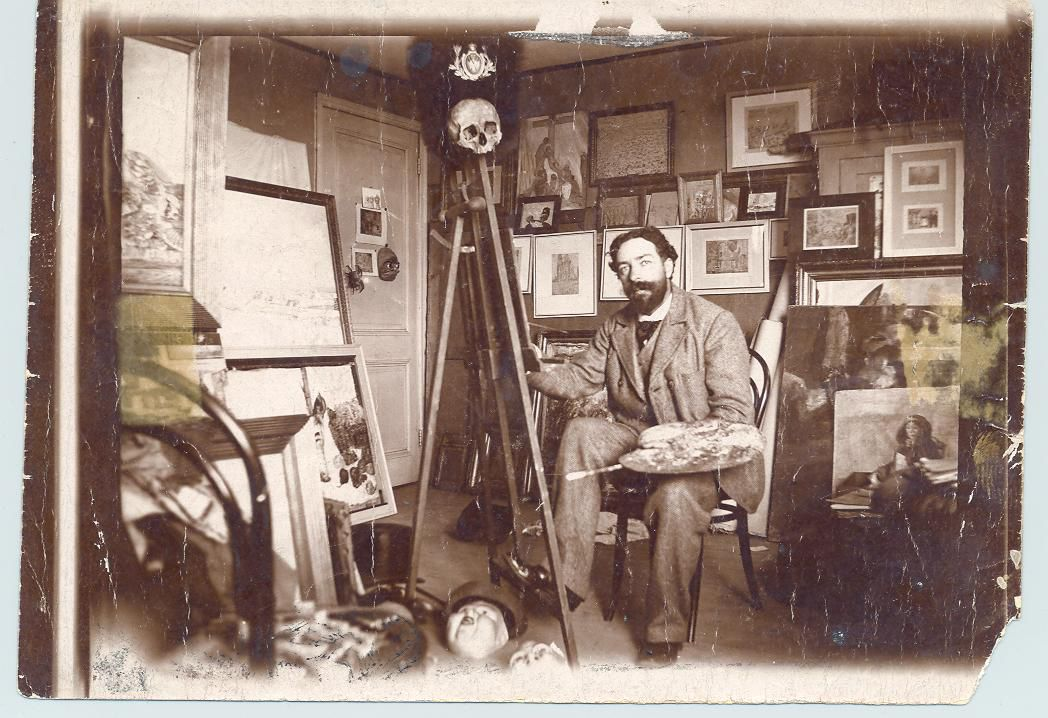
James Ensor in seinem Atelier, Fotografie ca. 1896/97

Ensor fühlte sich zusehends frustriert. Noch immer im Haus seiner Eltern lebend, stellten sich keine künstlerischen Erfolge ein. Die Familie lehnte seine Kunst ab, die Mutter warf ihm vor, ebenso wie sein Vater keiner einträglichen Arbeit nachzugehen. Seine Bilder eigneten sich auch nicht als Verkaufsartikel in ihrem Laden. In der Kleinstadt Ostende wurde er als Exzentriker verlacht. Ensor zog sich in seine Mansarde zurück, um nur noch verbissener zu arbeiten, reagierte mit Jähzorn und aggressiven, sarkastischen Ausbrüchen. 1895 schrieb er an einen Freund: „Die Ostender, ein Austernpublikum, rühren sich nicht, sie wollen die Bilder nicht sehen. Feindseliges Publikum, auf dem sandigen Strand kriechend. Der Ostender verabscheut die Kunst…“

Selbstbildnis mit Staffelei (1890), Öl auf Leinwand, 59,5 × 41 cm, Königliches Museum der Schönen Künste, Antwerpen (WVZ T 324)

Zwei Selbstbildnisse aus dieser Zeit geben Auskunft über Ensors Verfassung: In Selbstbildnis mit Staffelei inszenierte er sich 1890 in aufrechter Haltung als selbstbewusster „Malerfürst“. Das stilisierte Atelier hat nichts mit den tatsächlichen Verhältnissen in der elterlichen Mansarde zu tun. Die Leinwand auf der Staffelei scheint eine Christusfigur in einer Menschenmenge zu zeigen, deren Heiligenschein sich um Kopf und Rücken des Malers wiederholt – eine subtil angedeutete Personifikation Ensors als Christus, wie sie schon von früheren Bildern, unter anderem dem Einzug Christi in Brüssel bekannt ist. In Skelett mit Staffelei ging er von einer tatsächlichen Fotografie aus, in der Ensor in seinem Atelier arbeitete und von seinen Bildern umgeben war, und ersetzte sein Bild durch ein Skelett, wodurch ein sowohl ironischer als auch tragischer Zug über der Szene liegt: Erst als Toter kann sich der Maler seiner Tätigkeit ohne Ängste und Leidenschaften widmen.

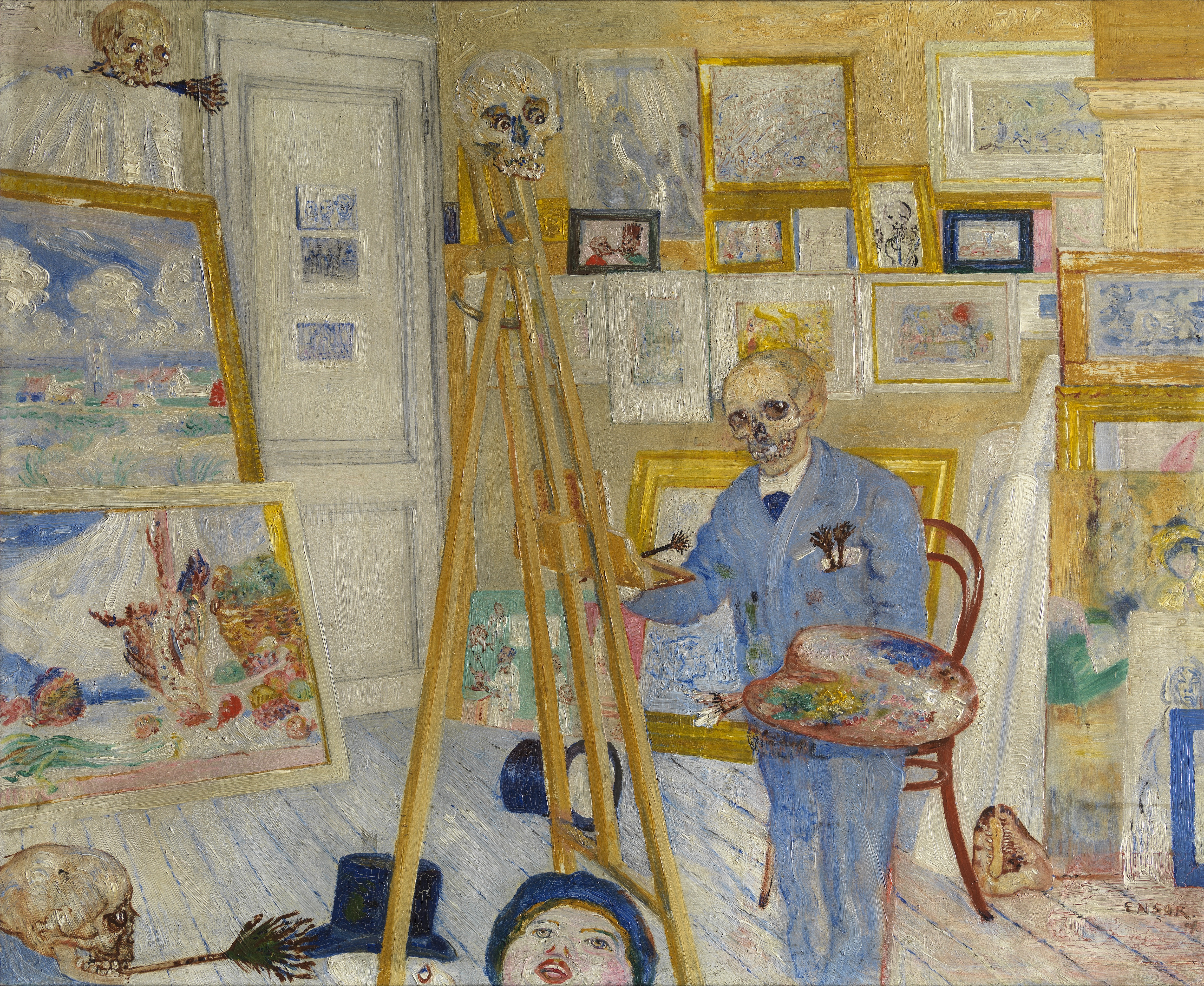
Skelett mit Staffelei (1896/97), Öl auf Holz, 38,5 × 45,5 cm, Königliches Museum der Schönen Künste, Antwerpen (WVZ T 385)

Mit dem Tod des Vaters im Jahr 1887 verlor Ensor die einzige familiäre Bezugsperson, die Verständnis für seine Kunst aufgebracht hatte. In der Folge nahm seine Beschäftigung mit der Todesthematik zu. Seine ersten typischen Kompositionen mit Masken und Skeletten entstanden in den beiden Folgejahren. Die zuvor realistischen Sujets wurden immer unwirklicher und fantastischer, die Farben heller, leuchtender, auch aggressiver. Ensors Stil war zeichnerischer geworden, die Bilder erzählten häufig Geschichten mit einer Wendung ins Groteske oder Makabre. Seit 1886 hatte Ensor auch die Technik der Grafik entdeckt, hauptsächlich Radierungen, später auch Holzschnitte. Ensor nutzte seine Kunst für Stellungnahmen zu künstlerischen und sozialen Themen oder verspottete die bürgerliche Gesellschaft. Sein Humor war bissig, zuweilen auch ordinär, so dass etwa Eugène Demolder, ein Freund aus dem Zirkel der Rousseaus schrieb: „Deine Karikaturen werden gar nicht geschätzt. Man findet sie kindisch und gewöhnlich.“ Häufig drehten sich seine Satiren um die eigene Person und ihre Rolle als unverstandener Künstler, so in Ensor und General Leman diskutieren über Malerei (1890), in der Ensor sich mit einem Pinsel gegen die Waffen des belgischen Generalleutnants Gérard Leman zur Wehr setzt, während Mariette Rousseau als Schiedsrichterin fungiert (Leman war ein häufiger Gast bei den Rousseaus). Masken im Streit um einen Gehenkten übernimmt Posen aus einer Fotografie mit Ernest Rousseau junior. In Skelette im Streit um einen Räucherhering spielt Ensor mit dem Anklang von „Hareng Saur“ (Räucherhering) zu „Art Ensor“ (Kunst Ensor).

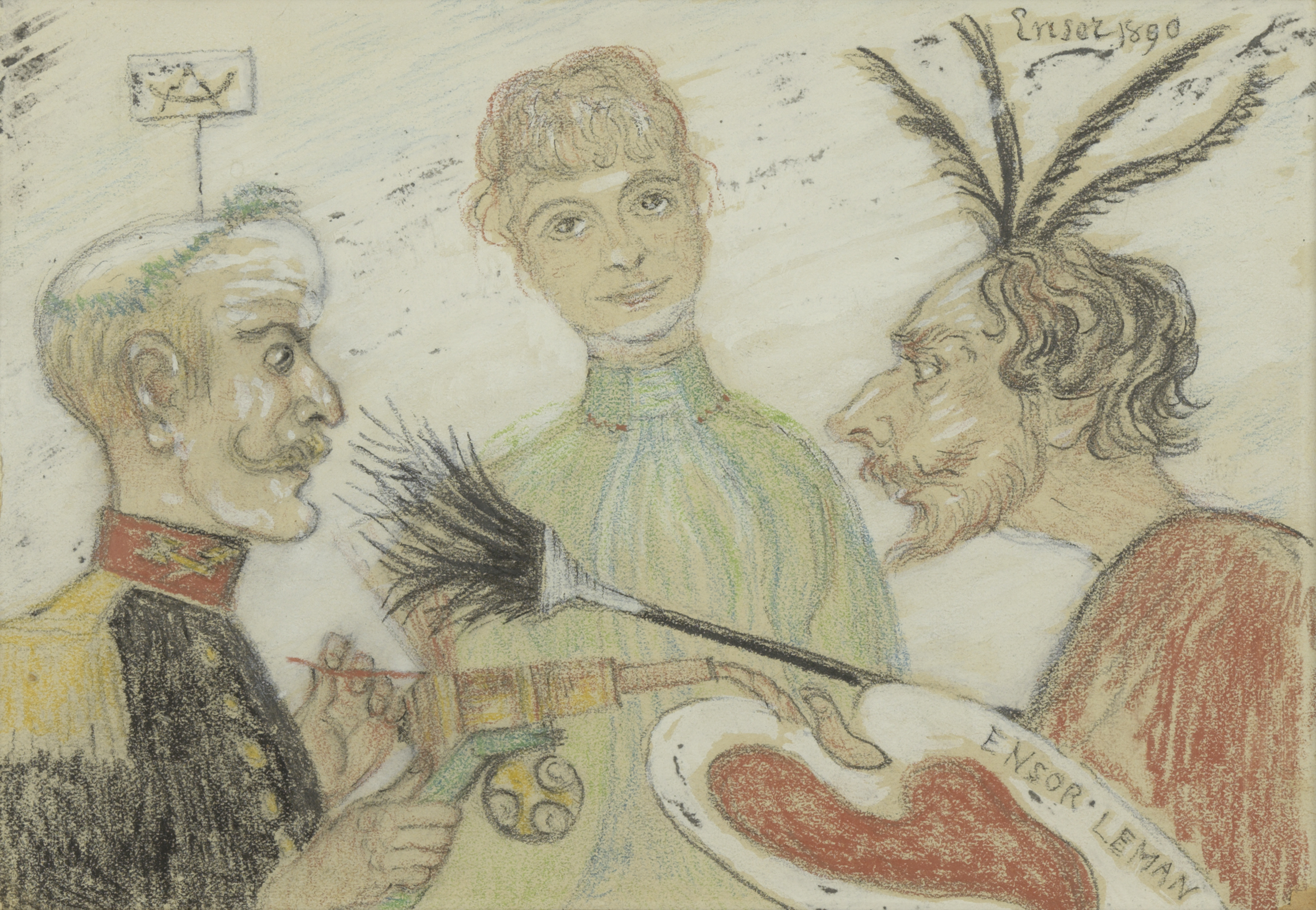
Ensor und General Leman diskutieren über Malerei (1890), Gouache und Farbstift auf Papier, 12 × 18 cm, Kunstmuseum aan Zee, Ostende
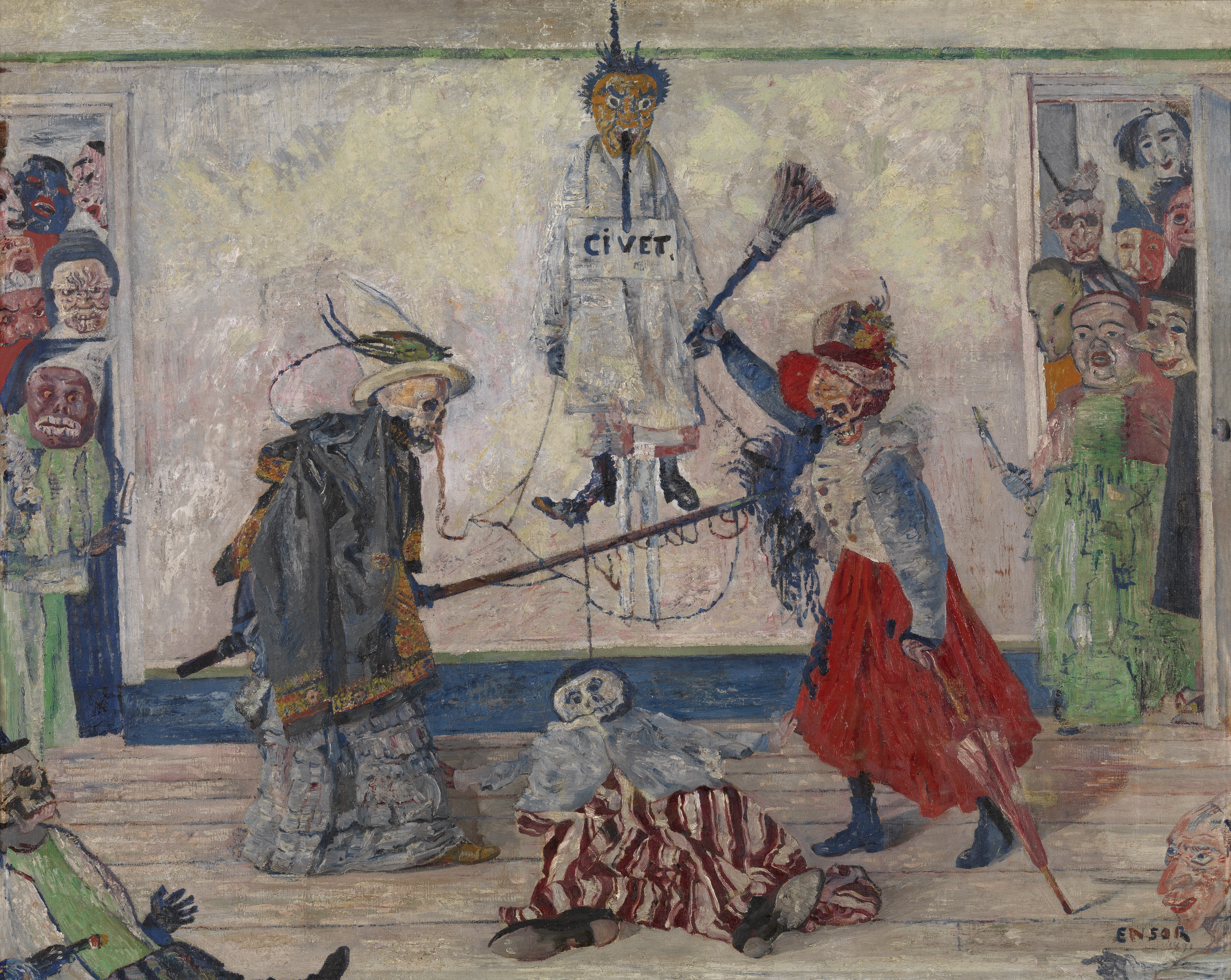
Masken im Streit um einen Gehenkten (1891), Öl auf Leinwand, 59 × 74 cm, Königliches Museum der Schönen Künste, Antwerpen (WVZ T 334)
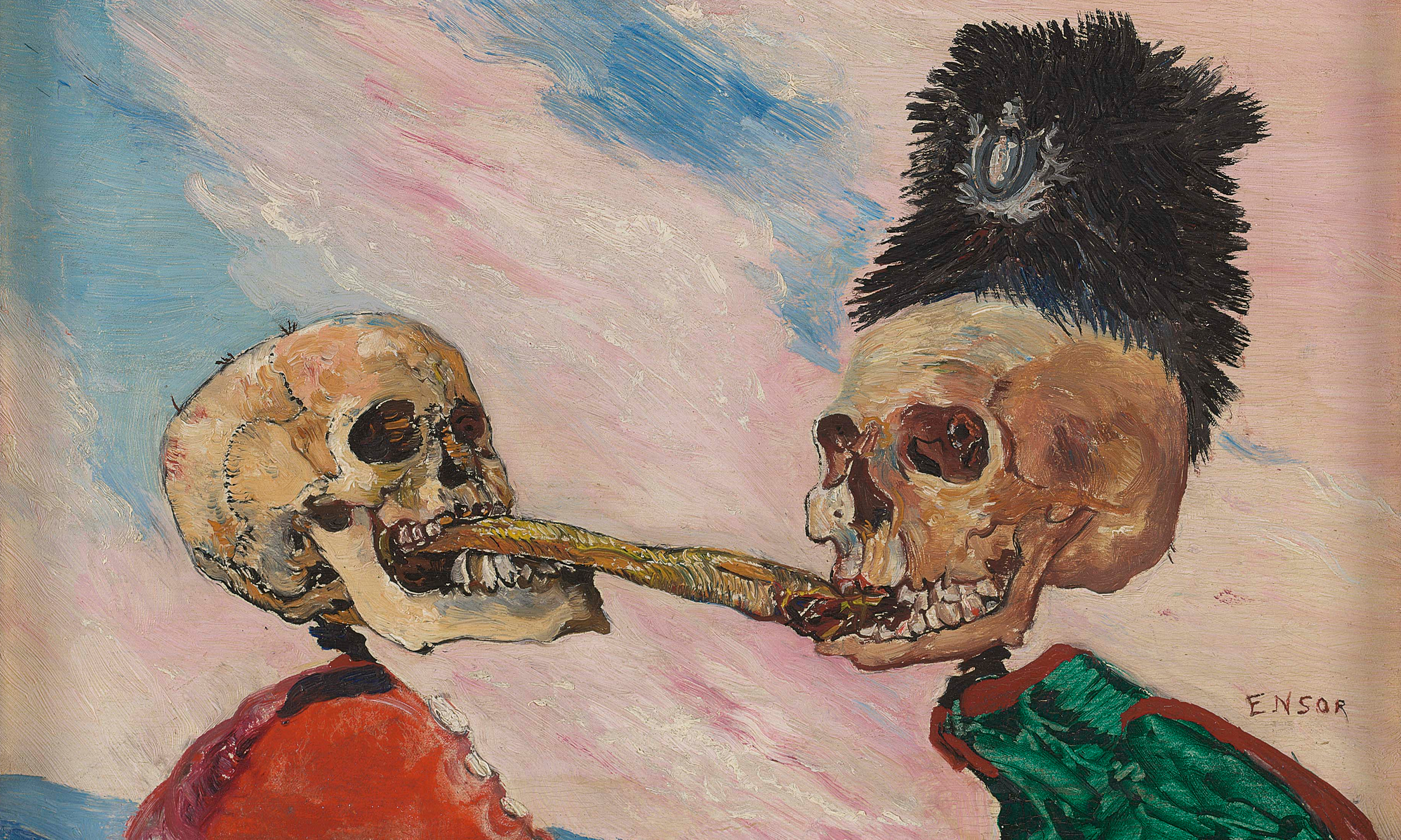
Skelette im Streit um einen Räucherhering (1891), Öl auf Holz, 16 × 21 cm, Königliche Museen der Schönen Künste, Brüssel (WVZ T 335)
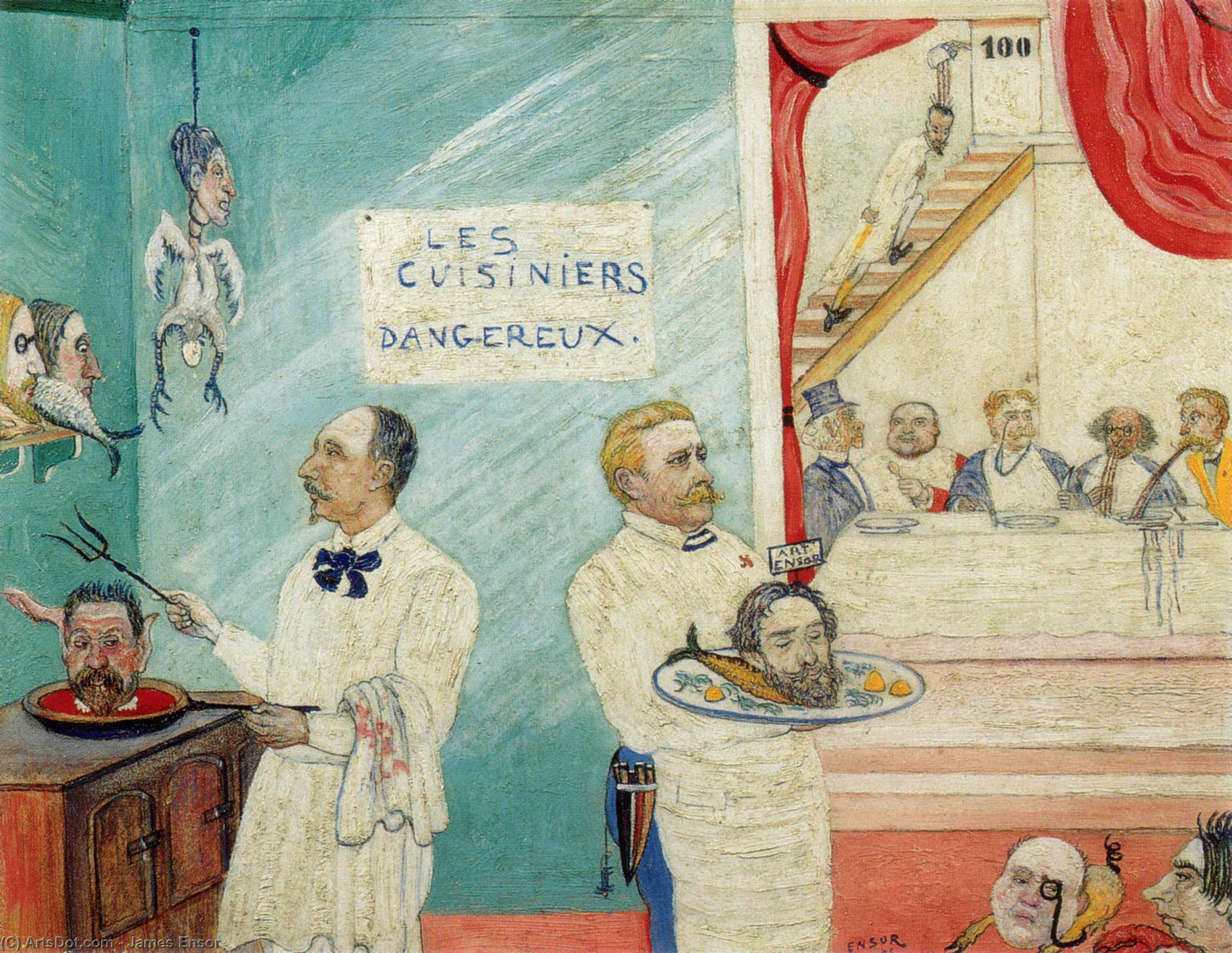
Die gefährlichen Köche (1896), Öl auf Holz, 38 × 46 cm, Privatbesitz (WVZ T 381)

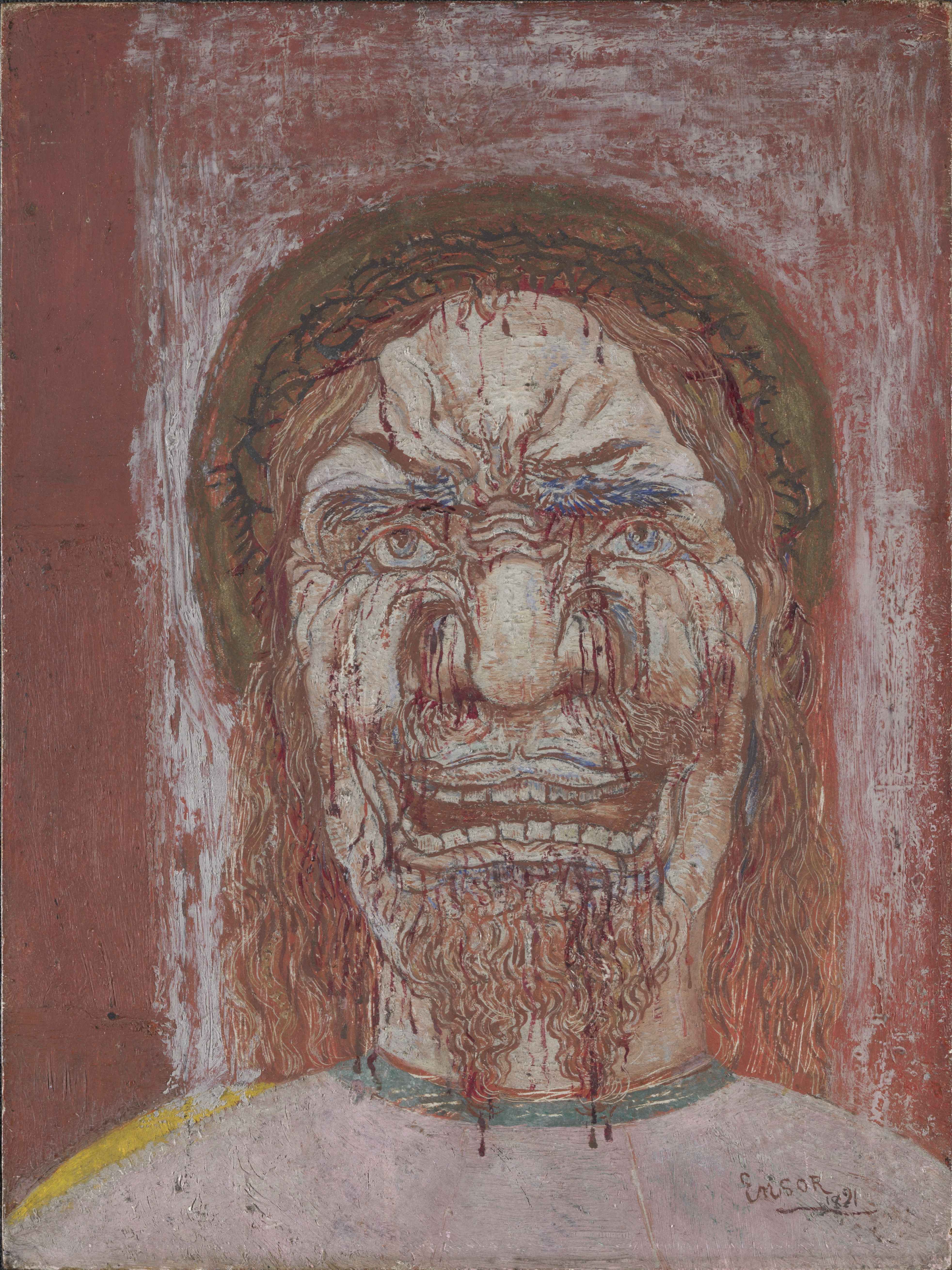
Der Schmerzensmann (1891), Öl auf Holz, 22 × 16 cm, Königliches Museum der Schönen Künste, Antwerpen (WVZ T 331)

Immer wieder rieb sich Ensor auch an Octave Maus, dem Sekretär der Les XX, den er in Die gefährlichen Köche (1896) neben Edmond Picard, dem Herausgeber von L’Art moderne, seinen abgeschlagenen Kopf einer Riege von Kritikern präsentieren lässt, darunter ganz rechts auch Ensors Fürsprecher Émile Verhaeren, der 1908 eine einflussreiche Monografie über Ensor veröffentlichte. Als Maus in einem Artikel für L’Art moderne Fernand Khnopff lobend besprach, reagierte Ensor gekränkt: „die Zukunft wird entscheiden“ und jedem den „gebührenden Platz zuweisen“. „Ich habe Vertrauen zu mir, die Erfolge der anderen können mich nicht erschüttern“. Dennoch blieben ihm die Les XX als künstlerische Heimat wichtig, und als Maus die Gruppe nach 10 Jahren auflösen wollte, war Ensor ein vehementer Gegner der Idee, wurde aber überstimmt oder zur entscheidenden Sitzung gar nicht eingeladen. Zwar nahm Ensor auch an den Ausstellungen der Nachfolgeorganisation Libre Esthétique teil, doch geriet er Anfang der 1890er Jahre in eine Schaffenskrise, in der sich Selbstzweifel mit einer allgemeinen Depression vereinten. Ensor wollte sein Atelier mit dem gesamten Bildbestand für 8500 Francs veräußern, es fand sich allerdings kein Käufer. Sein Selbstbildnis Der Schmerzensmann aus dieser Phase zeigt ihn mit einer ausdrucksstarken schmerz- und wutverzerrten Grimasse.

### Später Ruhm
Kurz vor der Jahrhundertwende stellten sich erste Erfolge ein. 1895 kauften die Königlichen Museen in Brüssel das Gemälde Der Lampenjunge an, auch wenn das Bild aus Ensors Frühwerk wenig mit der seither vollzogenen künstlerischen Entwicklung zu tun hatte. Um den Jahreswechsel ermöglichte Eugène Demolder seine erste Einzelausstellung in Brüssel. 1898 widmete die französische Avantgardezeitschrift La Plume Ensor eine Sonderausgabe. Wirtschaftlich änderte sich seine Situation allerdings erst 1904, als die Schriftstellerin Emma Lambotte zahlreiche seiner Bilder erwarb. Zuvor hatten lediglich die Rousseaus zur Ermutigung einige seiner Werke angekauft. Sie vermittelte den Kontakt zum Antwerpener Kaufmann Frans „François“ Franck, der zum begeisterten Sammler seiner Bilder wurde.
Künstlerisch wandelte sich Ensors Stil nach der Jahrhundertwende. Seine Farben wurden gedämpfter, weniger dramatisch, eher lyrisch als expressiv. Inhaltlich griff er immer häufiger alte Themen auf. Mit steigender Nachfrage malte er Kopien seiner früheren Werke, die er ungern abgeben wollte. Francine-Claire Legrand beschrieb, dass in Ensors Spätwerk ein „trauriger und ironischer Pierrot“ den „Don Quichotte, der gegen Windmühlen kämpft“, ablöste. Obwohl er seine künstlerische Radikalität verloren hatte, trat er noch immer als engagierter Gesellschaftskritiker auf, so etwa mit seinem Bild Die niederträchtigen Vivisekteure gegen Tierversuche. Auch in sprachlichen Pamphleten voller Wortschöpfungen und Metaphern ergriff Ensor Stellung zu gesellschaftlichen Themen. Bei vielerlei Gelegenheiten trat er als Redner auf und zeigte auch auf diesem Gebiet großen Erfindungsreichtum. Er verstand sich selbst als „Apostel einer neuen Sprache“. 1921 erschien erstmals ein Sammelband seiner Schriften, zu denen auch frühe journalistische Arbeiten, Kunstkritiken und Satiren gehören. Sie sind bis auf wenige Ausnahmen auf Französisch, das Niederländisch der Familie seiner Mutter beherrschte er nicht gut.

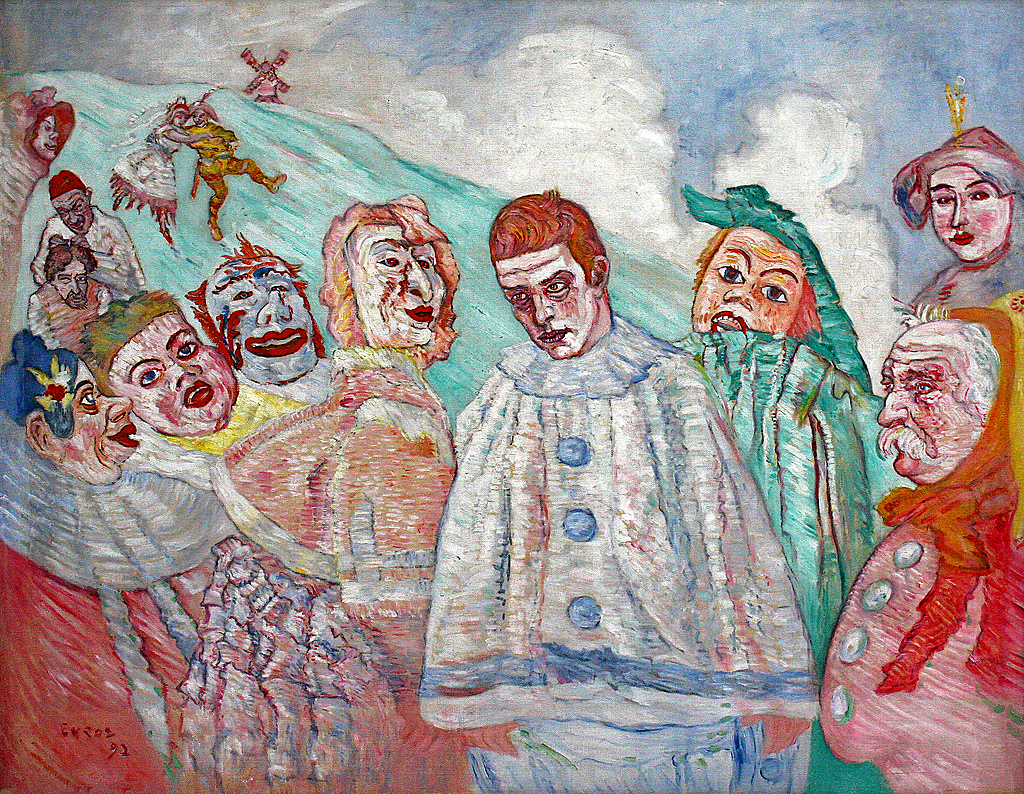
Die Verzweiflung des Pierrot (1910–20), Kopie eines Bildes von 1892, Öl auf Leinwand, 66 × 84 cm, Kröller-Müller Museum, Otterlo (WVZ T 452)
Meine tote Mutter (1915), Öl auf Leinwand, 75 × 60 cm, Kunstmuseum aan Zee, Ostende (WVZ T 477)
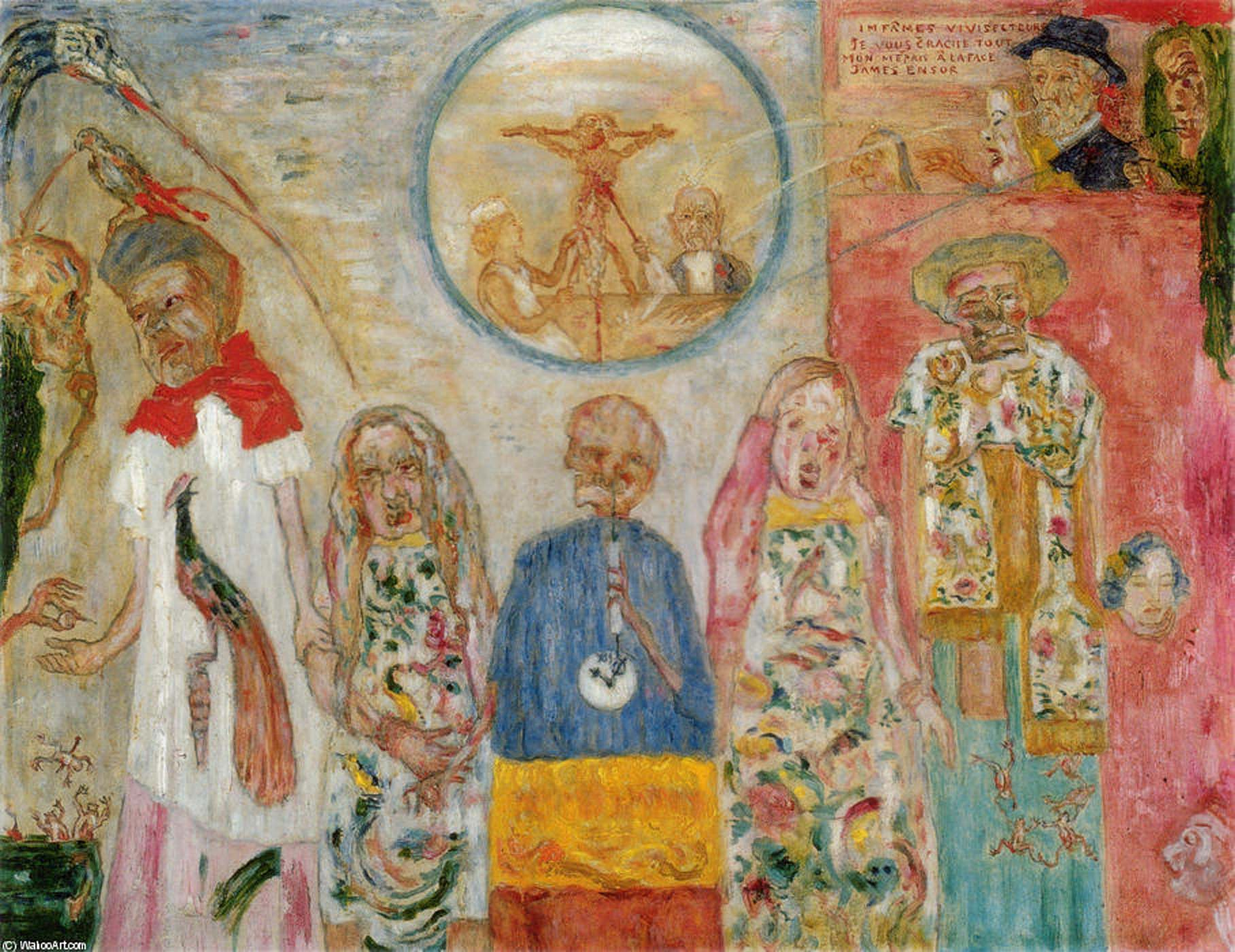
Die niederträchtigen Vivisekteure (1925), Öl auf Leinwand, 62 × 80 cm, Privatbesitz (WVZ T 529)
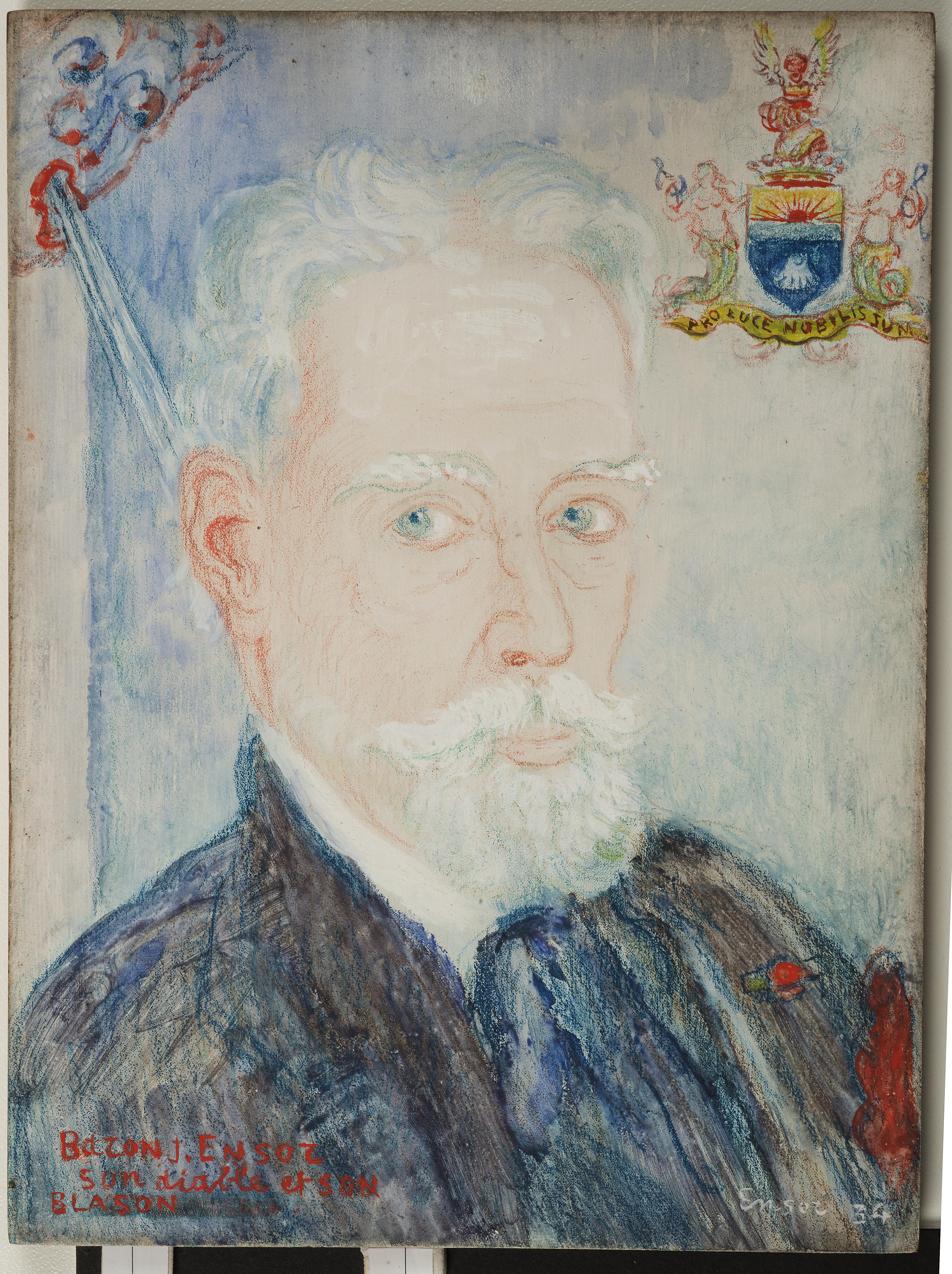
Baron James Ensor, sein Teufel, sein Wappen (1934), Öl und Bleistift auf Holz, 21,5 × 16 cm, Kunstmuseum aan Zee, Ostende (WVZ T 648)

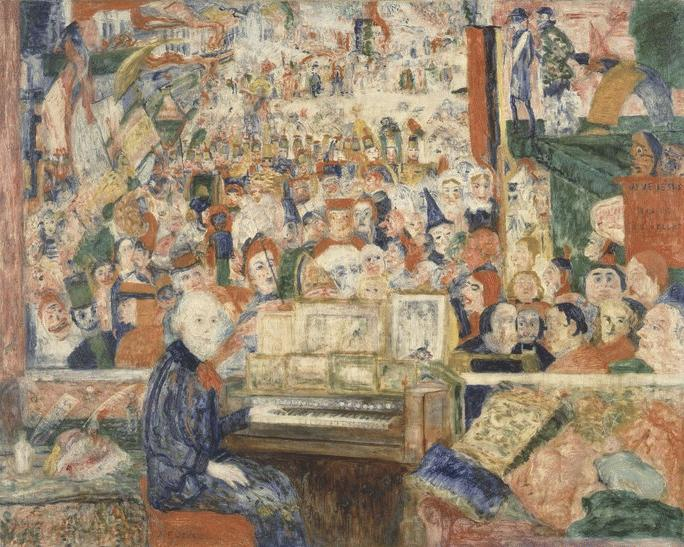
Ensor am Harmonium (1932), Öl auf Leinwand, 80 × 100,5 cm, Menard Art Museum, Komaki (WVZ T 620)

Vor allem beschäftigte sich Ensor nach der Jahrhundertwende aber zunehmend mit der Musik. Das Ehepaar Lambotte schenkte dem Maler im Jahr 1903 ein Harmonium, das für ihn fortan zum „kostbaren Gefährten meiner Einsamkeit“ wurde. Wie schon die Malerei brachte sich Ensor auch die Musik autodidaktisch bei und erlangte dennoch solche Fertigkeit, dass der Musiker August de Boeck urteilte: „Ensor weiß überhaupt nichts über musikalische Technik, aber er ist Musiker.“ 1911 komponierte Ensor die Musik zu einer Ballettpantomime mit dem Titel La Gamme d’Amour, zu der er auch die Kostüme und das Bühnenbild entwarf. Das Ballett wurde 1924 an der Antwerpener Oper uraufgeführt. A. M. Hammacher wertete es als eine gelungene Synthese „in Farbe, Klang und Bewegung“. Ensor komponierte noch weitere Musikstücke, so 1923 Marche Des Rotariens Ostendais, einen Marsch für die örtliche Rotarier-Sektion, und Ende der 1920er Jahre Valse Caprice, einen Klavierwalzer. Wiederholt beklagte sich Ensor, dass er mit der Malerei einen falschen Weg eingeschlagen hätte und sich ganz der Musik hätte widmen sollen. Für den belgischen Musikwissenschaftler Robert Wangermée ließen sich Ensors Kompositionen allerdings nicht nach den Kriterien der Kunstmusik bewerten, stattdessen handle es sich um „achtbare Werke in der verachtenswerten Kategorie der Unterhaltungsmusik ihrer Zeit“. Er zog einen Zusammenhang zwischen Ensors künstlerischem Niedergang im 20. Jahrhundert und der Bewunderung seiner Besucher für seine musikalischen Improvisationen, die gemeinsam dazu geführt hätten, dass der Maler letztere überschätzte.

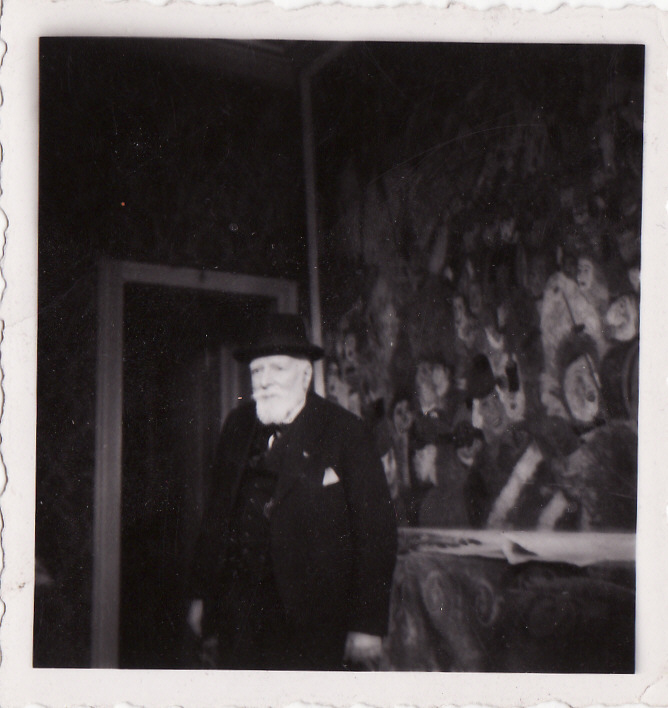
James Ensor in seinem Haus in Ostende, im Hintergrund Der Einzug Christi in Brüssel. Fotografie aus den 1940er Jahren von Albert Lilar

Nach dem Tod von Mutter und Tante zog Ensor 1917 aus dem elterlichen Haus mit seinem Mansardenatelier aus und bezog ein bescheidenes Bürgerhaus in der Rue de Flandre, das er von seinem Onkel geerbt hatte. Hier konnte er erstmals die eingerollte Leinwand seines Monumentalbildes Der Einzug Christi in Brüssel aufhängen. Jean Stevo beschrieb: „Eine ganze Wandfläche einnehmend beherrschte es den gesamten Raum: Büro, Salon und Atelier in einem“. Das James-Ensor-Haus dient heute als Museum und kann im Originalzustand besichtigt werden. Ensor wurde von zwei Bediensteten versorgt, empfing bis ins hohe Alter Gäste, darunter Künstler, Wissenschaftler und Politiker, und spielte seinen Besuchern gerne am Harmonium vor. Dabei stilisierte er sich selbst zu einer lebenden Legende.
In den 1920er Jahren erfuhr Ensor, inzwischen über 60 Jahre alt, endlich die Anerkennung, für die er lange gekämpft hatte. Es fanden große Ausstellungen in Brüssel, Antwerpen, Paris und Hannover (organisiert von der Kestner Gesellschaft) statt. 1923 wurde er korrespondierendes und 1925 volles Mitglied der Académie royale des Sciences, des Lettres et des Beaux-Arts de Belgique (Classe des Beaux-Arts). 1926 wurden seine Bilder im belgischen Pavillon der Biennale di Venezia gezeigt. 1929 verlieh ihm König Albert I. den Titel „Baron“. Sein Wahlspruch war „Pro luce nobilis sum“ (etwa: „Durch das Licht bin ich nobilitiert“). 1930 enthüllte Ensor selbst zu seinem 70. Geburtstag eine Büste, die von Edmond de Valériola geschaffen worden war. Im Alter von beinahe 90 Jahren starb Ensor am 19. November 1949. Er wurde mit einem großen Staatsbegräbnis im Ostender Stadtteil Mariakerke auf dem Friedhof der Kirche Notre Dame des Dunes beigesetzt.

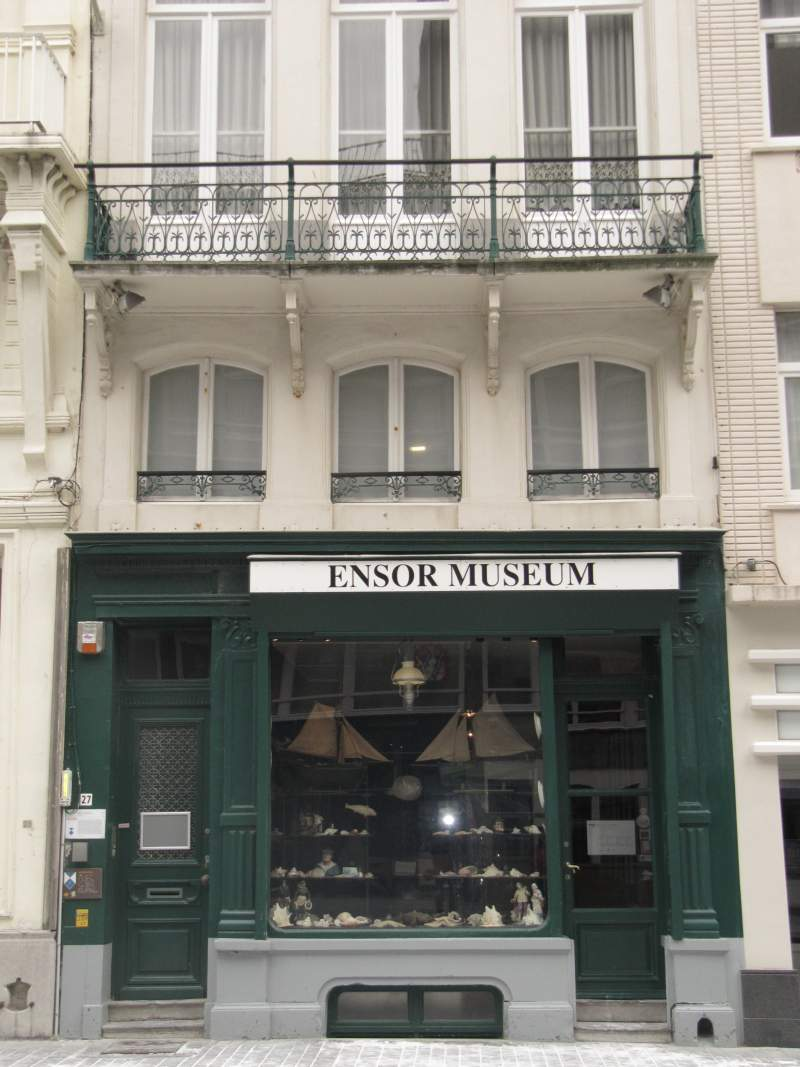
James-Ensor-Haus, Vlanderstraat 27, Ostende/Belgien
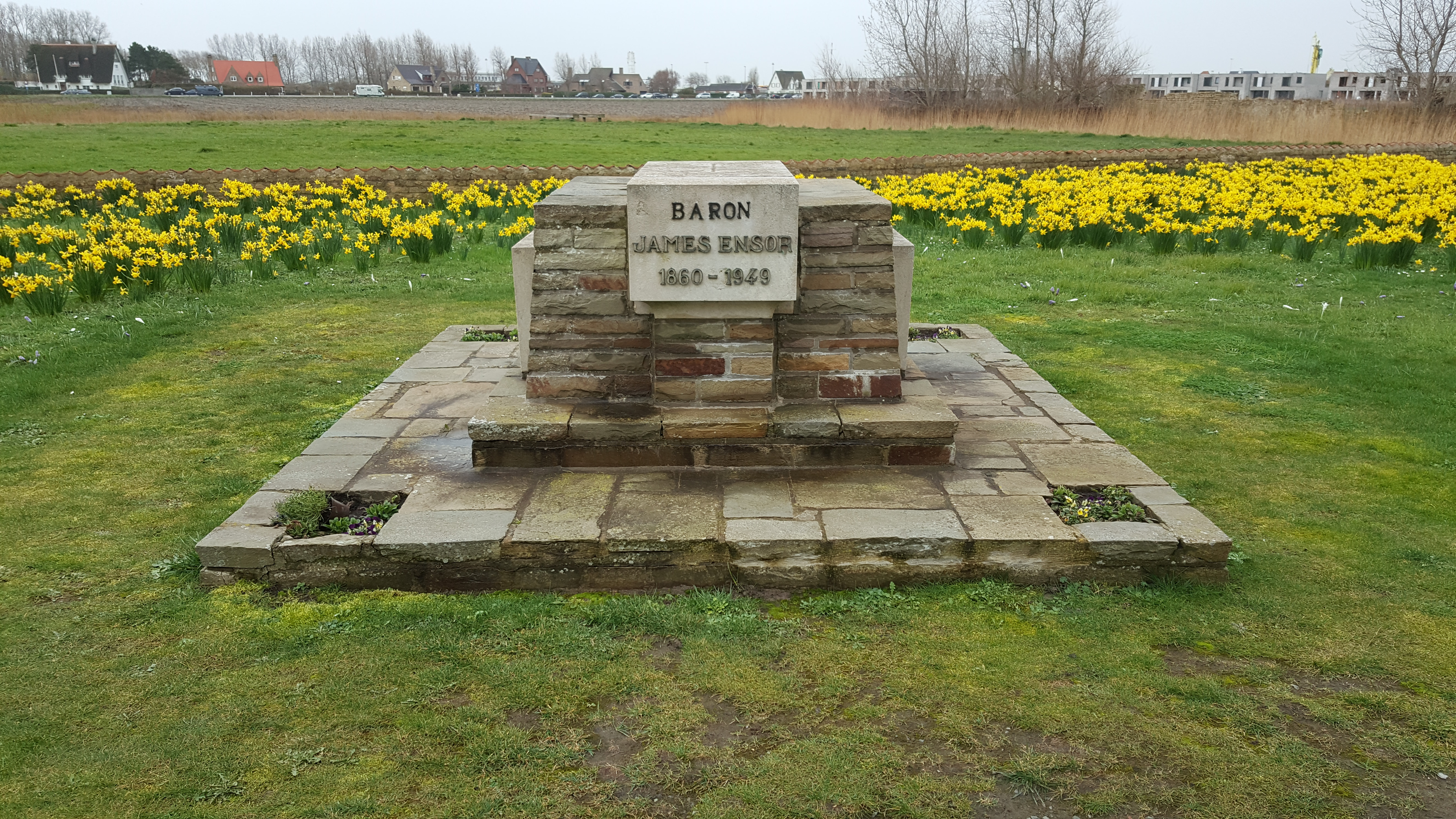
Grab auf dem Dünenfriedhof in Ostende
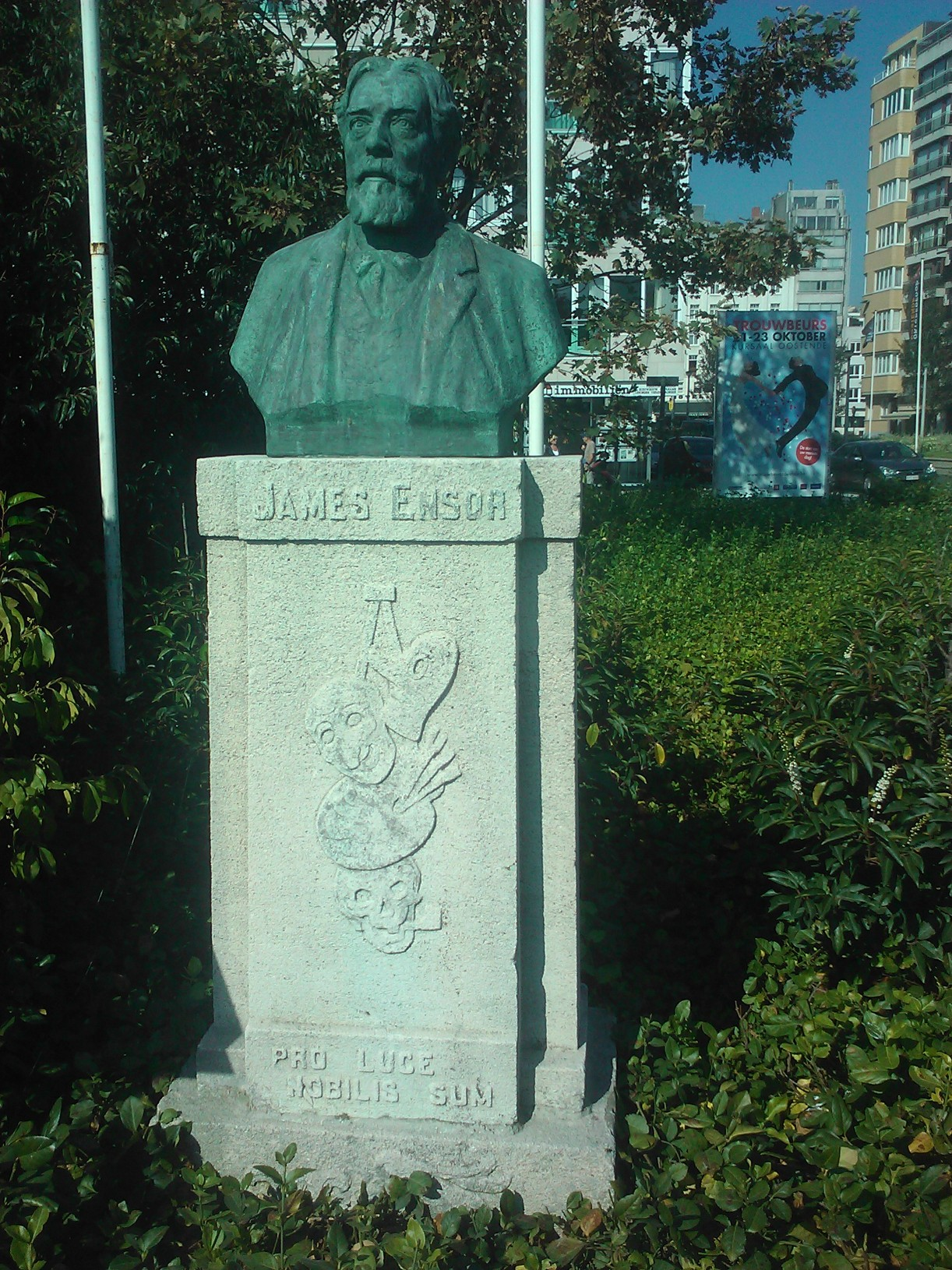
Ensor-Büste von Edmond de Valériola im Leopoldpark in Ostende

## Werk

### Einordnung
James Ensor zählt laut Joachim Heusinger von Waldegg „zu den großen Außenseitern der Moderne.“ Er sagte über sich selbst: „Ich glaube, als Maler bin ich eine Ausnahmeerscheinung“. Im Wesentlichen war er ein Künstler des ausgehenden 19. Jahrhunderts – sein Hauptwerk entstand in der Zeit zwischen 1885 und 1895 –, doch blieb er in seiner Originalität weitgehend isoliert von den künstlerischen Strömungen seiner Zeit, dem Realismus um Courbet und dem Impressionismus um Monet. Ensor gehört wie Gauguin, van Gogh, Toulouse-Lautrec und Munch zur Generation von Künstlern, die auf den Impressionismus folgte. Für Karl-Egon Vester zählt er mit van Gogh, Munch und Hodler zu „den Wegbereitern eines sich selbst thematisierenden Künstlertums“, dessen Ausdrucksformen den Impressionismus überwanden.
Ensors Werk ist laut Ulrike Becks-Malorny „so vielfältig, so bizarr und so voller verschiedener Deutungsmöglichkeiten“ wie das kaum eines anderen Künstlers Ende des 19. Jahrhunderts. Typisch sei eine „expressive, oft von fantastischen Formen geprägte und manchmal geradezu grell und aggressiv anmutende Malerei“ sowie eine „ganz und gar subjektive Sicht der Dinge“. Die Vielseitigkeit des Werks sowohl in inhaltlicher als auch stilistischer Hinsicht führte laut Heusinger von Waldegg zu einer Unsicherheit in der Bewertung bereits zu Ensors Lebzeiten, sorgte aber auch für eine ungebrochene Aktualität. So beziehen sich ganz unterschiedliche Stilrichtungen wie Expressionismus, Surrealismus, Tachismus oder fantastische Kunst auf Facetten seines Œuvres. Dabei war Ensors Kunst ein zeitlicher Vorgriff auf erst in der Entwicklung begriffene Stilrichtungen des frühen 20. Jahrhunderts.
Insbesondere mit dem Symbolismus wird Ensor immer wieder in Verbindung gebracht, doch hat er sich der Strömung nie wirklich angeschlossen. Ina Conzen rechnet ihn zwar „im weiteren Sinne zum Umfeld des Symbolismus“, jedoch habe er durch sein expressives und autobiografisches Œuvre eine Sonderstellung in der Bewegung. Roger Diederen betont „die eigenwillige Ausprägung des Symbolismus“ in Ensors Kunst. Herwig Todts führt dazu aus, dass es Ensors Werk vor allem der „gewichtigen Ernsthaftigkeit“ anderer Vertreter der Stilrichtung ermangele: „In Ensors Gemälden werden unheimliche Figuren systematisch in urkomische Situationen platziert.“ Dabei blieb er sein Leben lang einer, wenn auch unorthodoxen und poetischen, aber gleichwohl wirklichkeitsgetreuen Darstellung der Natur verhaftet.
Kunsthistorische Kategorien wie Stileinheit, Periodisierung oder chronologische Entwicklung greifen für Ensors Werk kaum. Die verwendeten Mittel wechseln von Werk zu Werk sprunghaft, an den Inhalten und der Gemütsverfassung des Malers orientiert. Dennoch beharrte Ensor stets darauf, sein Werk als Einheit zu sehen. Auch sein Verhältnis zur Tradition und Gegenwart in der Malerei war eigenwillig. Er sah sich als Erneuerer der flämischen Malerei mit ihrer lange zurückreichenden Tradition, aber auch als Anführer junger Künstler der Avantgarde. Auf die Symbole und Metaphern eines Brueghel oder Bosch verwies er in zahlreichen Anspielungen, verwandelte sie jedoch in eine private Symbolik, die vieldeutige Interpretationen zulässt. Seine an die Postmoderne erinnernde Mischung von Stilen und sein freizügiger Umgang mit Tradition finden in der Kunstgeschichte erst im Surrealismus und Dadaismus ihre Entsprechung.

### Themen und Motive

#### Masken

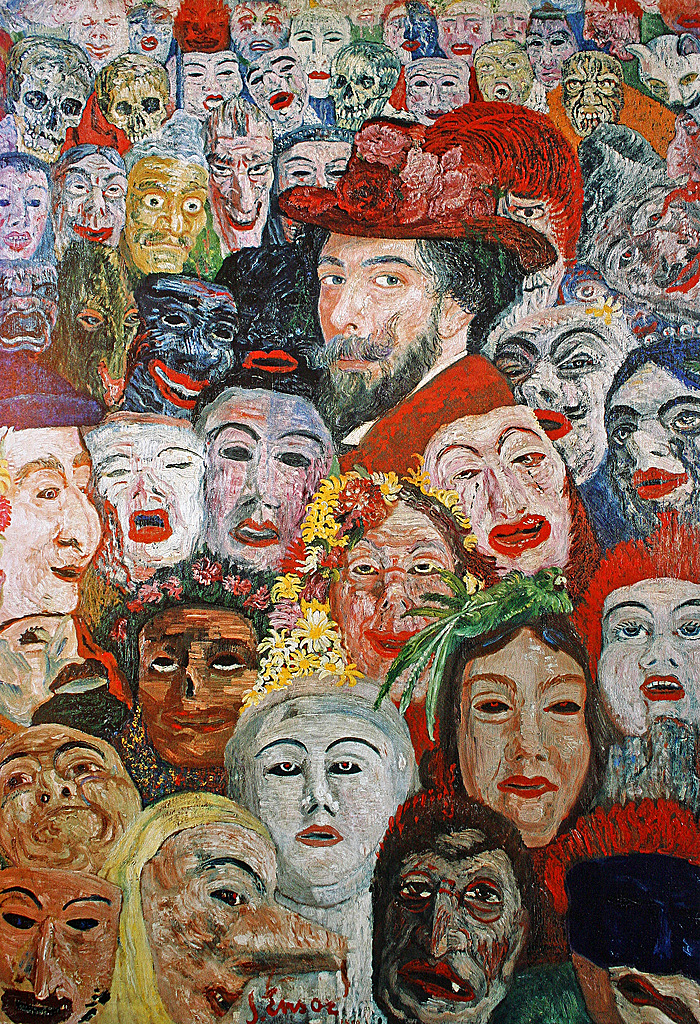
Selbstbildnis mit Masken (1899), Öl auf Leinwand, 117 × 82 cm, Menard Art Museum, Komaki (WVZ T 390)

Die Maske hat in Ensors Werk eine zentrale Bedeutung, so dass man ihn oft nur als „Maler der Masken“ bezeichnet. Zum einen gehört sie, besonders in Ostende, einer Hochburg des belgischen Karnevals, zur volkstümlichen Folklore, die Ensor mit dem Blick eines an Ausdruck und Farbe interessierten Malers studierte. Zum anderen dient sie aber auch zur Identifikation und Typisierung, was Ensors Maskenbildern vieldeutige Interpretationsmöglichkeiten gibt. Wie schon Goya hatte Ensor einen scharfen Blick für die Verkleidungen und Verstellungen der Menschen. Laut Heusinger von Waldegg erschien ihm die Welt „als Mummenschanz, das Leben als Maskerade.“ In seinem Werk finden sich Masken ohne Träger, solche, die zu leben scheinen, und schließlich Gesichter, deren Mimik zu einer fratzenhaften Maske erstarrt ist. Maske und Individuum verschmelzen für Becks-Malorny „zu skurril-tragischen Erscheinungen, die Ensors innere Welt, seine Ängste und Visionen widerspiegeln.“
Ensor proklamierte: „Ich habe mich heiteren Sinnes in jene Einsamkeit verbannt, in der – ganz Gewalt, Licht und Pracht – die Maske thront. Die Maske bedeutet mir: Frische des Tons, überspitzter Ausdruck, prächtiger Dekor, große, unvermutete Geste, ungehemmte Bewegung, erlesene Turbulenz.“ Dabei interessierte er sich weniger für asiatische und afrikanische Masken, die im Expressionismus bedeutsam wurden, sondern für die Vielfalt der heimischen, flämischen Masken: „mit Zärtlichkeit angetan, mit Hübschheit gewürzt, pupurn, azurblau, perlmuttern, muschelig, austernhaft, überprägt, gestreift, steinbuttig, bärtig, stockfischig, schollig, spitzbübisch, mit Fantasie gefüllt, sind sie nach Herzenslust ausgelassen.“ Sie transportieren aber in ihren grellen Farben auch eine Aggression, die Ensor beschrieb: „Diese Masken gefielen mir auch, weil sie das Publikum verletzten, das mich so schlecht aufgenommen hatte.“ So dienten ihm die Masken gleichzeitig als Angriff und Verteidigung, als Karikatur der Masse, der er sich als Künstler gegenübersah. Sie berauben diese ihrer Individualität und heben gleichzeitig ihre versteckten Wesenszüge hervor.
Während Die verärgerten Masken (1883) noch der Genremalerei zugeordnet werden kann und die Masken in der häuslichen Auseinandersetzung ein volkstümliches Element sind, haben sie in Masken im Streit um einen Gehenkten (1891) ein Eigenleben entwickelt, obwohl das Thema der Konfrontation zweier Figuren ähnlich ist. Auch die Stilmittel haben sich in acht Jahren deutlich verändert. Der Impressionismus des ersten Bildes ist einem Synthetismus gewichen: Umrisslinien, Muster und anaturalistische Farben. Die Verwunderung der Maske Wouse (1889) erlaubt wie Die verärgerten Masken eine autobiografische Deutung mit der Gegenüberstellung der pragmatischen Frauen in Ensors Familie und Ensor selbst und seiner Freunde in der Gestalt schlaffer Gespenster. Hingegen deutet Robert L. Delevoy Wouse als den Tod, der sich unter dem Flitterwerk versteckt.

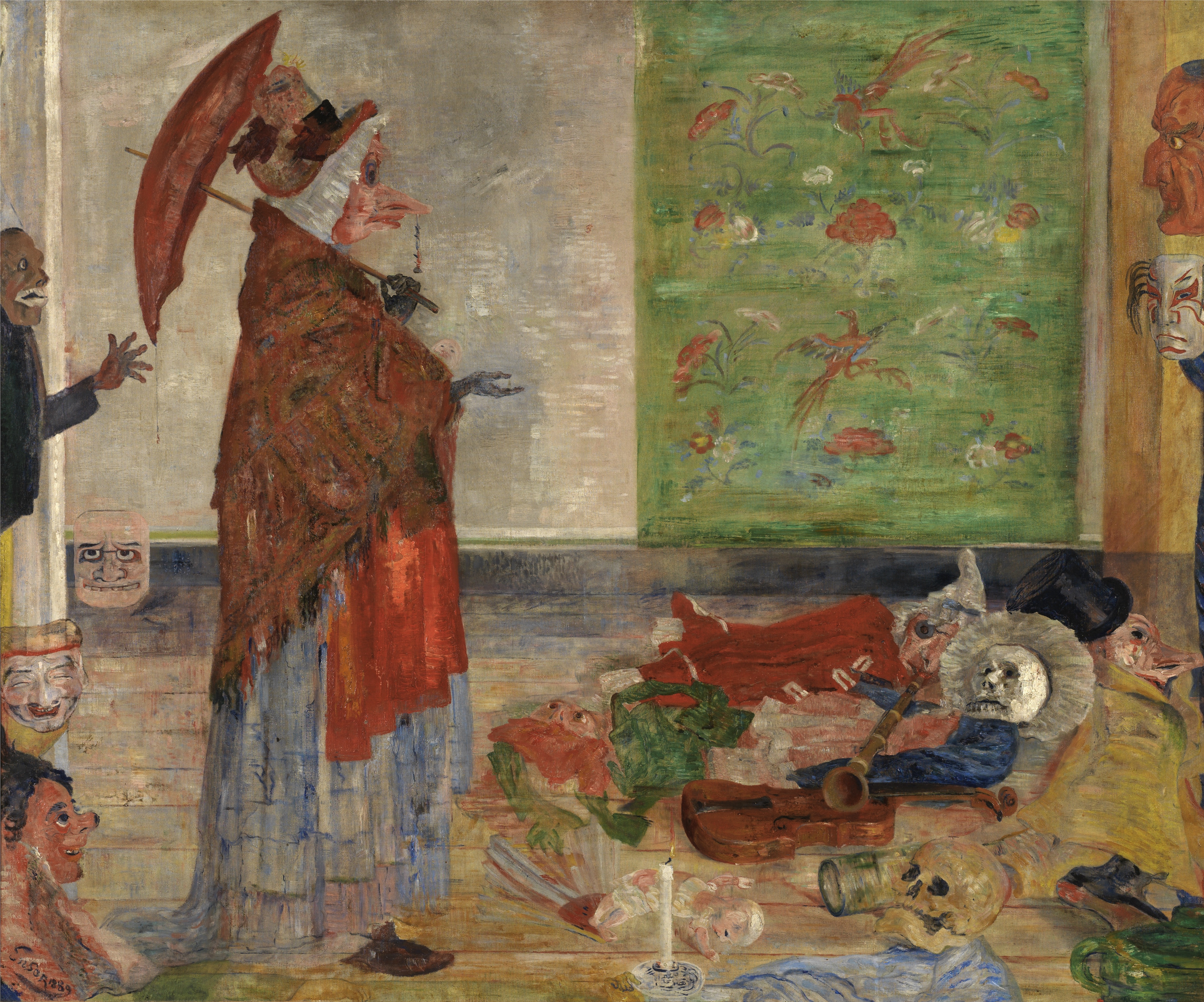
Die Verwunderung der Maske Wouse (1889), Öl auf Leinwand, 109 × 131 cm, Königliches Museum der Schönen Künste, Antwerpen (WVZ T 302)
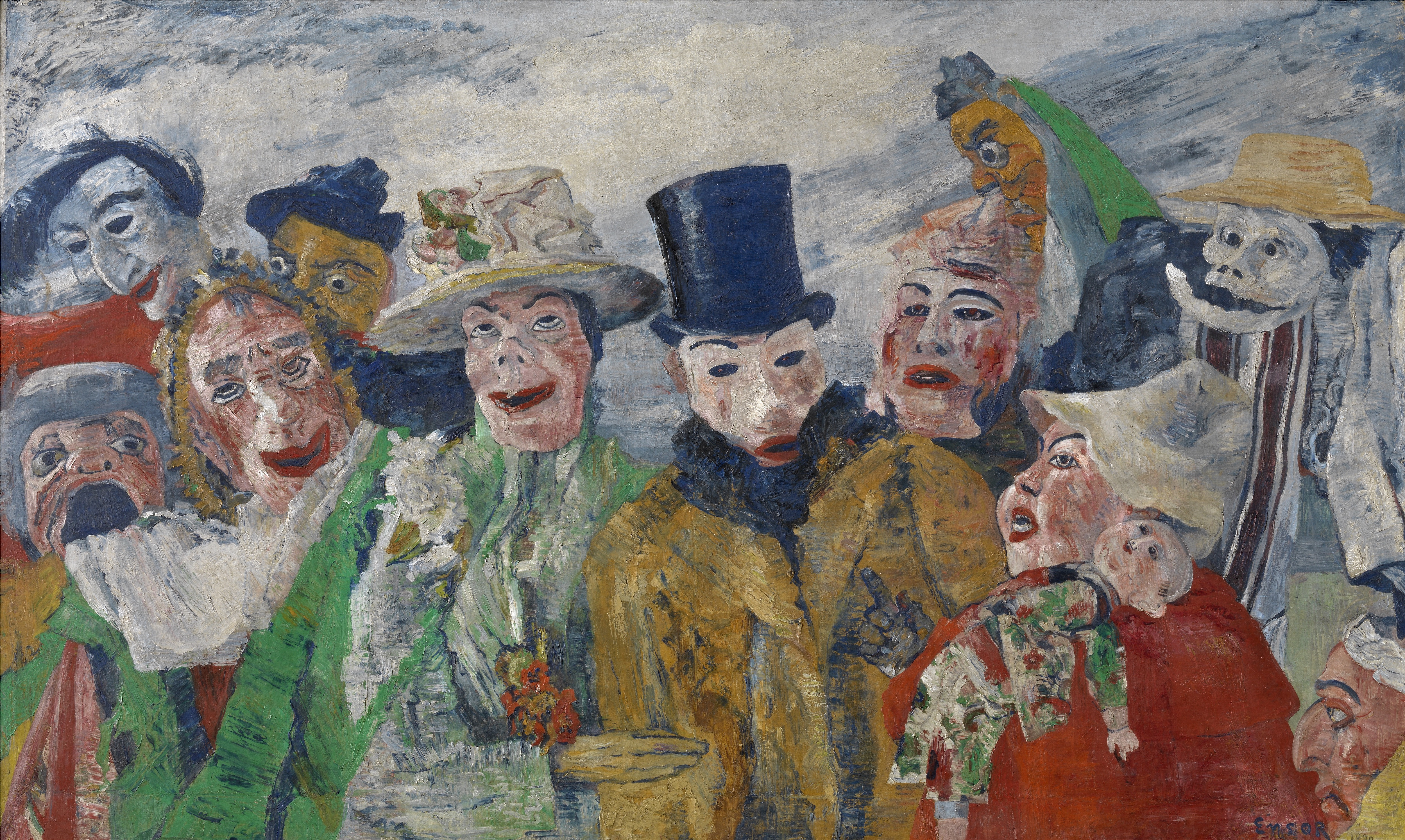
Die Intrige (1890), Öl auf Leinwand, 90 × 150 cm, Königliches Museum der Schönen Künste, Antwerpen (WVZ T 308)
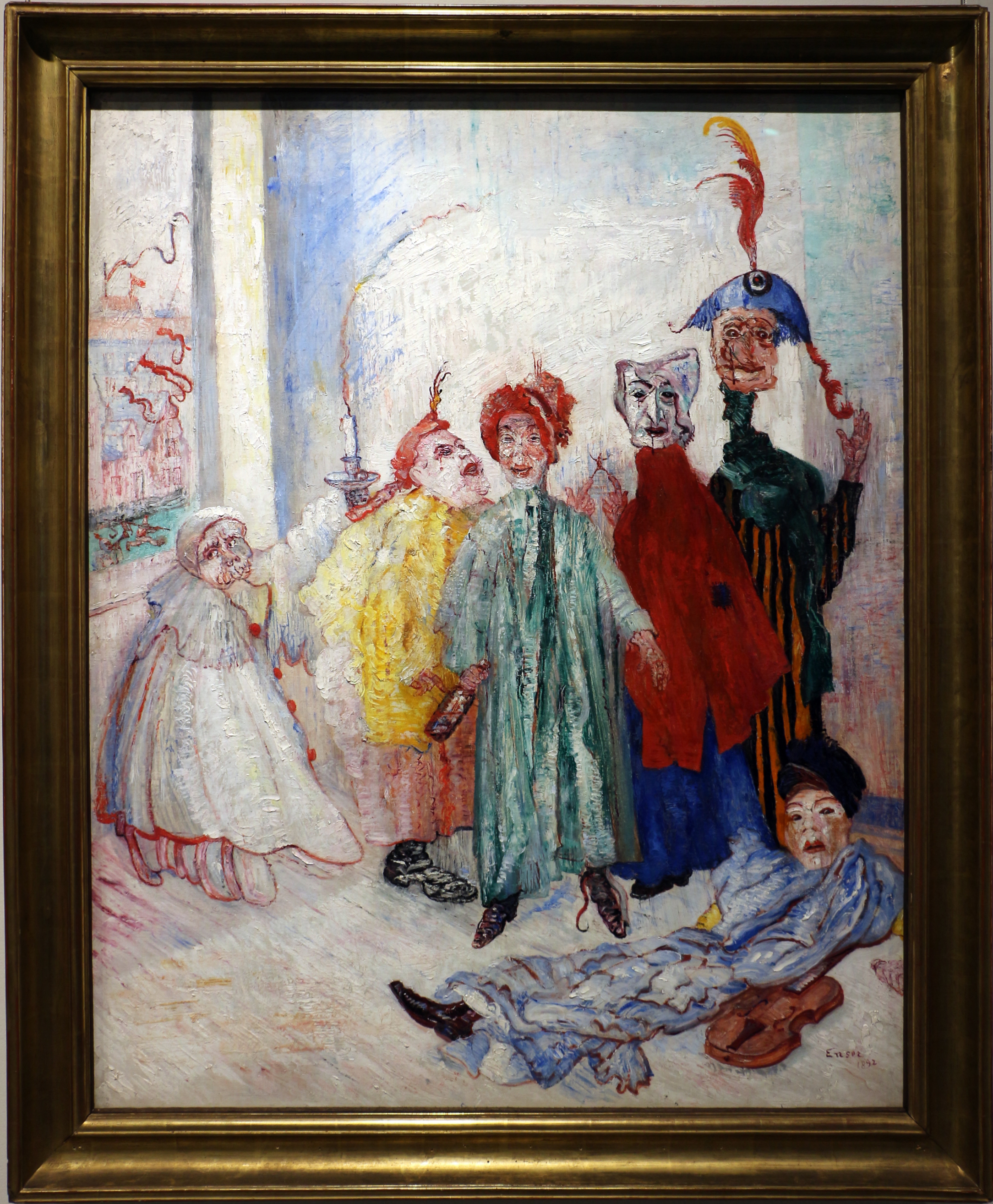
Seltsame Masken (1892), Öl auf Leinwand, 100 × 80 cm, Königliche Museen der Schönen Künste, Brüssel (WVZ T 349)
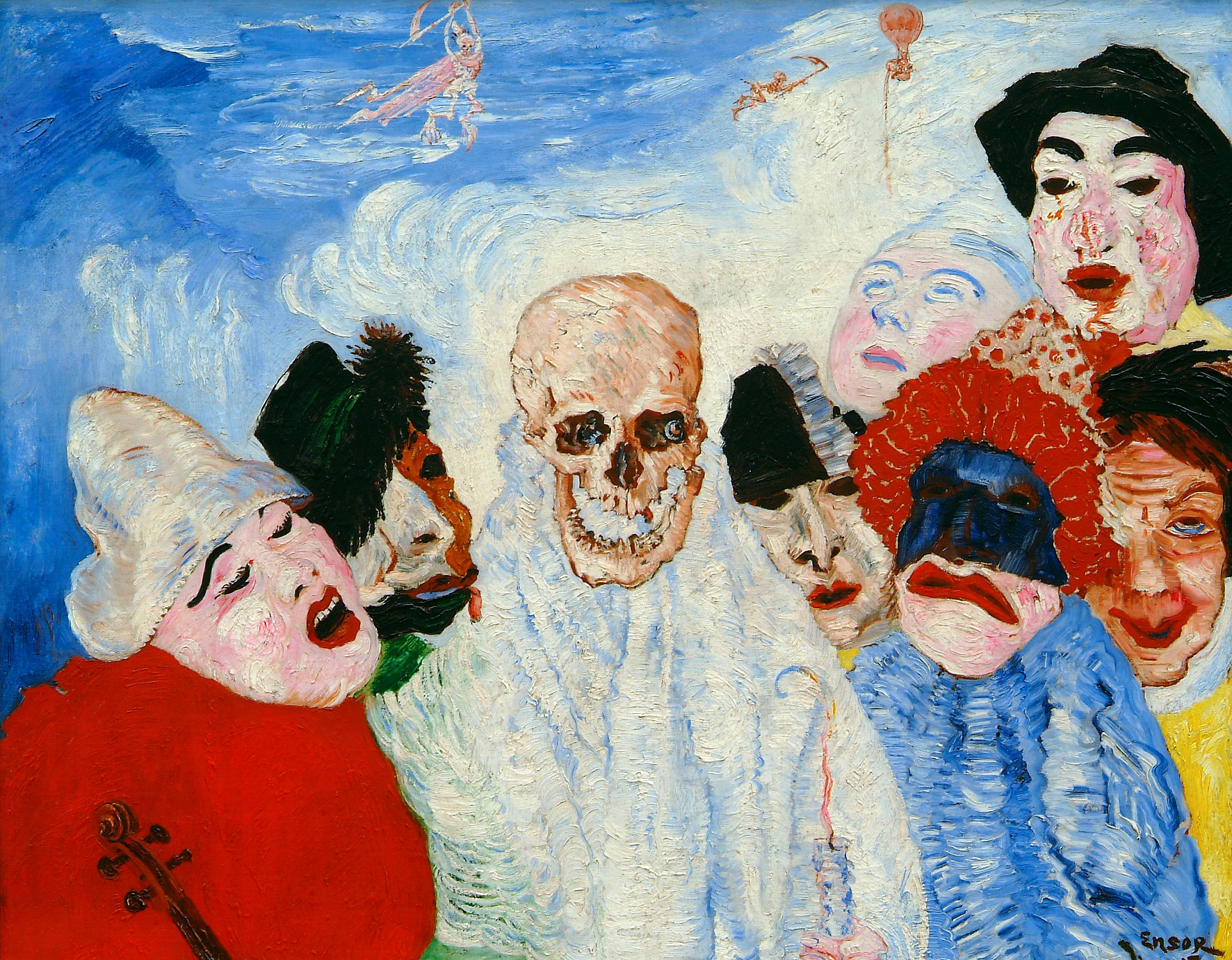
Die Masken und der Tod (1897), Öl auf Leinwand, 78,5 × 100 cm, Museum der Schönen Künste, Lüttich (WVZ T 386)

Häufig sind die Masken in Ensors Kompositionen um eine zentrale Figur oder ein Paar angeordnet, begleiten oder bedrängen diese. Die Intrige (1890) lässt ebenfalls einen autobiografischen Bezug auf die Heirat von Ensors Schwester Mitche mit einem Chinesen vermuten, auch wenn die Datierung (Heusinger von Waldegg vermutet eine Vordatierung) dem entgegensteht. Wie in vielen Werken Ensors ist die Handlung lediglich angedeutet: Masken, darunter der Tod, bedrängen ein Brautpaar, die Braut scheint den Bräutigam zurückhalten zu wollen, doch weist sie ihr Lächeln als Mitwisserin der Verschwörung aus? In Die Masken und der Tod (1897) sind die Masken in einen makabren Dialog mit dem Tod eingetreten, während die Kerze in seiner Hand niederbrennt. In Seltsame Masken (1892) nehmen die aufgereihten Masken lediglich durch Gebärden aufeinander Bezug. Wieder bringt die verlöschende Kerze des Pierrots eine tragische Komponente in die Hänselei eines Betrunkenen. Überhaupt ist es unter allen Masken die Pierrot-Figur, der Sonderling, mit dem sich Ensor besonders identifizierte, so etwa in Die Verzweiflung des Pierrot (1892), einer „Mischung aus Stegreifkomödie, Rollenporträt und privater Mythologie“.

#### Skelette

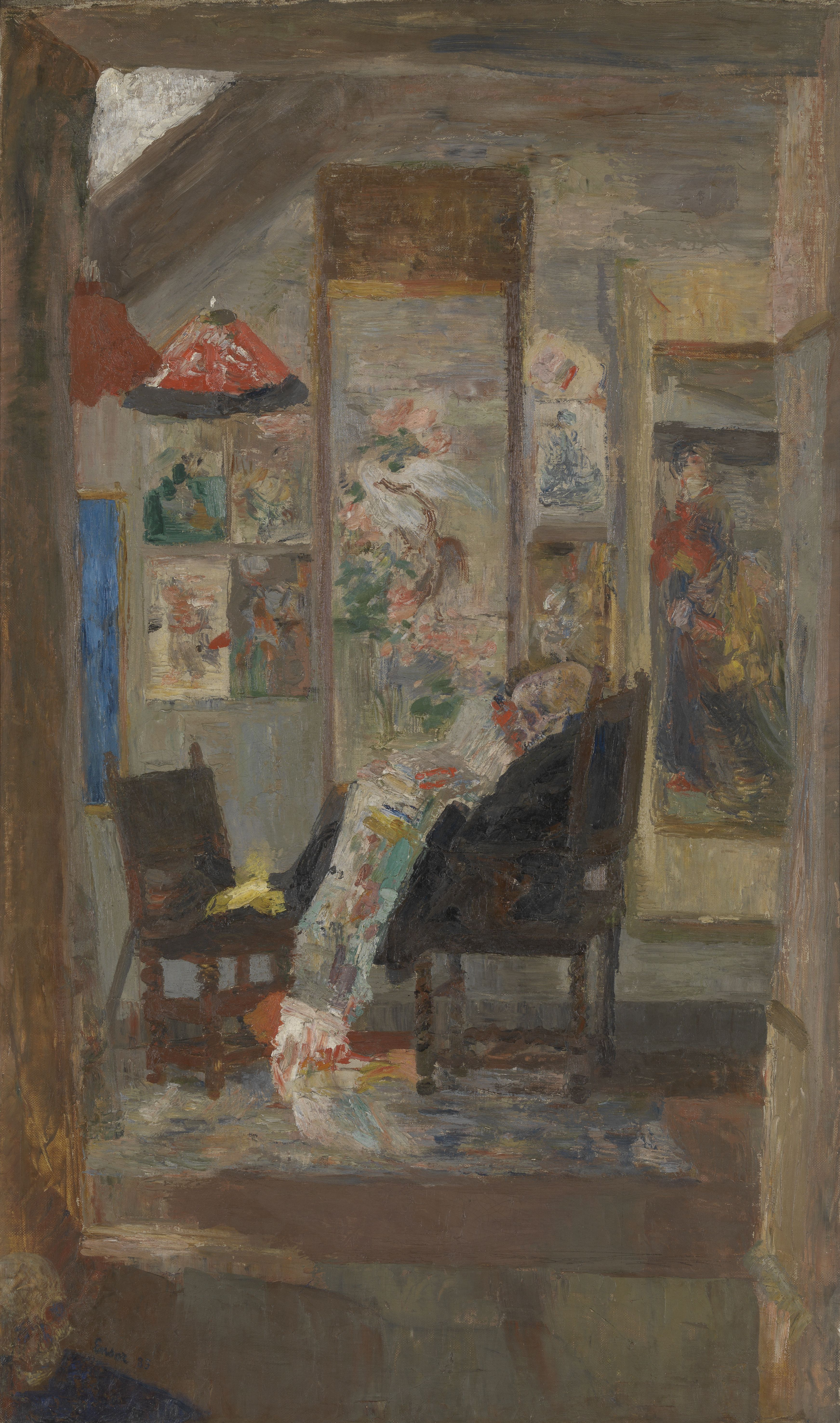
Skelett in Betrachtung von Chinoiserien (1885,88–90), Öl auf Leinwand, 100 × 60 cm, Museum für Schöne Künste, Gent (WVZ T 280)

Eng verwandt mit dem Maskenthema ist die Darstellung von Skeletten, häufig vereint sich beides in einem Bild. Wie die Masken entspringen auch die Skelette Ensors „Bedürfnis nach Vernichtung und Ausdehnung seines Ichs“ (in den Worten Paul Haesaerts’). Das Skelett ist eine provokante und ironische Darstellung des Todes, mit der sich Ensor von seinen eigenen Ängsten und Zwängen befreite und in ein Phantasiereich der „Narquoisie“ (Spöttelei) floh. Die Angst vor dem Tod belastete Ensor lebenslang. Schon als Kind verfolgte ihn ein Traum, in dem ein großer, schwarzer Seevogel durch das geöffnete Fenster flog und sich an seinem Kinderbett niederließ. Im Jahr 1886 klagte er: „Ich bin 26 Jahre alt… Ich bin nicht glücklich. Gedanken ans Überleben erschrecken mich. Die Vergänglichkeit des Bildmaterials versetzt mich in Aufregung…“ Der Tod seines Vaters und seiner Großmutter im Folgejahr wurde zum Anlass einer Häufung der Todesthematik in seinem Werk.
Ensor integrierte das Skelett auf zwei unterschiedliche Arten in sein Werk. Die eine ist der Vorgang der Verwandlung des Lebenden zum Toten, so etwa in der Transformation seines Spiegelbildes zu einem Totenschädel in der Zeichnung Spiegel mit Skelett (1890). In der Radierung Mein Porträt im Jahre 1960 (1888) verschmelzen Ensors Gesichtszüge mit denen eines Totenschädels. Nur der Haarkranz, sein großer Stolz, bleibt erhalten – ein Symbol für die Vergänglichkeit des Ruhmes. Die Radierung Selbstbildnis als Skelett wandelt sich von der ersten Fassung, einem Selbstbildnis als stolzem Maler nach einer Fotografie bei den Rousseaus, zu einer Darstellung des Todes, dessen Schädel sich Ensors Züge mehr und mehr angleichen.

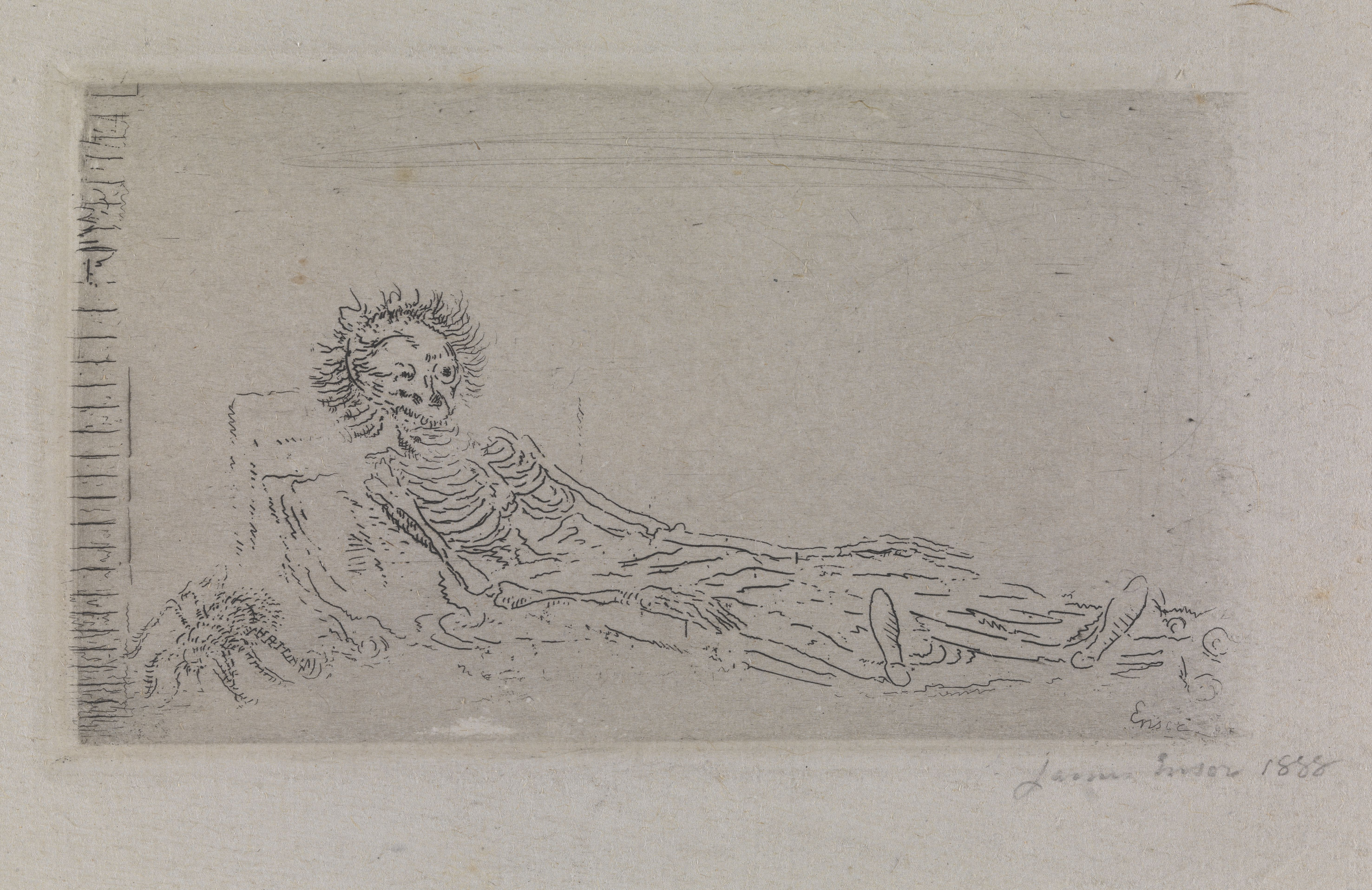
Mein Porträt im Jahre 1960 (1888), Radierung, 6,4 × 11,4 cm, Museum für Schöne Künste, Gent (WVZ D 34)
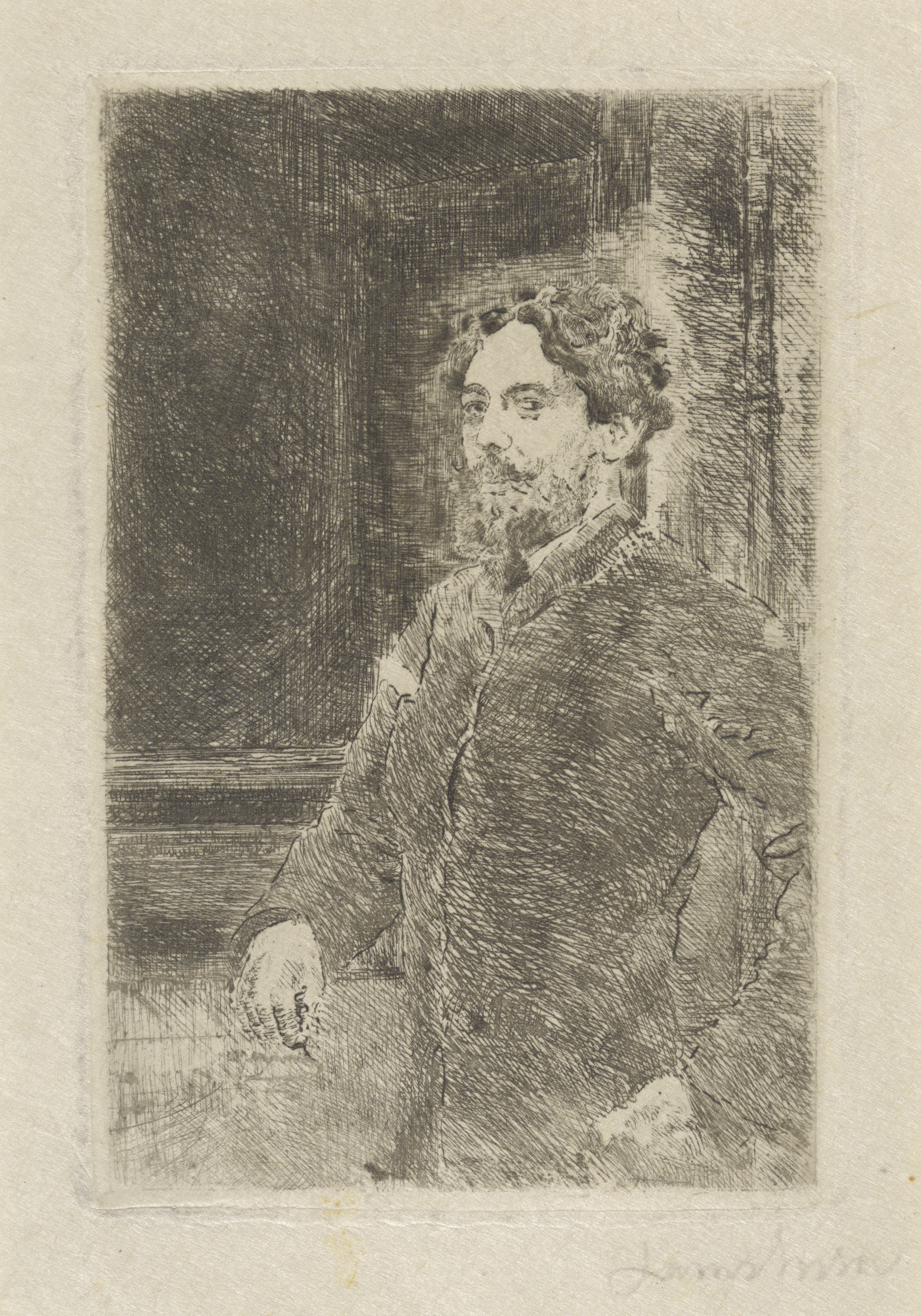
Selbstbildnis (1889), Radierung, 11,6 × 7,5 cm, Kunstmuseum aan Zee, Ostende (WVZ D 67)
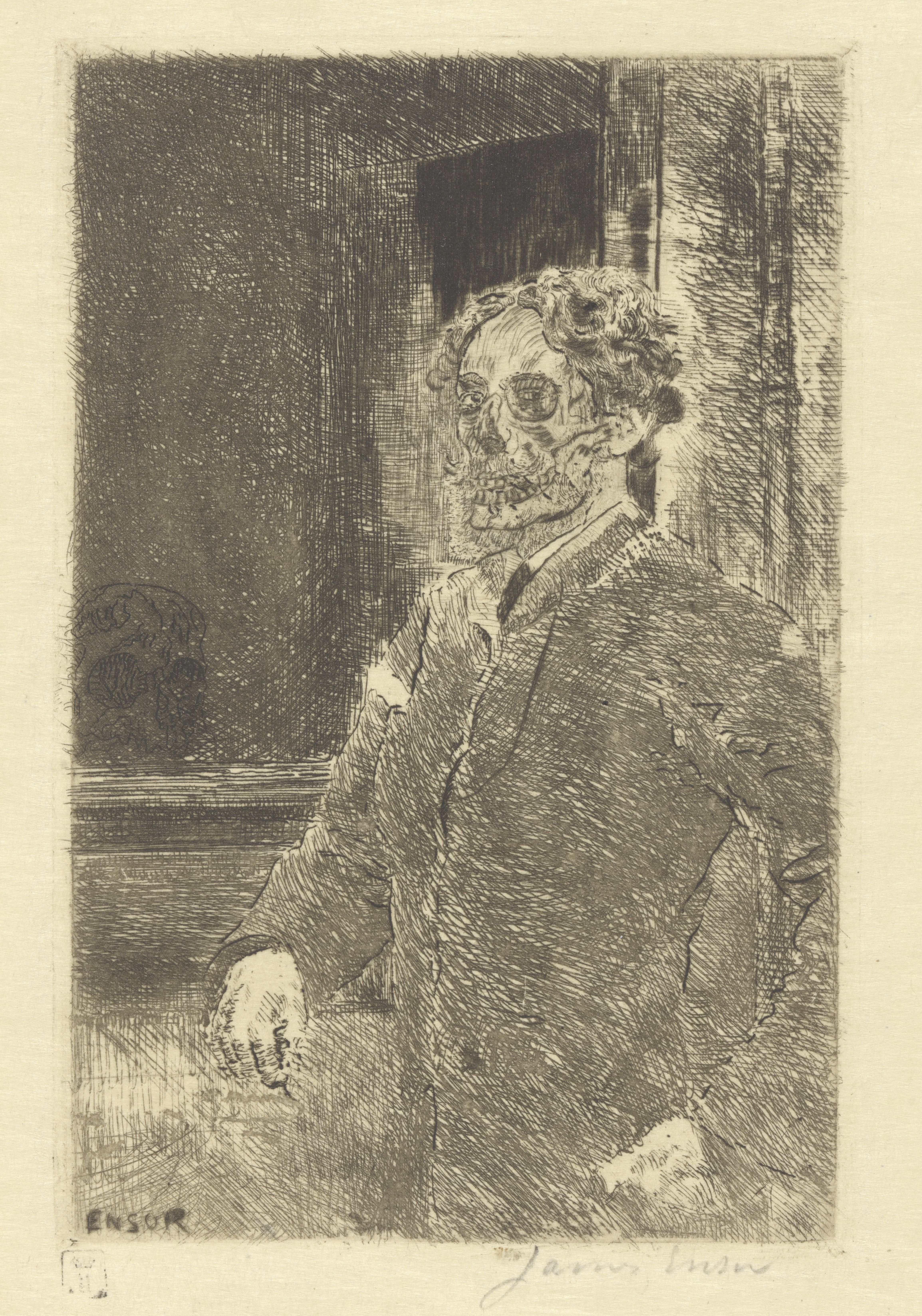
Selbstbildnis als Skelett (1889), Radierung, 11,6 × 7,5 cm, Königliche Bibliothek Belgiens, Brüssel (WVZ D 67)
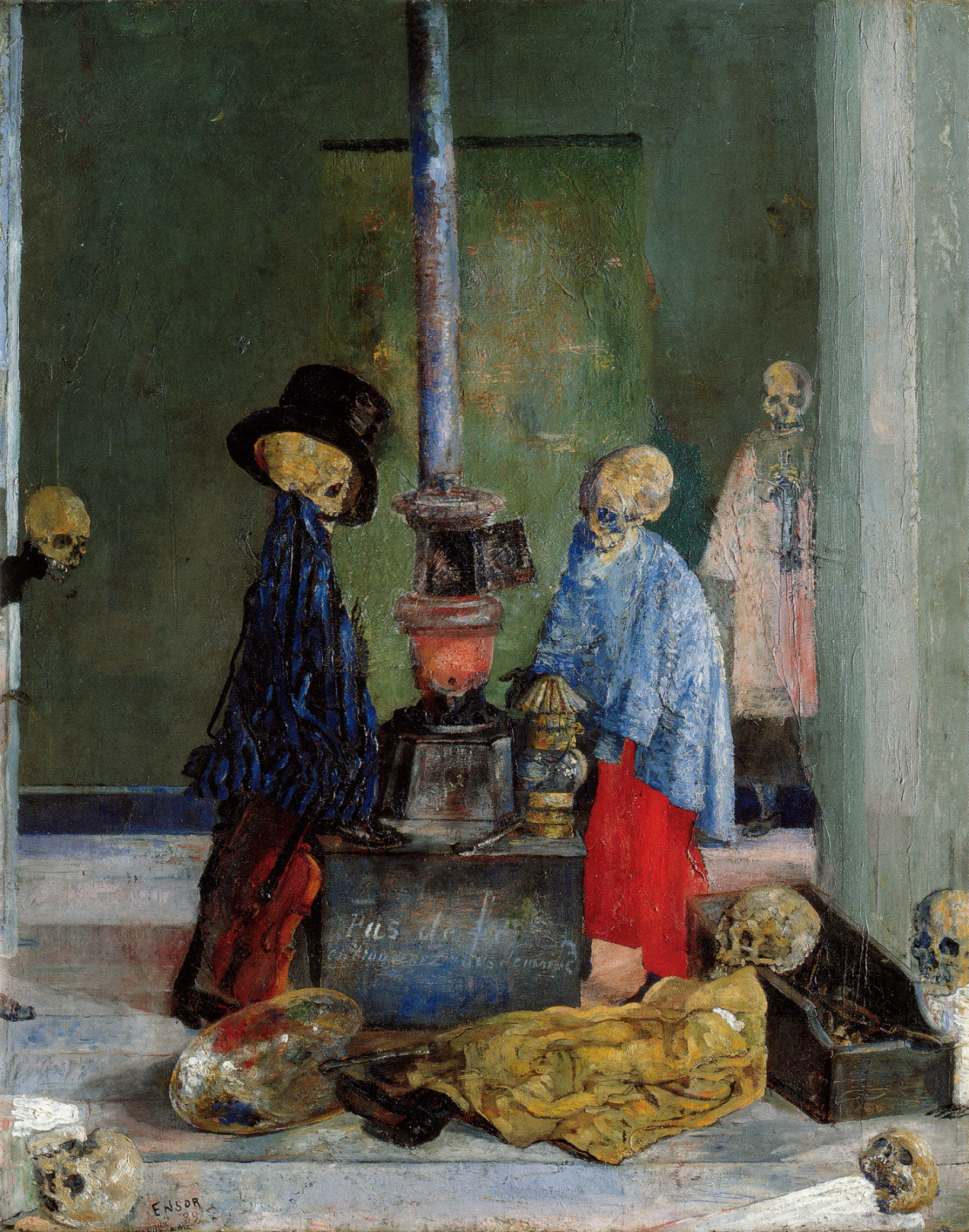
Skelette, die sich wärmen wollen (1889), Öl auf Leinwand, 75 × 60 cm, Kimbell Art Museum, Fort Worth (WVZ T 304)

In anderen Darstellungen kombinierte Ensor unterschiedliche Realitätsebenen. So versetzte er Skelette in Interieurs und sorgte damit für einen Einbruch von Irrationalität in bürgerliche Salons oder Ateliers. Die Skelette verrichten allzu menschliche Tätigkeiten und fordern damit eine emotionale Reaktion des Betrachters heraus. Sie spielen Billard, feiern Karneval, streiten sich (in Skelette im Streit um einen Räucherhering, 1891), malen (in Skelett mit Staffelei, 1896/97) oder betrachten Chinoiserien. In Skelett in Betrachtung von Chinoiserien übermalte Ensor eine Interieurszene mit menschlicher Figur aus dem Jahr 1885 zwischen 1888 und 1890 mit einem Skelett. In Skelette, die sich wärmen wollen (1889) versuchen klapprige Skelette einen letzten Rest von (Lebens-)Wärme aus einem erkalteten Ofen zu ziehen.

#### Religion

Der Einzug Christi in Brüssel (1888/89), Öl auf Leinwand, 253 × 431 cm, J. Paul Getty Museum, Los Angeles (WVZ T 293)

In Ensors Hauptwerk, der großformatigen Leinwand Der Einzug Christi in Brüssel (1888/89), versetzte er den Einzug Jesu Christi in Jerusalem, dessen am Palmsonntag gedacht wird, zeitlich in die Gegenwart des Malers und räumlich in die belgische Hauptstadt Brüssel. Er verknüpfte eine religiöse Prozession mit Elementen eines Karnevalsumzugs, einer Militärparade und einer politischen Demonstration. Dadurch gab Ensor dem biblischen Sujet eine radikal neue und zeitgenössische Interpretation. Indem er den religiösen Gehalt in einen grotesken, politisch und sozial aufgeladenen anachronistischen Kontext stellte, machte er ihn zu einem auf seine Gegenwart bezogenen Manifest, sowohl in sozialer als auch in künstlerischer Hinsicht. In der Figur Jesu porträtierte er sich selbst. Für Becks-Malorny sehnte er sich danach, „selbst als ‚Erlöser‘ siegreich, d. h. endlich künstlerisch anerkannt, in die Stadt Brüssel einzuziehen.“
Biblische Themen ziehen sich durch sämtliche Werkphasen Ensors. Allerdings habe er laut Heusinger von Waldegg kein religiöses Werk schaffen wollen, sondern eine „private Mythologie“ mit autobiografischen Zügen, für die er sich aus Motiven des alten und neuen Testaments bediente. Die Identifikation des Malers mit Jesus Christus findet sich bereits in früheren Werken, so erstmals in einer Zeichnung aus dem Jahr 1886, betitelt Kalvarienberg, in der er sich als Gekreuzigter porträtierte und die Inschrift „INRI“ durch den eigenen Namen ersetzte. Ein Vorläufer des Einzug-Gemäldes ist die Zeichnung Der Einzug in Jerusalem (1885/86), Teil einer Serie unter dem Titel Die Aureolen Christi oder die Sensibilitäten des Lichts, in der die Figur Jesu noch stärker im Mittelpunkt steht, aber schon in eine großstädtische moderne Architektur versetzt und durch zahlreiche Parolen und Spruchbänder mehr als Sozialrevolutionär, denn als religiöser Heiland gezeigt wird. Wie der Untertitel der Serie zeigt, ging es Ensor in den Darstellungen vorrangig um eine Erforschung des Lichts, die er als „persönliche Wissenschaft“ ansah, um eine Unabhängigkeit des belgischen vom französischen Impressionismus zu reklamieren.

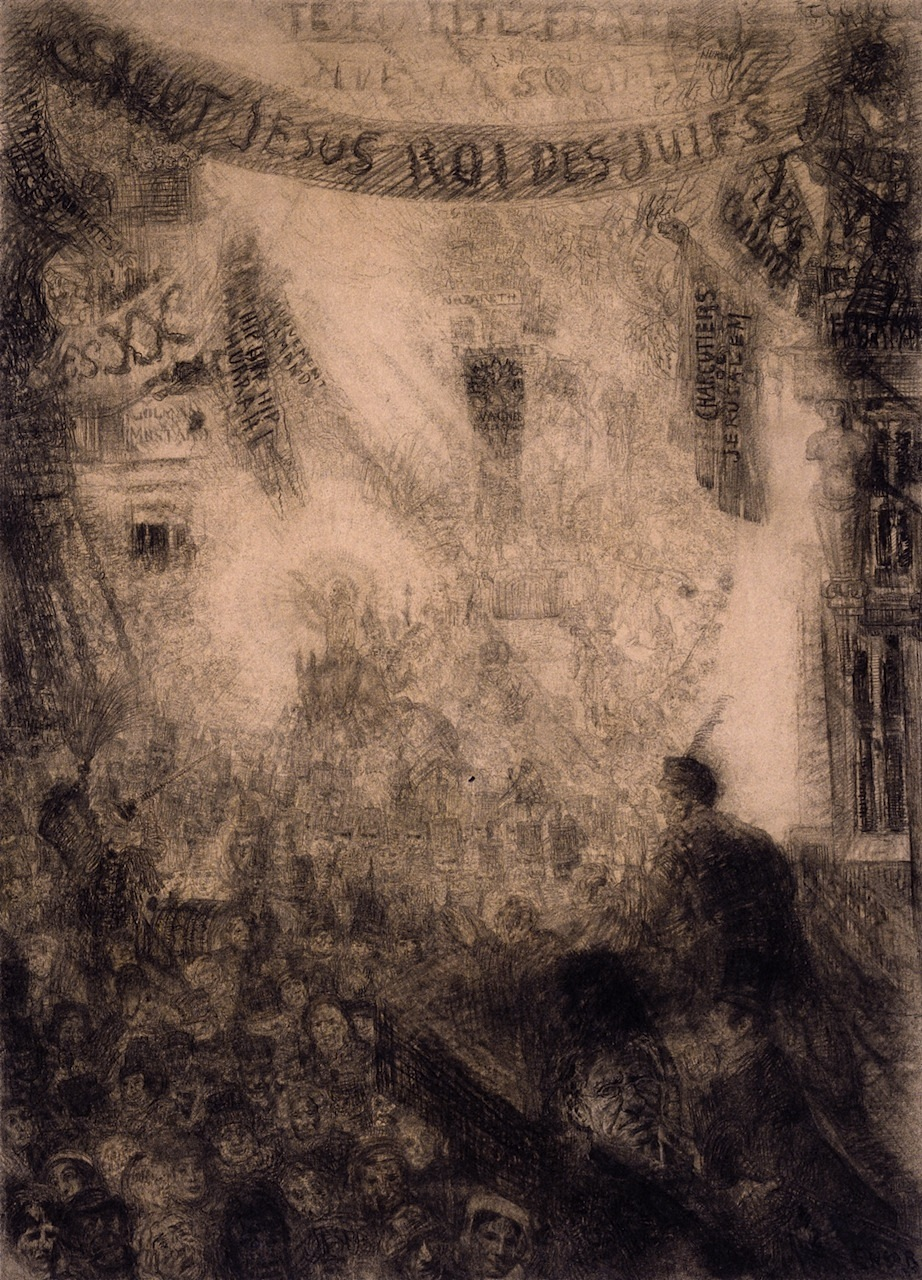
Der Einzug in Jerusalem (1885/86), Stift und Kreide auf Papier, 206 × 105,3 cm, Museum für Schöne Künste, Gent
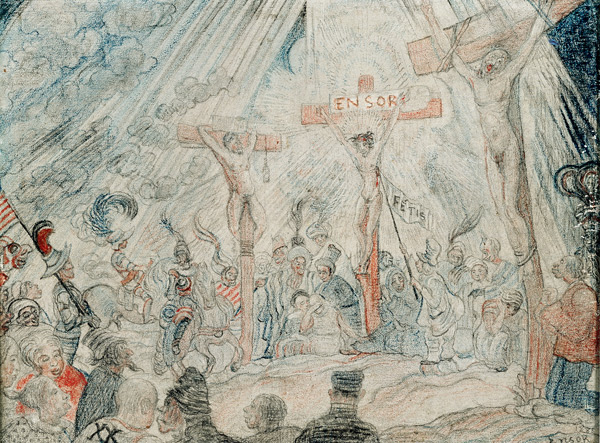
Kalvarienberg (1886), Bleistift, Malstift und Öl auf Papier, 17,2 × 22,2 cm, Privatsammlung
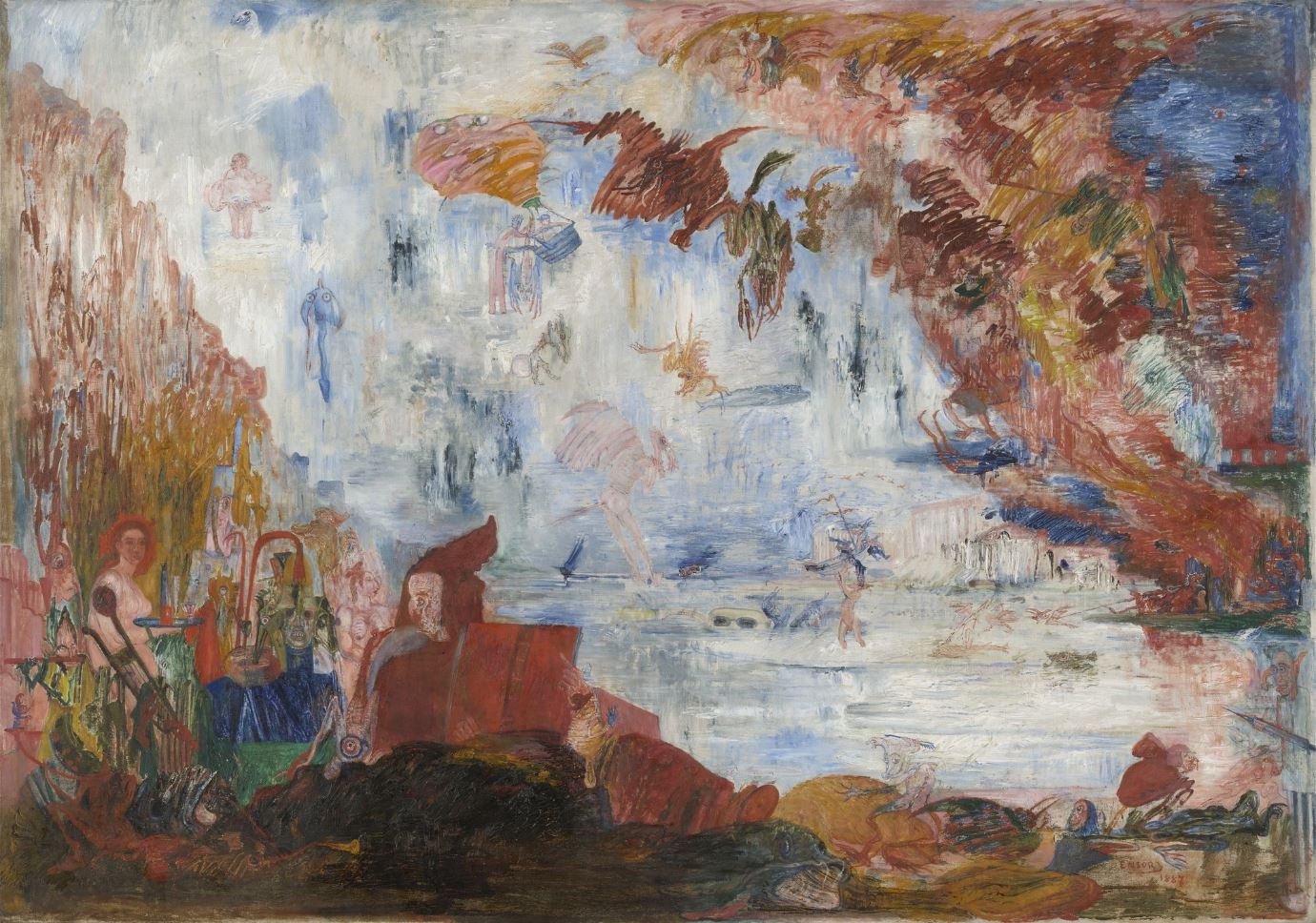
Die Qualen des Heiligen Antonius (1887), Öl auf Leinwand, 118 × 167,5 cm, Museum of Modern Art, New York (WVZ T 288)
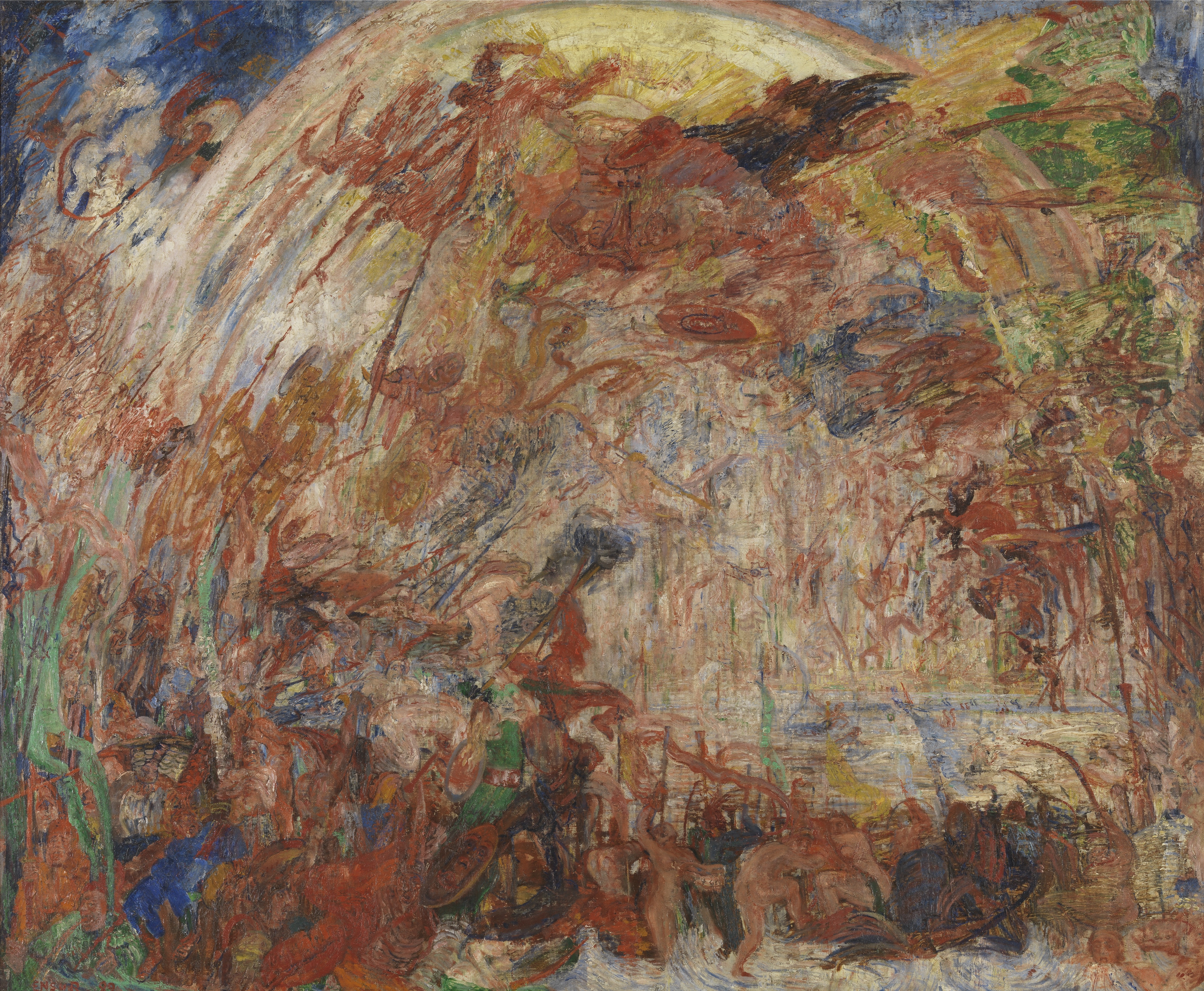
Der Sturz der rebellischen Engel (1889), Öl auf Leinwand, 108 × 132 cm, Königliches Museum der Schönen Künste, Antwerpen (WVZ T 301)
Christus besänftigt den Sturm (1891), Öl auf Leinwand, 80 × 100 cm, Kunstmuseum aan Zee, Ostende (WVZ T 329)

Der Sturz der rebellischen Engel (1889) und Christus besänftigt den Sturm (1891) zeigen in der halbkreisförmigen Lichtführung Einflüsse William Turners, insbesondere seines Spätwerks. Wie schon bei den Aureolen nutzte Ensor Licht und Farbe, um einen göttlichen Einfluss und den Kampf Gut gegen Böse zu illustrieren. Im Sturz der rebellischen Engel verbindet sich eine apokalyptische Kampfszene, die vom flämischen Realismus eines Brueghel oder Rubens ausgeht, mit Anspielungen auf die Brüsseler Kunstszene. Auch Die Qualen des Heiligen Antonius (1887) vereinen laut Heusinger von Waldegg „Lichtmetaphorik, religiöse Historie und autobiographische Hinweise“. Dieses Mal wird Antonius der Große zum Alter Ego des Künstlers, der das Motiv der Versuchungen auf eine „innerweltliche Hölle“ ausweitete, deren Darstellung an die Fantastik eines Bosch erinnert. Obwohl Ensor auch in seinem Spätwerk noch religiöse Themen aufgriff, so etwa in den Zeichnungen und Grafiken der Serie Szenen aus dem Leben Christi, erreichte er dort laut Heusinger von Waldegg nicht mehr die Intensität und Obsessivität der frühen religiösen Motive.

#### Masse

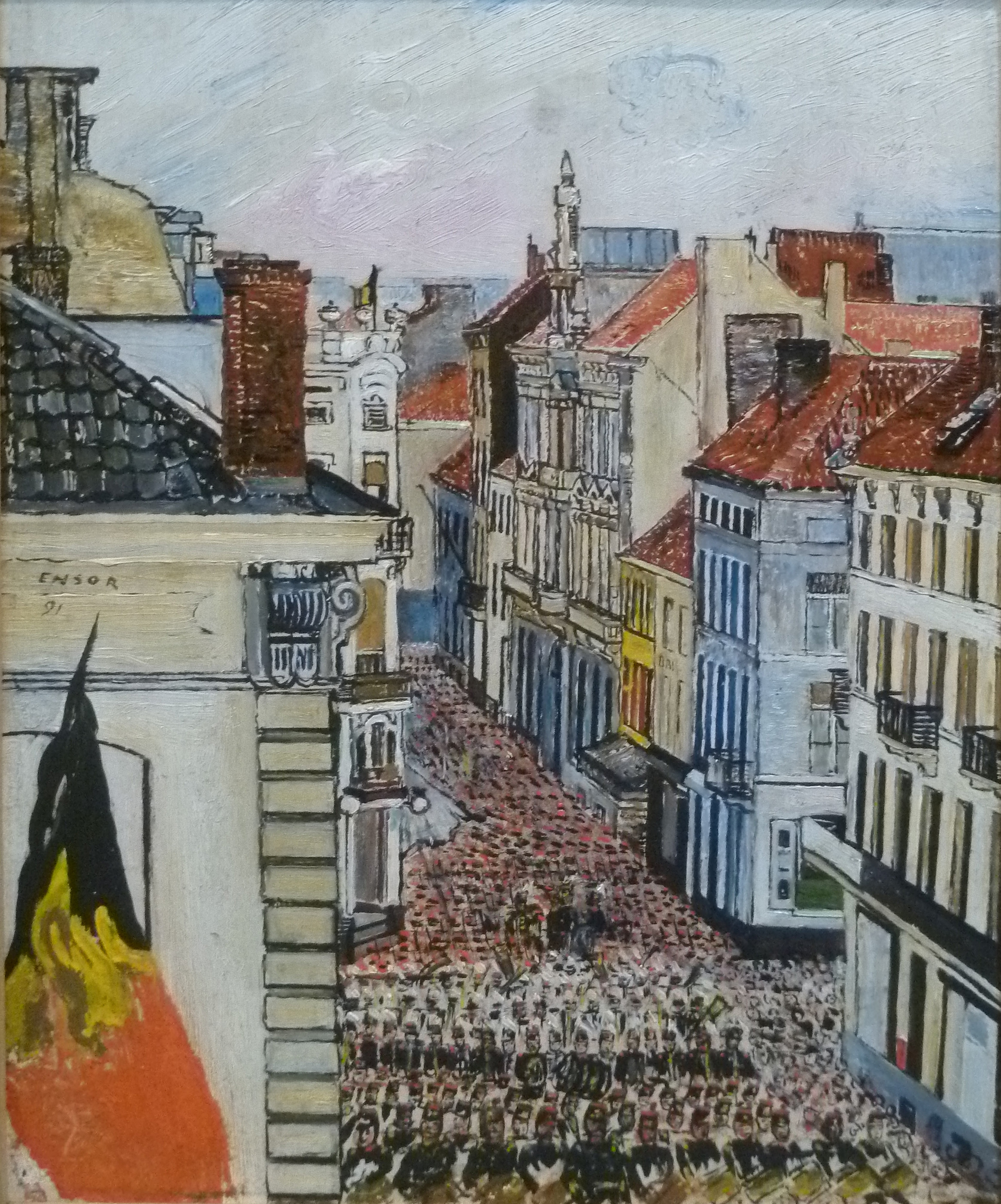
Musik in der Rue Flandre (1891), Öl auf Leinwand, 24,0 × 19 cm, Königliches Museum der Schönen Künste Antwerpen (WVZ T 332)

Nicht nur in Der Einzug Christi in Brüssel gestaltete Ensor in seinem Werk Menschenmengen. Zurückgezogen in seinem Mansardenatelier arbeitend bildete für Ensor die belebte Straße einen Gegenpol, den er immer wieder in seinen Werken einfing. Die Straße wurde „zur Bühne der Masse und zum Ort sozialer Konflikte“. Das Bild Musik in der Rue Flandre (1891) zeigt den Blick aus seinem Atelierfenster auf die Parade einer Militärkapelle und arbeitet mit Kontrasten von Nähe und Ferne, Fläche und Tiefenraum. Das unaufhaltsame Vorandringen der Marschierenden erweckt ein Gefühl von Bedrohung. Laut Wilhelm Fraenger ist Ensors Darstellung der Masse immer ähnlich, egal ob das Bildsujet ein religiöses Motiv, eine Strand- oder Straßenszene ist, sie wird eingebettet in ein groteskes Gewimmel von Menschen. Da die Massendarstellungen also nicht dem Sujet geschuldet sind, seien ihre Ursachen in Ensor selbst zu suchen, in seiner Angst als Individuum in der Masse unterzugehen und als Künstler seine Identität zu verlieren. Für Heusinger von Waldegg geht Ensors Darstellung noch über eine Entfremdung des Einzelnen in der Masse, wie schon bei Daumier dargestellt, hinaus, er gibt der Masse eine Struktur, die an die zerstörerische Gewalt aus Gustave Le Bons Psychologie der Massen denken lässt.
Ensors setzte die Menschenmengen auch ein, um durch die Gegenüberstellung von Ordnung und Unordnung, von Formation und Chaos Rhythmus und Dynamik zu erzeugen. Dies wird etwa deutlich in der Radierung Die Schlacht der goldenen Sporen (1895), die sich auf die Sporenschlacht zwischen Flamen und Franzosen bezieht. Émile Verhaeren beschrieb Ensors Schlachtendarstellung als „eine Kirmes, bei der man zum Spaß tötet, zur Zerstreuung fällt und aus Freude am Fratzenschneiden stirbt.“ Auch die Radierung Die Kathedrale (1886) wird vom Gegensatz von Disziplin und Anarchie bestimmt, indem ein marschierender Keil gegen das Gewoge der Menschenmenge gesetzt wird. Der eigentliche Bildgegenstand bleibt dabei im Unklaren: Handelt es sich um einen Karnevalszug, eine Militärparade oder einen Aufstand? Wo lässt sich das Phantasiebauwerk verorten, das Anleihen beim Aachener Dom, beim Stephansdom und bei der Liebfrauenkathedrale nimmt? Der Streik (1888) greift die gewaltsame Niederschlagung eines Streiks der Ostender Fischer im Vorjahr auf. In der Mitte der Zeichnung steht ein Einzelner in Leidenspose, möglicherweise eine Personifikation Ensors, inmitten der feindlichen Masse „isoliert wie in einer Arena“ (Legrand).

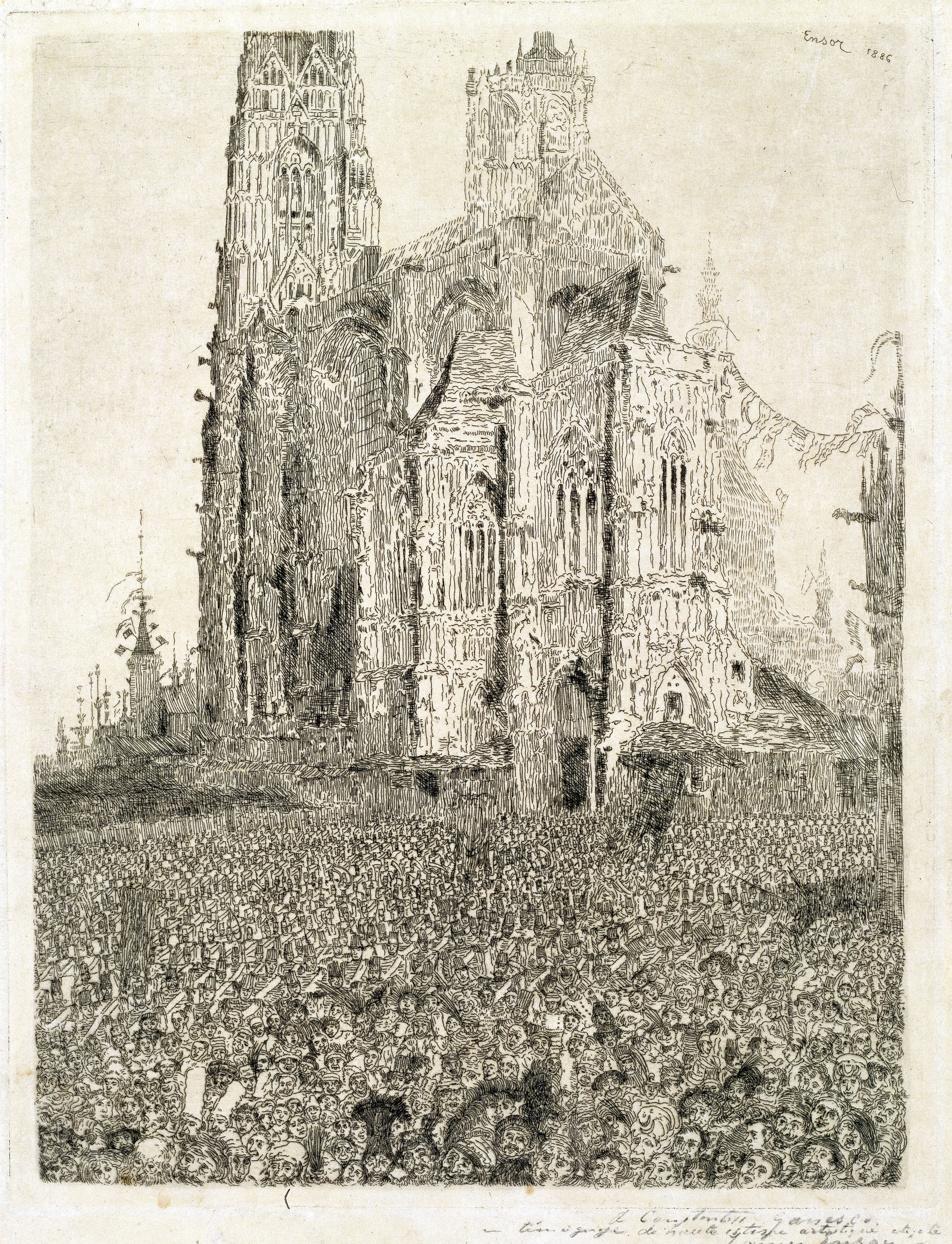
Die Kathedrale (1886), Radierung, 24,0 × 17,8 cm, Museum für Schöne Künste, Gent (WVZ D 105)
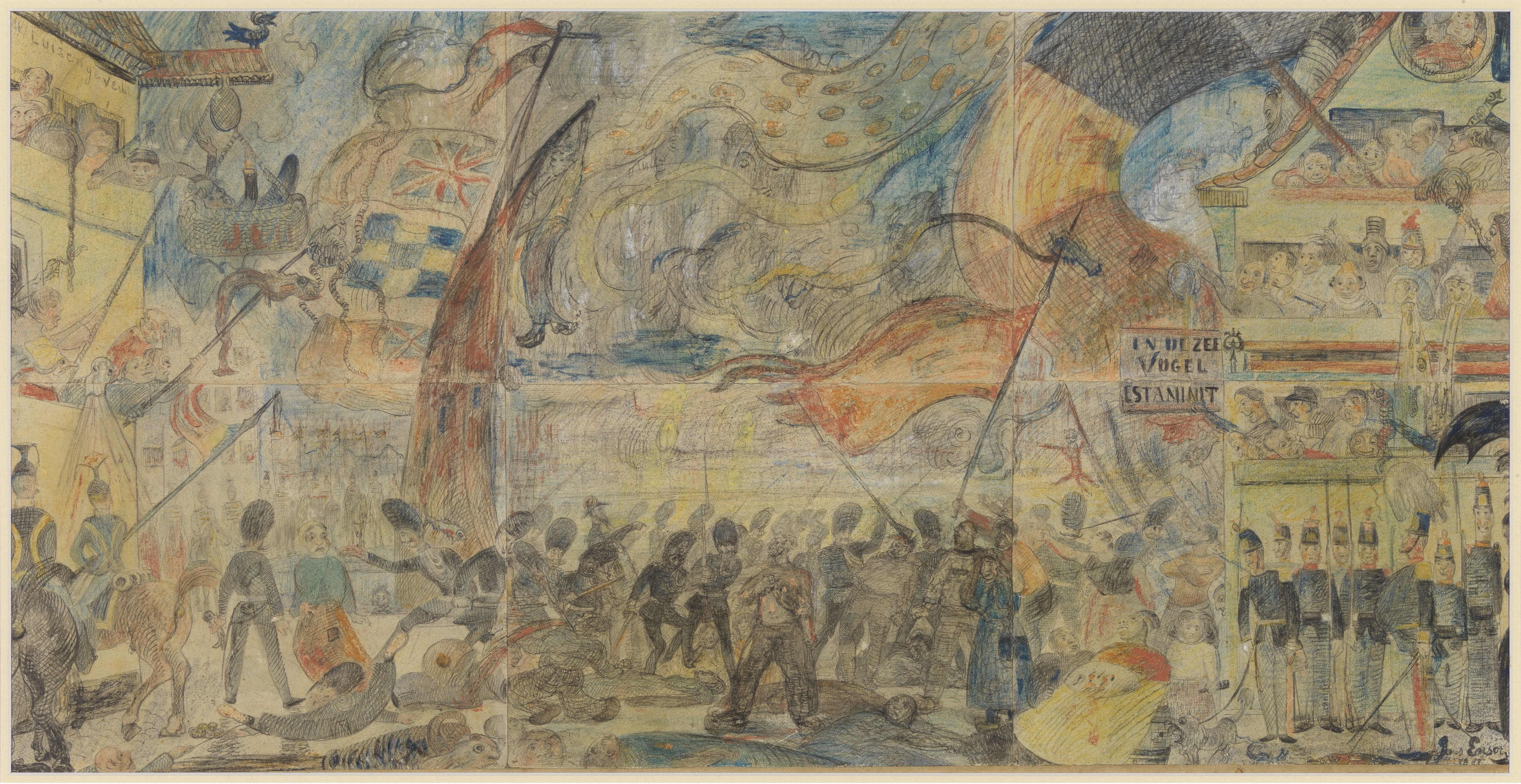
Der Streik (1888), Farbkreide, schwarze Kreide und Buntstift auf Papier, 34,0 × 67,5 cm, Königliches Museum der Schönen Künste, Antwerpen
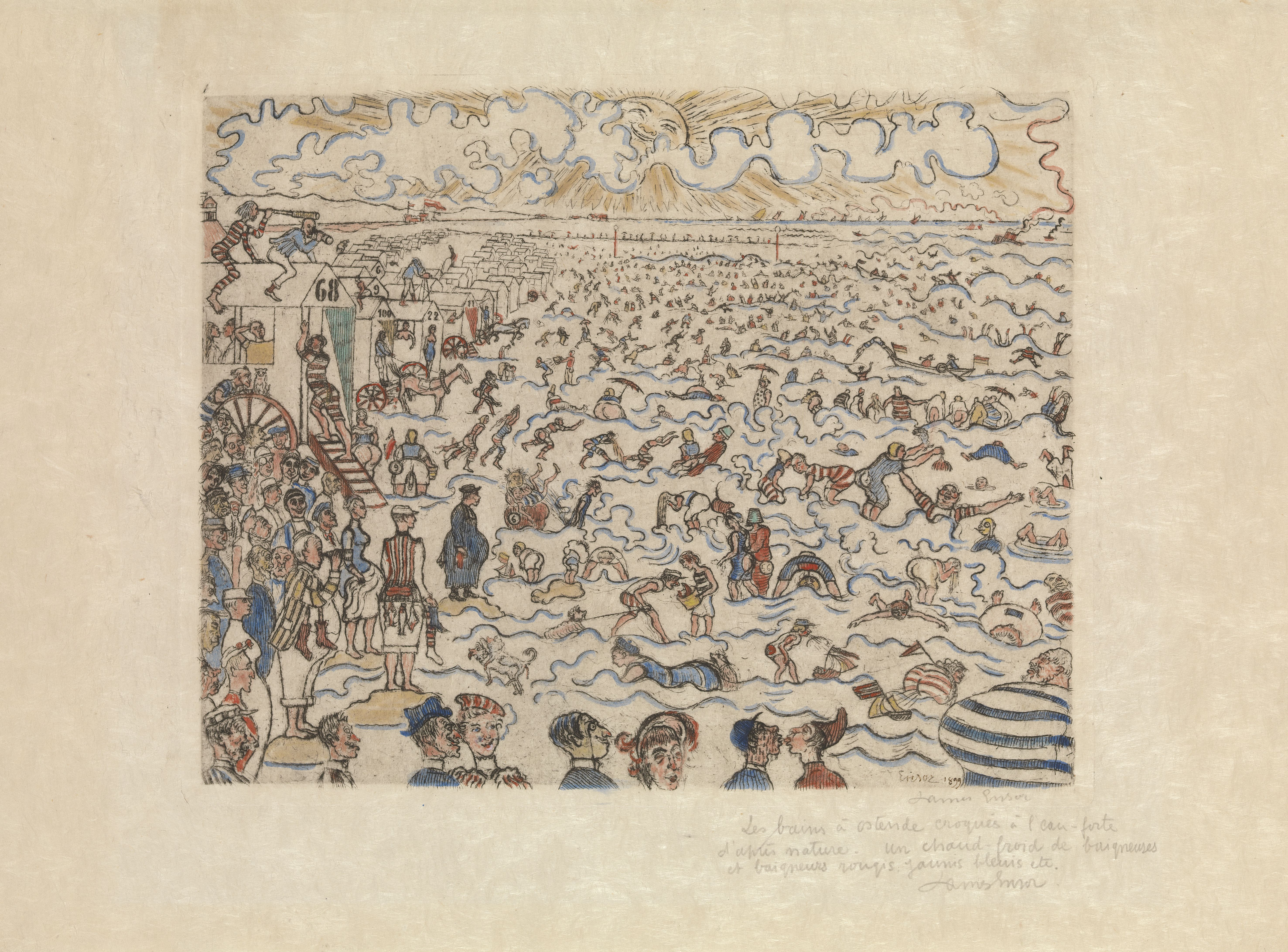
Die Badenden von Ostende (1890), kolorierte Radierung, 21,3 × 26,5 cm, Museum für Schöne Künste, Gent (WVZ D 115)
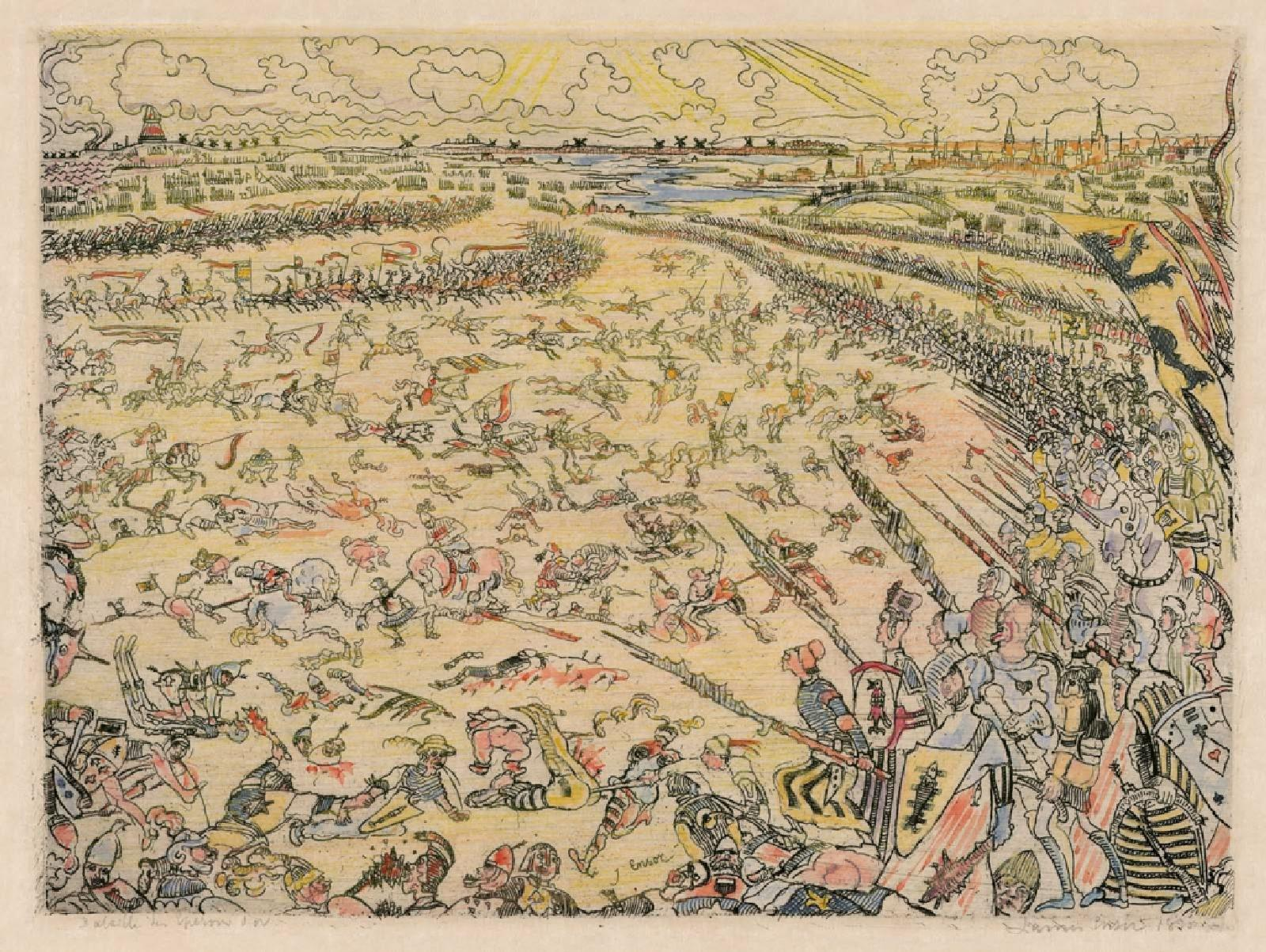
Die Schlacht der goldenen Sporen (1895), Handkolorierte Radierung, 24,1 × 27,9 cm, Museum of Fine Arts, Boston (WVZ D 95)
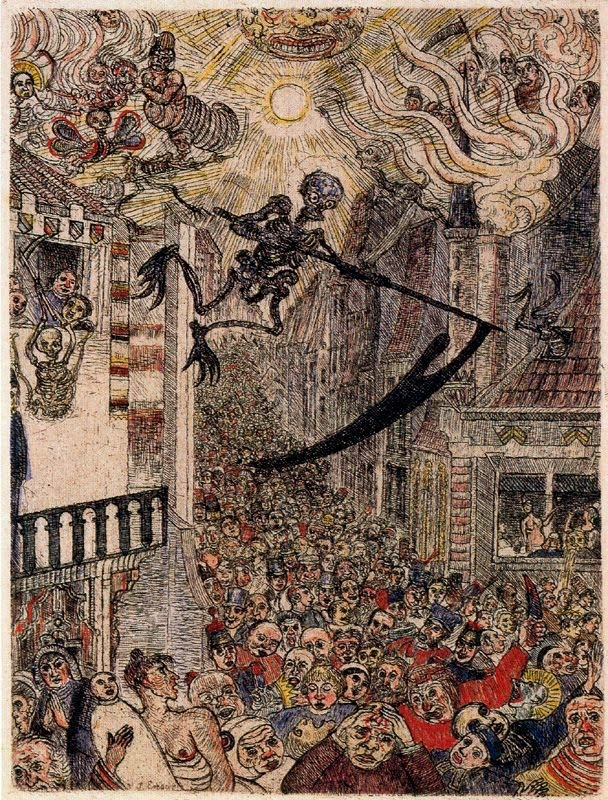
Der Tod verfolgt die Menschenherde (1896), Radierung mit Aquarell, 23,4 × 17,5 cm, Privatsammlung (WVZ D 104)

Der von Ensor sehr geschätzte Edgar Allan Poe hat in seiner Erzählung Der Mann der Menge sowohl Faszination als auch Bedrohung beschrieben, die von der Menschenmasse auf den Beobachter ausgehen. Gerade seine Darstellung der Menge als Ansammlung von mit sich selbst beschäftigten Menschen zeigt sich in Ensors Massenbildern. So zerfällt in der Radierung Der Tod verfolgt die Menschenherde (1896) die menschliche Gemeinschaft im Moment der Panik in Einzelne, die alle nur an ihre eigene Rettung denken. Dabei erweist sich „die Menge als eine enggedrängte unübersehbare Anzahl isolierter Figuren, die, offenbar unfähig zur Kommunikation, fremd und feindlich nebeneinander zu existieren scheinen.“ Wesentlich heiterer ist die Szenerie in Die Badenden von Ostende (1890), einem an Brueghel orientiertem Sittenbild sommerlicher Badefreuden mit unverblümten erotischen Anspielungen, aber auch dem Gegenüber von „einfachem Volk“ und „guter Gesellschaft“, die argwöhnisch das Treiben im Meer beäugt.

#### Satire
Die Satire als Stilelement durchzieht Ensors gesamtes Werk. So dient etwa die Verzerrung menschlicher Gesichtszüge zu Masken der Entlarvung von Begierden, Lüsternheit, Scheinheiligkeit und Neid. Im Freundeskreis der Rousseaus wurde Ensor mit sozialistischen und anarchistischen Ideen vertraut. Ohne dass er jemals ein echter politischer Karikaturist wurde, nahm Ensor ab Ende der 1890er Jahre vermehrt in Zeichnungen Stellung zu politischen, sozialen und gesellschaftlichen Themen, „zeitgenössische Karikaturen“, wie er sie nannte. Gleichzeitig war seine Kritik am Bürgertum aber auch von persönlichen Verletzungen und Zurückweisungen getragen. In seinen Gesellschaftssatiren war neben dem aufklärerischen Impuls für Ensor auch immer der humoristische Aspekt wichtig, die Freude am Rollenspiel und die theatralische Pose.

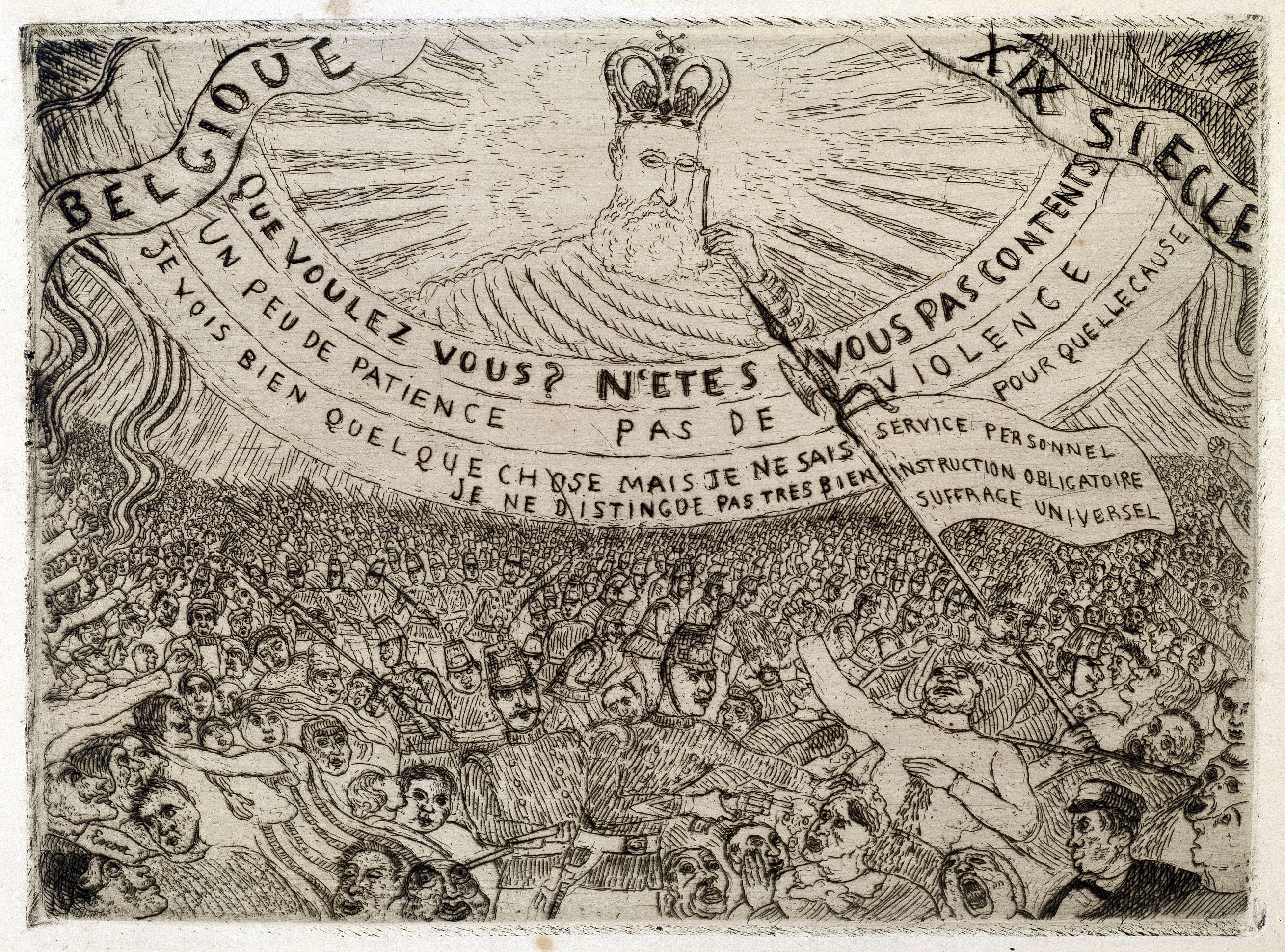
Belgien im 19. Jahrhundert (1889), Radierung, 17,2 × 23,3 cm, Museum für Schöne Künste, Gent (WVZ D 90)
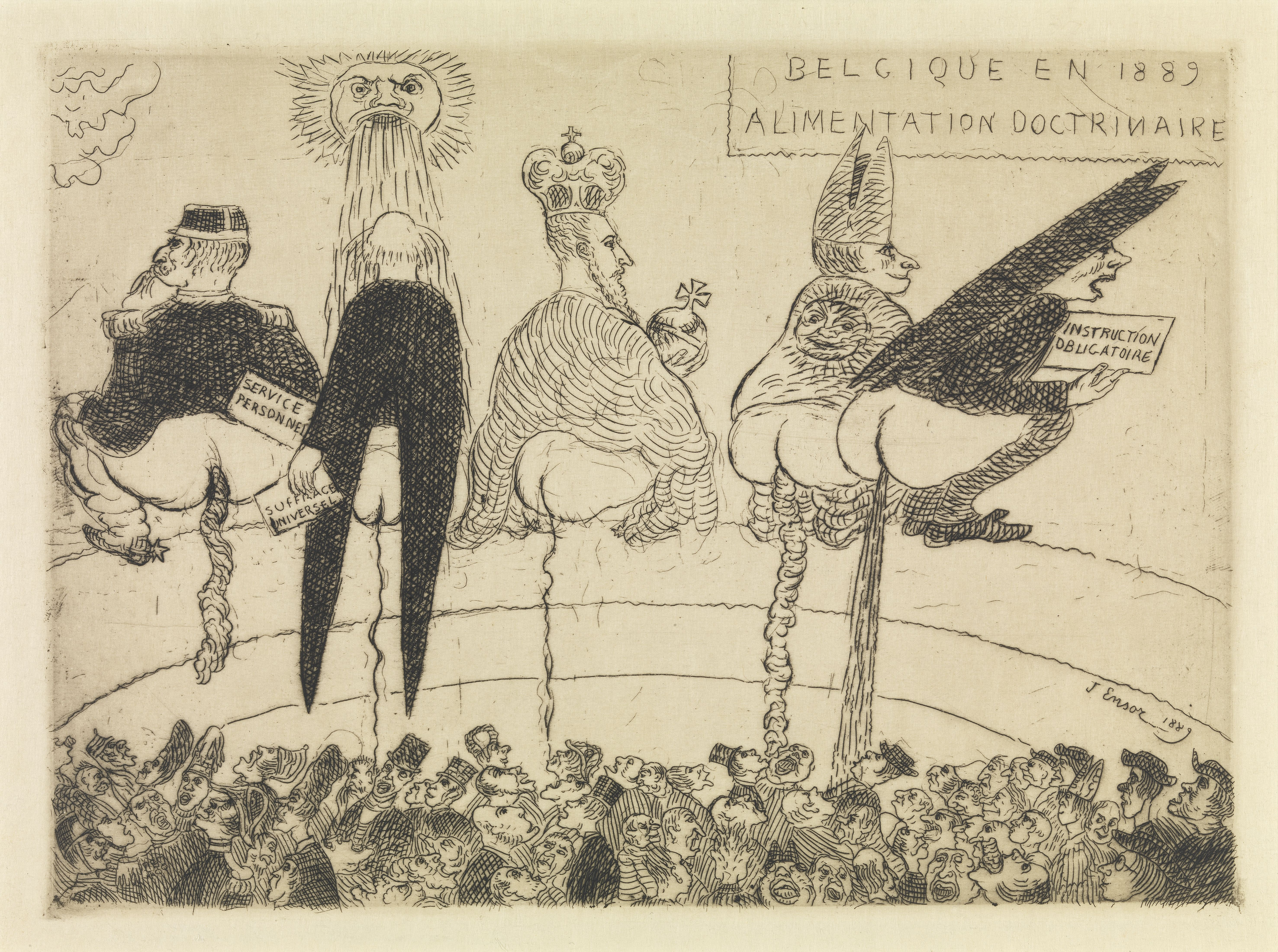
Doktrinäre Speisung (1889), Radierung, 17,6 × 24,5 cm, Museum für Schöne Künste, Gent (WVZ D 96)
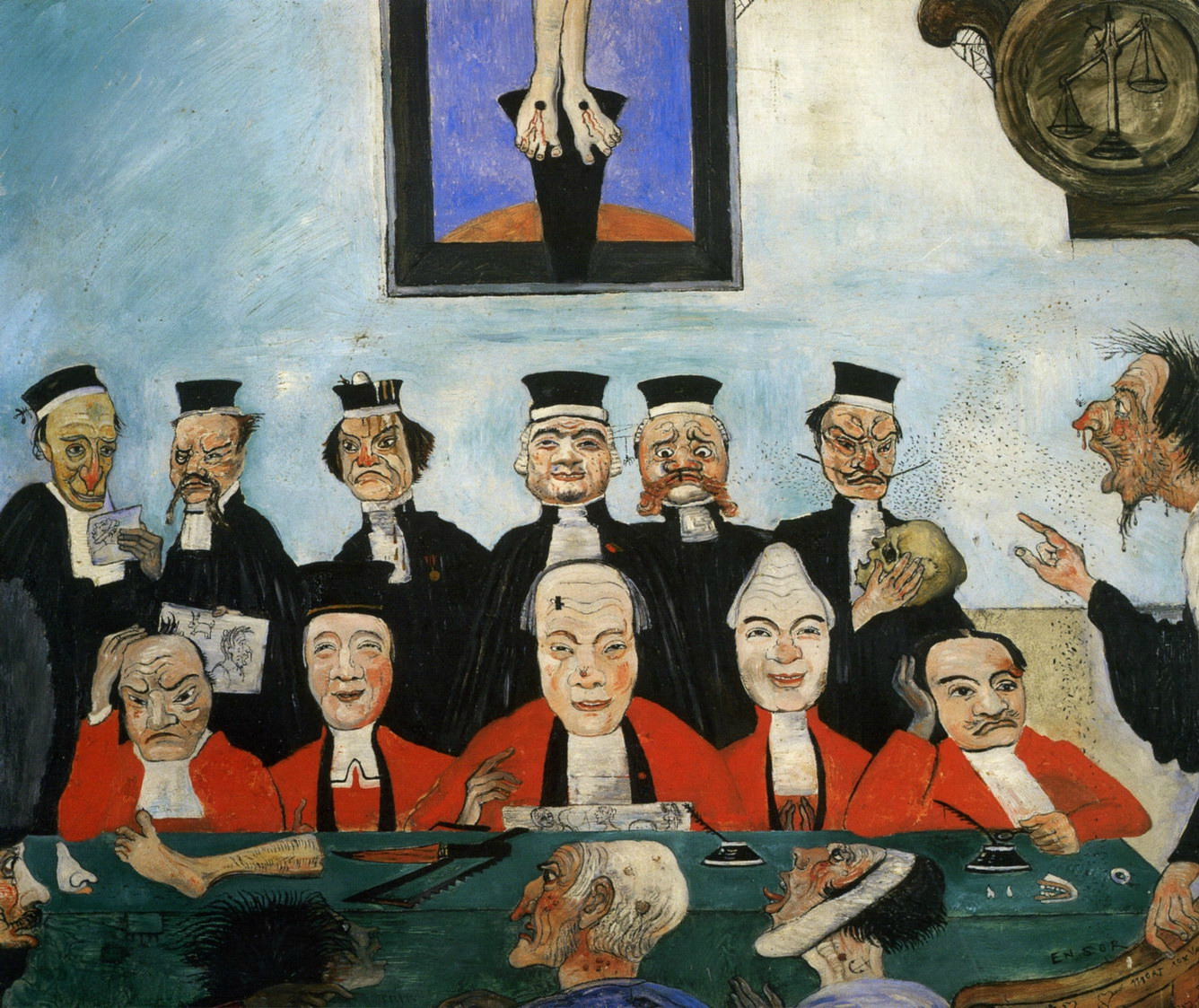
Die guten Richter (1891), Öl auf Holz, 38 × 46 cm, Privatsammlung (WVZ T 345)
Die Gendarmen (1892), Öl und Bleistift auf Holz, 45 × 55 cm, Kunstmuseum aan Zee, Ostende (WVZ T 348)

Ensors Gesellschaftskritik reichte bis zu Angriffen auf König Leopold II. und seinen Staatsapparat in den Radierungen Belgien im 19. Jahrhundert und Doktrinäre Speisung (beide 1889). In ersterer schwebt der König als kurzsichtiger Gottvater über den Forderungen seiner Bürger, in der zweiten speist er diese mit seinen Exkrementen ab. Nach seiner Ernennung zum Baron vernichtete Ensor rasch alle verfügbaren Drucke von Doktrinäre Speisung. Die Schlacht der goldenen Sporen (1895) ist eine satirische Schlachtendarstellung. In Die Gendarmen (1892) nahm Ensor Bezug auf den bereits in Der Streik (1888) behandelten Fischerstreik von 1887. In der Darstellung der aufgebahrten Fischer spielte er auf eine Episode der flandrischen Geschichte an, die hingerichteten Grafen Egmond und Hoorn. Mit den bewaffneten Gendarmen, dem absegnenden Richter und der heuchlerischen Nonne übte er klare Kritik an der blutigen Niederschlagung des Streiks. In Die guten Richter (1891) schlägt sein Sarkasmus in Selbstironie um. Ensor verteidigt sich als Anwalt in eigener Sache gegen Kritiker, die sein Werk sezieren. Die Waage der Justitia senkt sich bereits deutlich gegen Ensor, vom Kruzifix sind nurmehr die Füße zu sehen.

#### Weitere Sujets
Die Landschaftsmalerei hat durchgängig eine wichtige Bedeutung in Ensors Werk. Die Natur bedeutete für Ensor Inspiration und Sehnsuchtsort, teilweise aber auch Erschrecken über entfesselte Naturgewalten. Ensor setzte sich früh für Naturschutz ein, insbesondere den Erhalt der Dünenlandschaft Ostendes. In seinen künstlerischen Anfängen waren es eng begrenzte Naturausschnitte, vor allem Seestücke, in denen er veränderliche Lichtverhältnisse erkundete. Um 1885 fertigte er eine ganze Reihe von Ansichten der Dächer von Ostende an, bei denen der Himmel bildbeherrschend blieb. Häufig verknüpfte Ensor Landschaften mit religiösen Motiven, so etwa den über das Meer schreitenden Jesus oder die Vertreibung aus dem Paradies. In Die Qualen des Heiligen Antonius (1887) oder Der Sturz der rebellischen Engel (1889) sind mythische Naturdarstellungen mit fantastischen Elementen durchsetzt. Ähnliches gilt auch für die idyllischen Liebesgärten, die Ensor ab 1888 als Projektion eigener Wunschvorstellungen entwarf.

Nach dem Sturm (1880), Öl auf Leinwand, 52,5 × 62,5 cm, Kunstmuseum aan Zee, Ostende (WVZ T 185)
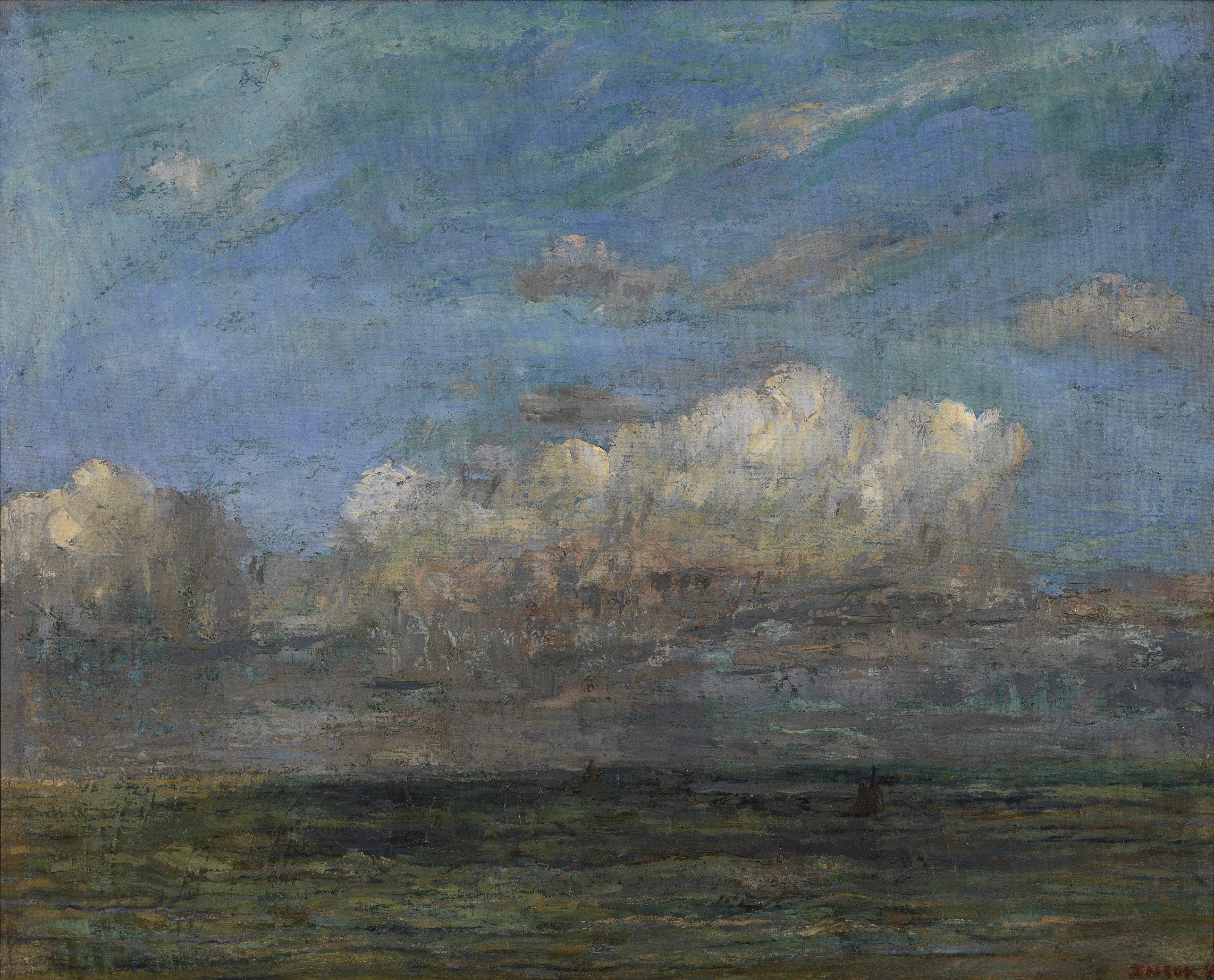
Die weiße Wolke (1884), Öl auf Leinwand, 80 × 99 cm, Königliches Museum der Schönen Künste, Antwerpen (WVZ T 266)
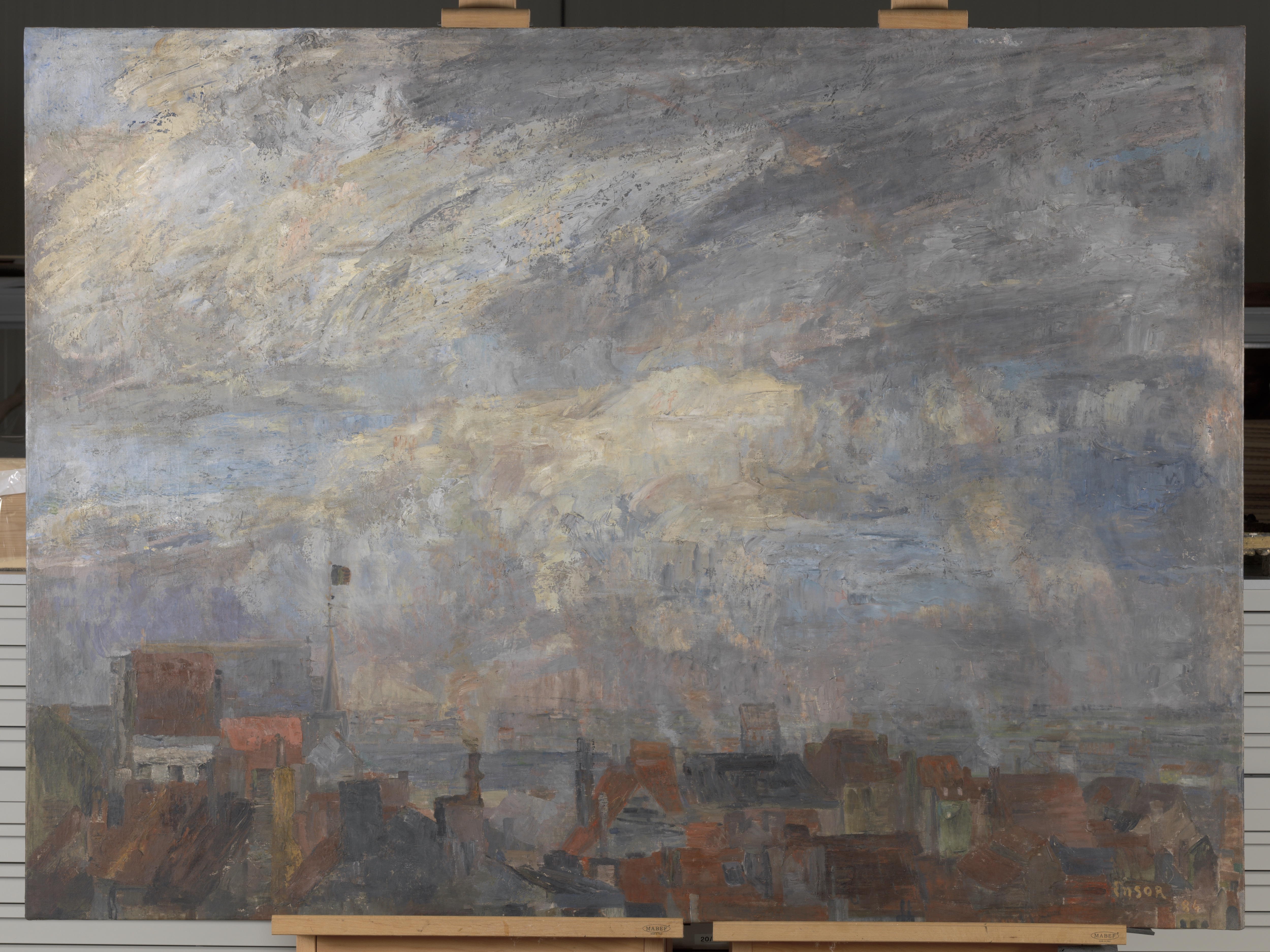
Die Dächer von Ostende (1884), Öl auf Leinwand, 157 × 209 cm, Königliches Museum der Schönen Künste, Antwerpen (WVZ T 270)
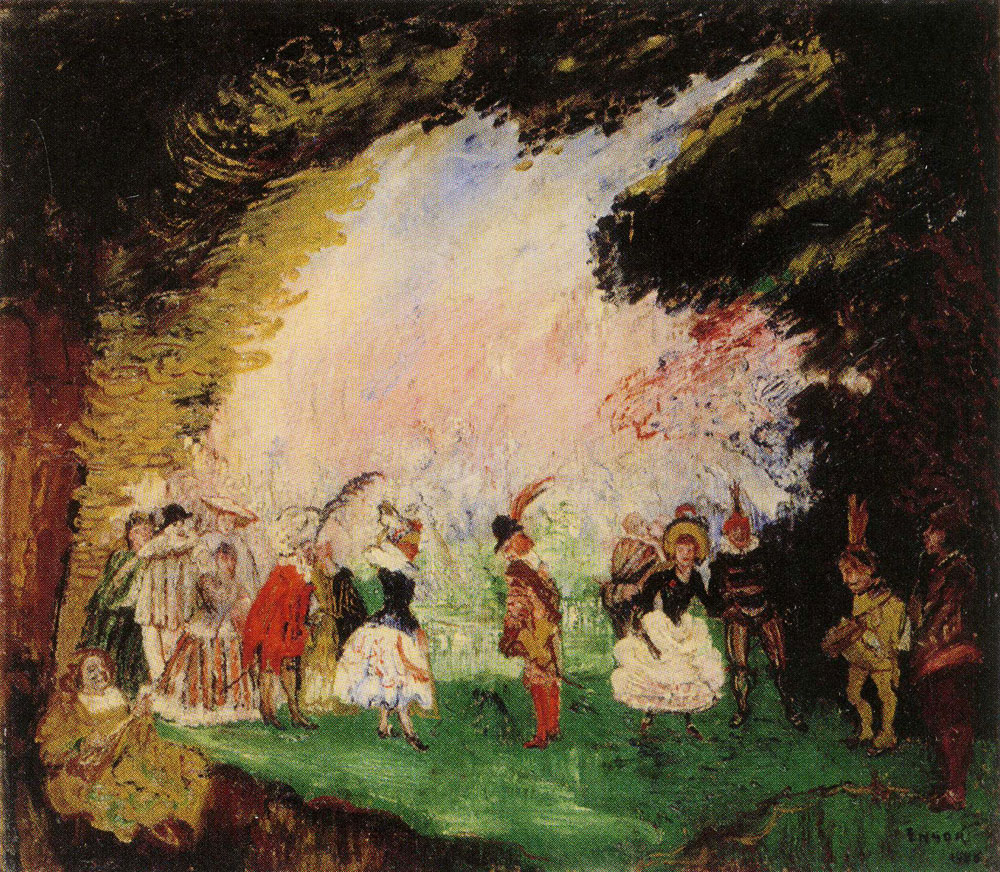
Liebesgarten (1888), Öl auf Leinwand, 99 × 112 cm, Toyota Municipal Museum of Art, Toyota (WVZ T 290)

Anfang der 1880er Jahre hatte Ensor seine ersten Ausstellungserfolge und -ablehnungen mit Interieurmalerei. Aufgrund ihres dunklen Kolorits und dem Gegensatz zu Ensors späteren lichtdurchfluteten Werken spricht man häufig von seiner „dunklen Periode“, obgleich Heusinger von Waldegg darauf hinweist, dass man damit der dramatisierenden Gestaltung von Licht und Schatten in den Bildern nicht gerecht wird. Gemein ist den frühen Interieurs die impressionistische Malweise, in der sich die Konturen auflösen. Dem bohèmehaften Atelier in Die Koloristin (1880) stehen in Nachmittag in Ostende, Bürgerlicher Salon, Russische Musik (alle 1881) und Die Austernesserin (1882) repräsentative bürgerliche Salons gegenüber, so dass man bei diesen Bildern auch von Ensors Salonbildern spricht. Vereint werden die Bilder durch dieselben Modelle, Ensors Familie, insbesondere seine Schwester Mitche. In späteren Innendarstellungen löste Ensor die Raumstruktur immer stärker auf. Vermehrt bevölkern nun fantastische Wesen wie Masken und Skelette die Räume. Den Übergang zu Ensors Traumwirklichkeiten markiert das Bild Skelett in Betrachtung von Chinoiserien (1885, 88–90), bei dem Ensor ein klassisches Interieur nachträglich mit einem Totenschädel übermalte.

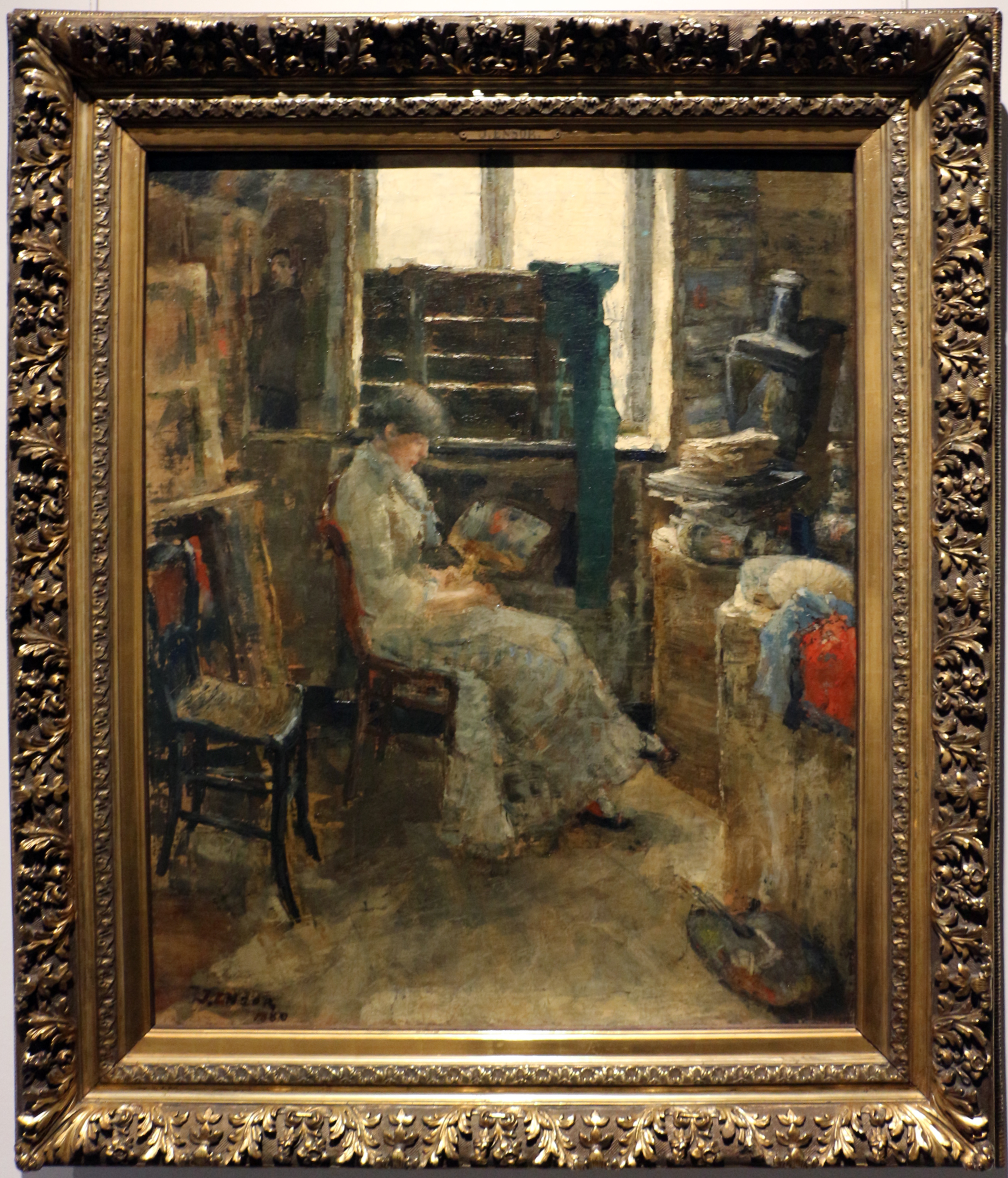
Die Koloristin (1880), Öl auf Leinwand, 102 × 82 cm, Königliche Museen der Schönen Künste, Brüssel (WVZ T 166)
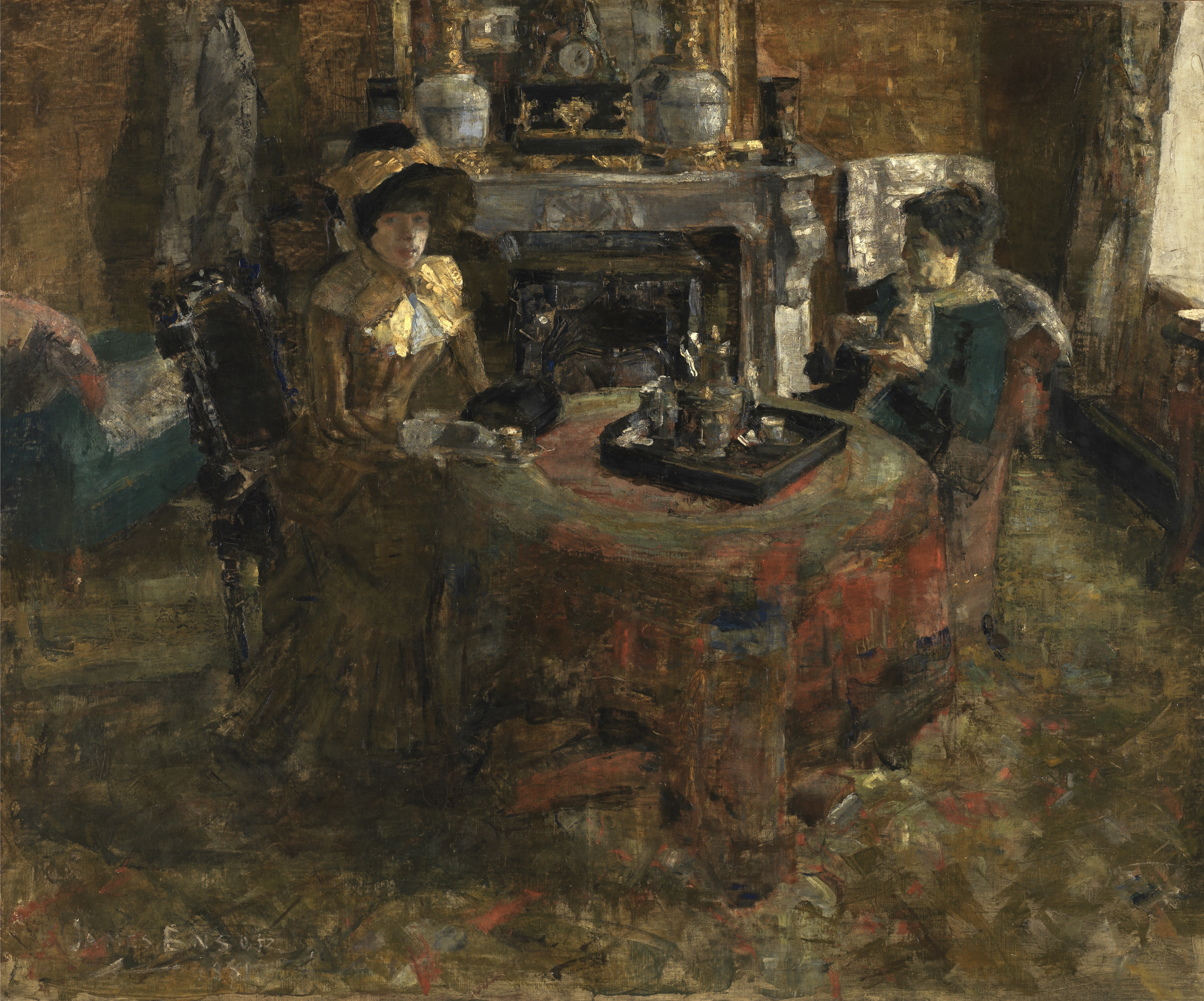
Nachmittag in Ostende (1881), Öl auf Leinwand, 108 × 133 cm, Königliches Museum der Schönen Künste Antwerpen (WVZ T 218)
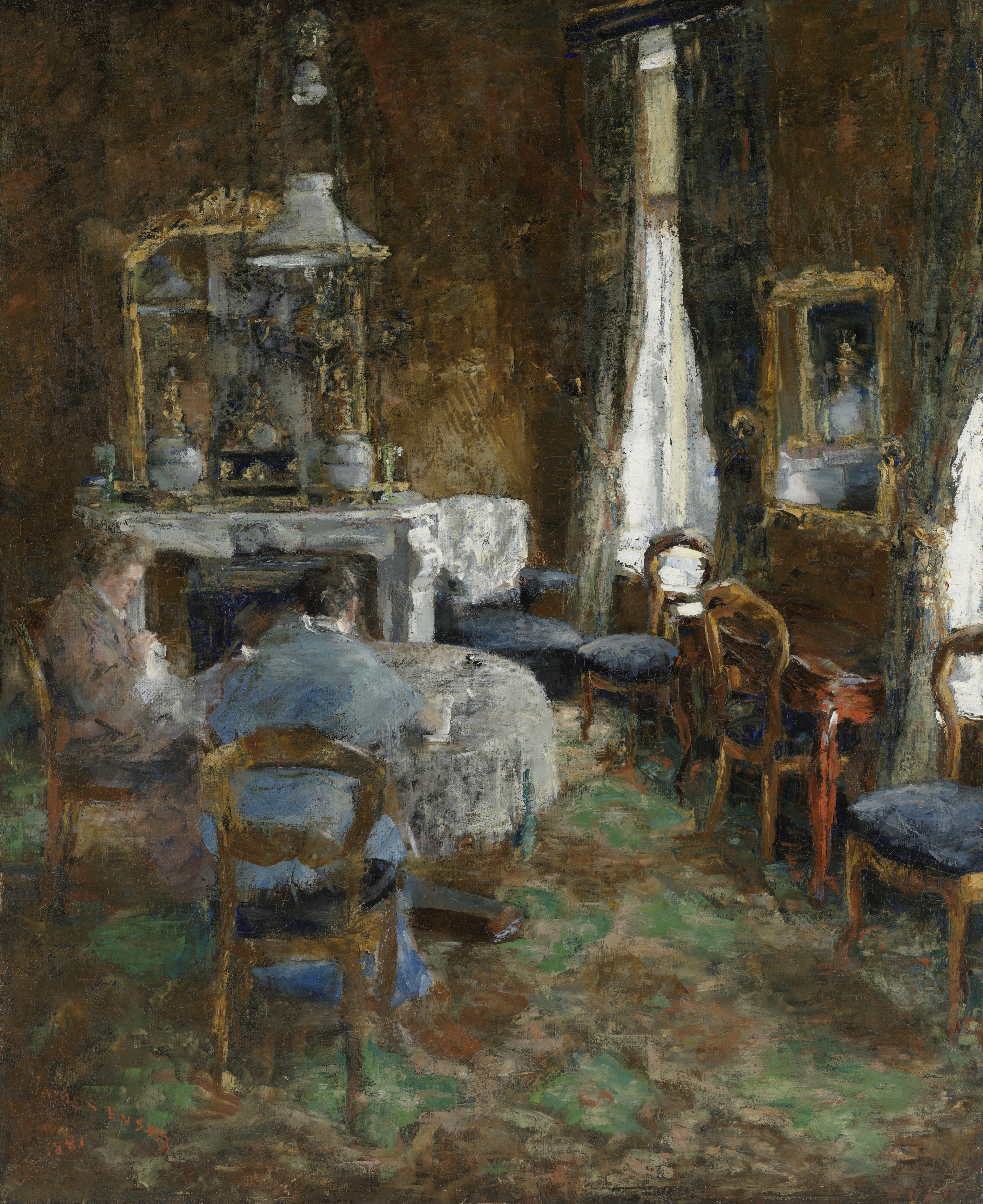
Bürgerlicher Salon (1881), Öl auf Leinwand, 133 × 109 cm, Königliches Museum der Schönen Künste Antwerpen (WVZ T 219)
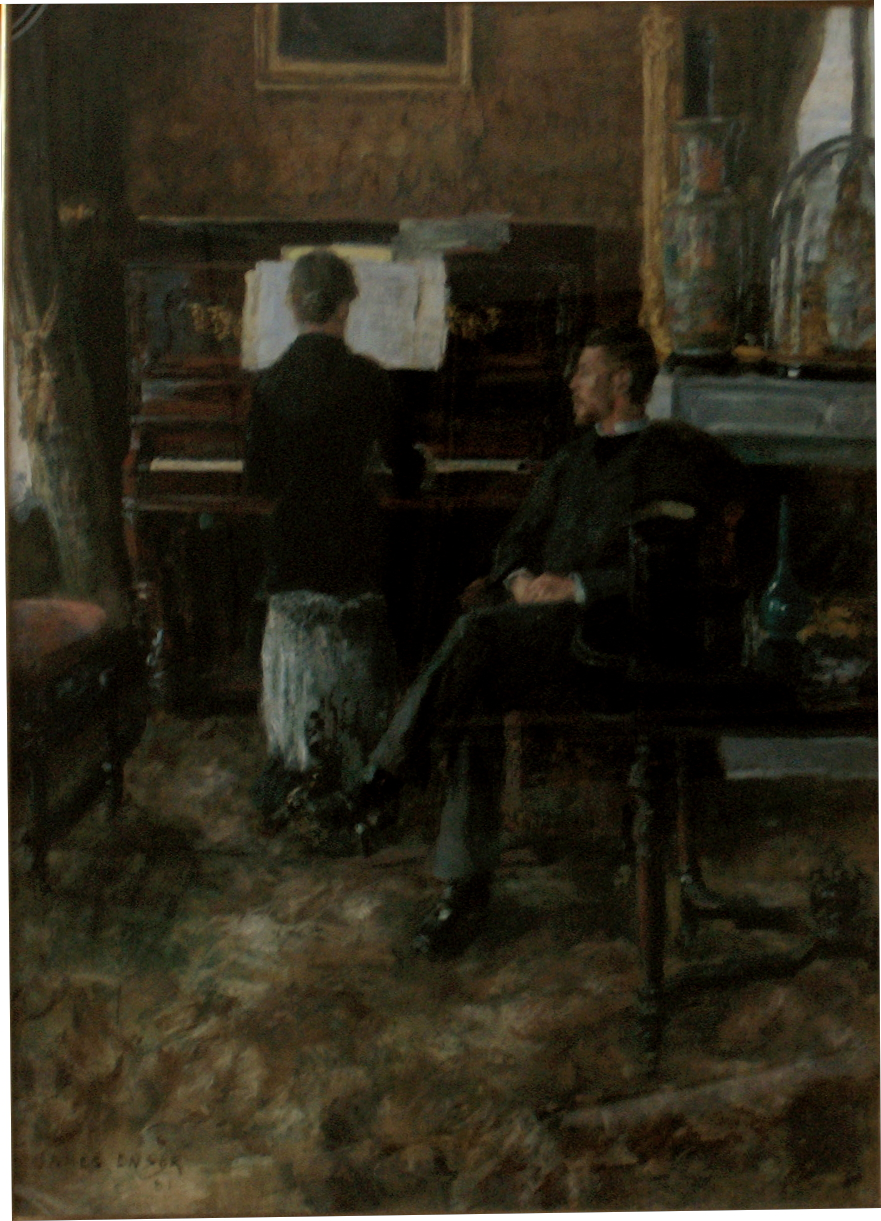
Russische Musik (1881), Öl auf Leinwand, 133 × 110 cm, Königliche Museen der Schönen Künste, Brüssel (WVZ T 220)

Parallel zu den Interieurs entstanden ab 1880 zahlreiche Stillleben, in denen Ensor einzelne Elemente isolierte und zu eigenständigen Kompositionen erhob. Ensor maß dem Naturstudium einen hohen Wert bei und übte sich in Stillleben in der präzisen Wahrnehmung. Insbesondere habe er sich aber „im Stilleben als vollkommener Kolorist“ erwiesen, wie er über sich selbst urteilte. Die Veränderung der Farbe hatte einen großen Einfluss in Ensors Entwicklung von der realistischen Wiedergabe zu mehrdeutigen Assoziationen, wie sich etwa an den beiden Fassungen von Der Rochen studieren lässt. Ging es dem Maler 1880 noch um Kontraste bei Stoff und Helligkeit, sind die Farben zwölf Jahre später heller und irisierender; der Rochen selbst hat einen maskenhaften Kopf. Überhaupt werden Ensors Masken ein wesentlicher Bestandteil seiner späteren Stillleben. Die künstliche Anordnung von Gegenständen geht Hand in Hand mit Ensors Vorstellung von Inszenierung und Travestie. In Stillleben im Atelier (1889) fallen die Grenzen von Vorder- und Hintergrund, der ebenfalls aus einem Schleier von Masken besteht. Nicht nur, aber auch in seinen Stillleben gibt es auffällige Einflüsse des Japonismus, der seit Mitte des 19. Jahrhunderts allgemein in der westlichen Kunst Einzug hielt. Für Ensor bedeuteten Objekte der japanischen Kunst die Möglichkeit einer Distanzierung von der künstlerischen Norm und eine Hinwendung zur Phantastik bis zur Groteske.

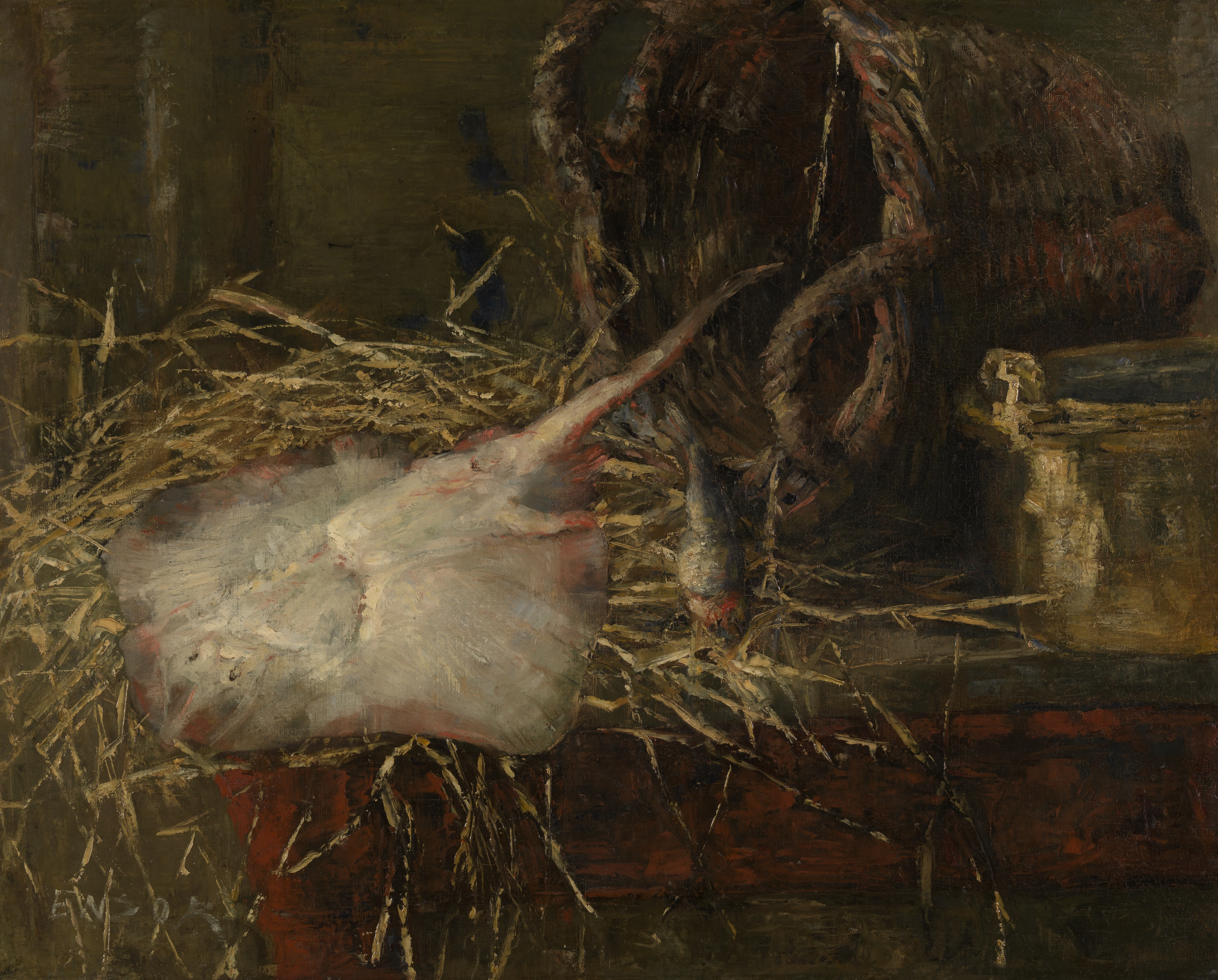
Der Rochen (1880), Öl auf Leinwand, 80 × 90 cm, Königliches Museum der Schönen Künste, Antwerpen (WVZ T 147)
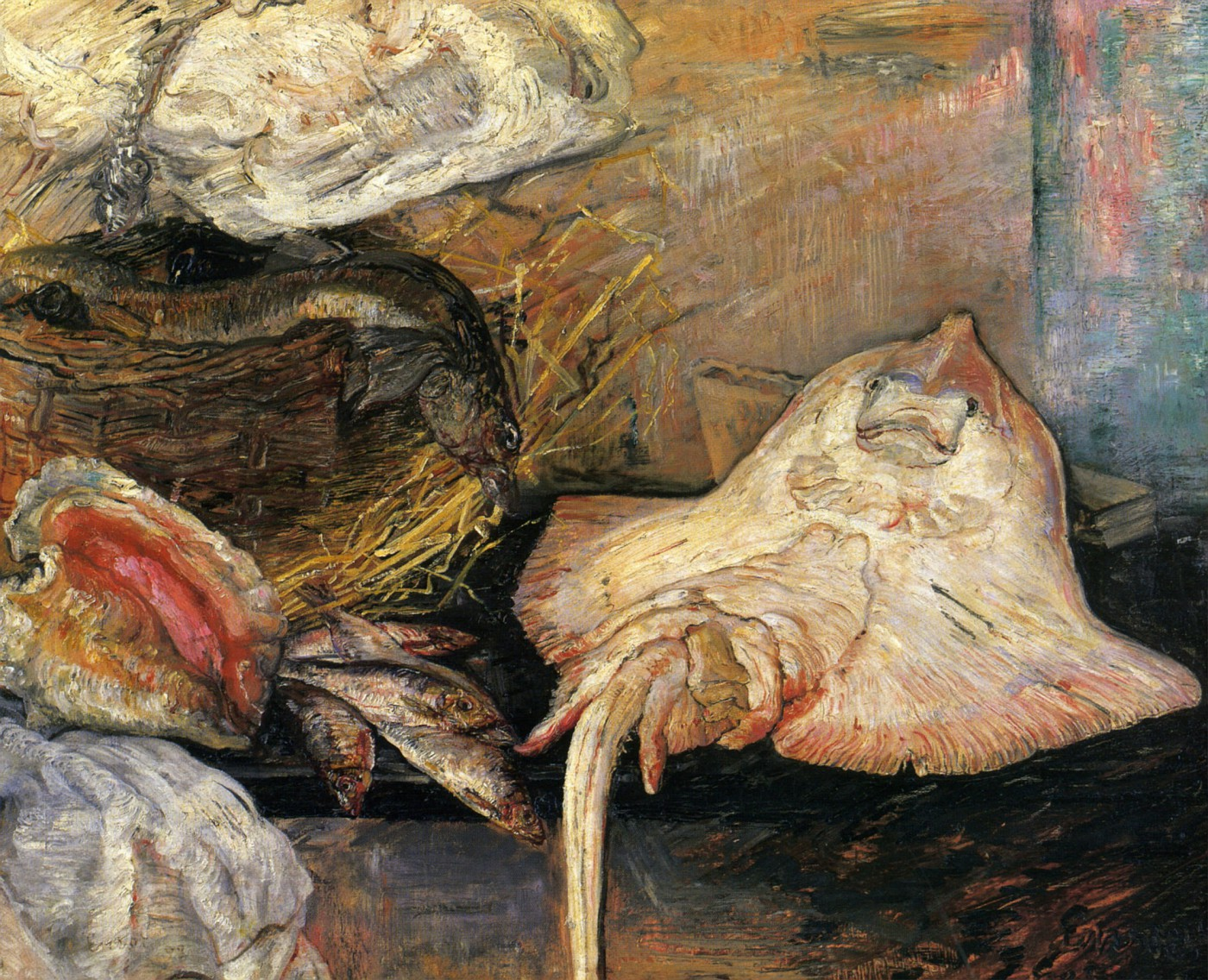
Der Rochen (1892), Öl auf Leinwand, 80 × 100 cm, Königliche Museen der Schönen Künste, Brüssel (WVZ T 350)
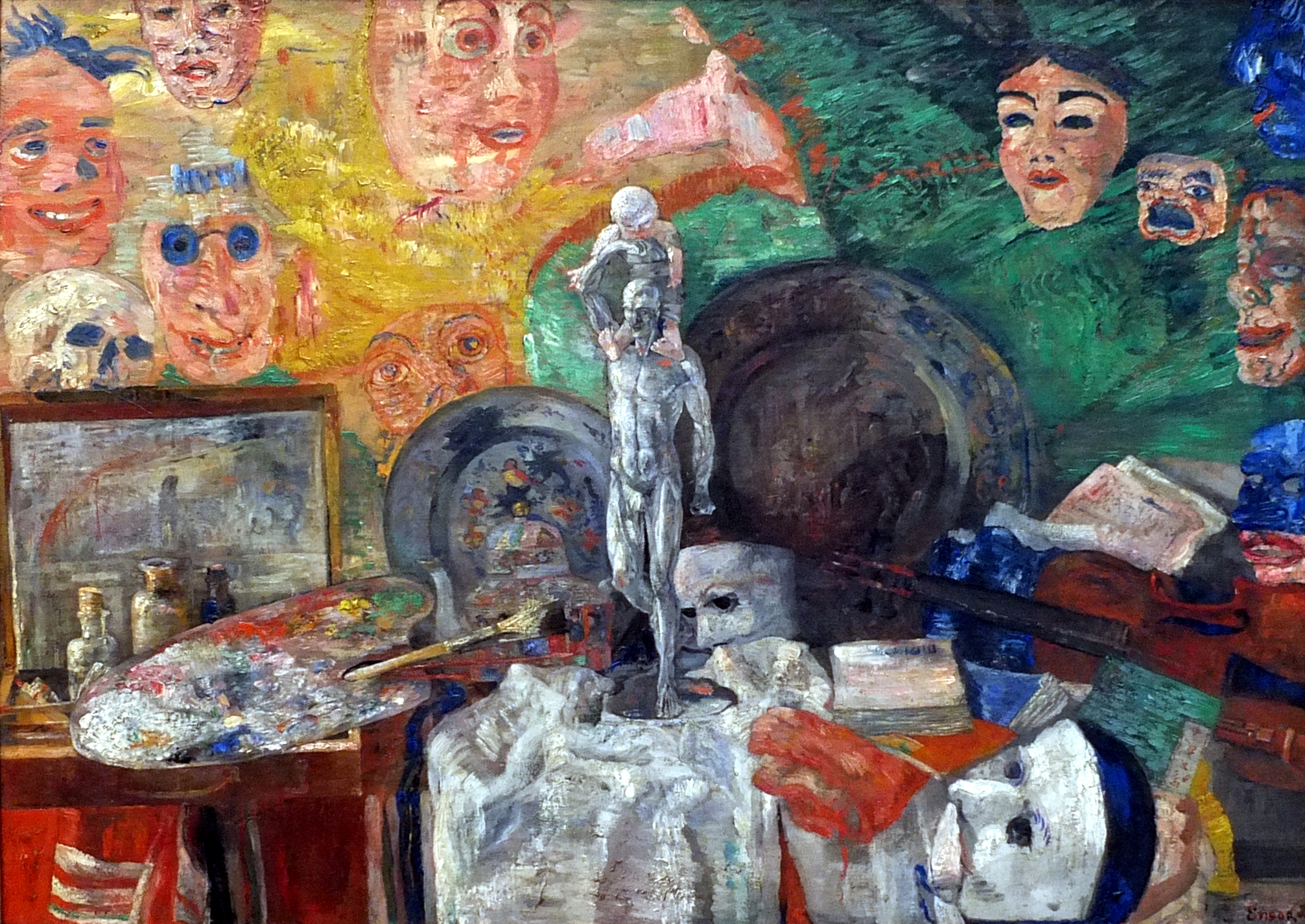
Stillleben im Atelier (1889), Öl auf Leinwand, 83 × 113 cm, Neue Pinakothek, München (WVZ T 300)
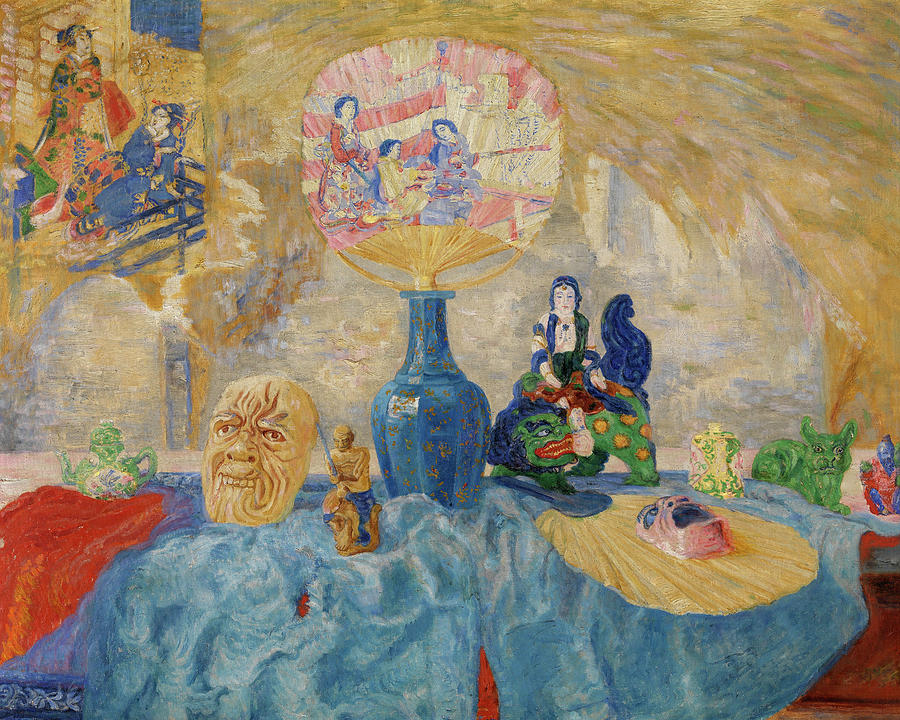
Stillleben mit Chinoiserien (1907), Öl auf Leinwand, 60 × 79 cm, Museum Dhondt-Dhaenens, Deurle (WVZ T 424)

Selbstbildnisse Ensors finden sich in allen Phasen seines Werks in großer Zahl und Varianz. Hingegen hat er nur gelegentlich Porträts gemalt. Da er vor der Jahrhundertwende kaum Aufträge zu Bildern erhielt, porträtierte er hauptsächlich Familie und Freunde. Das Porträt von Willy Finch (1882) gehört zu den Abbildungen seiner Brüsseler Künstlerfreunde, die laut Heusinger von Waldegg gelöster wirken als Ensors Familienporträts. Häufig arbeitete Ensor, der selbst nicht fotografierte, nach fotografischen Vorlagen, so auch bei Die Alte mit den Masken (1889), einem zurückgewiesenen Auftragsporträt der Schriftstellerin Neel Doff. Ensor rächte sich, indem er ihr Gesicht in eine entstellte Fratze mit Schönheitsflecken und Stoppelbart transformierte, umgeben von feixenden Masken. Beim Porträt von Eugène Demolder (1893), einem frühen Unterstützer seiner Kunst, ließ er sich von dessen Vorliebe für flämischen Primitivismus und mittelalterliche Kunst leiten und malte ihn im Stil einer Ikone. Im Doppelporträt (1905) baute Ensor sich selbst als Spiegelung im Rücken seiner langjährigen Gefährtin Augusta Boogaerts ein. Dieses Bild im Bild suggeriert gleichzeitig Nähe und Distanz in ihrer Beziehung.

Bildnis Willy Finch (1882), Öl auf Leinwand, 110 × 95 cm, Kunstmuseum aan Zee, Ostende (WVZ T 227)
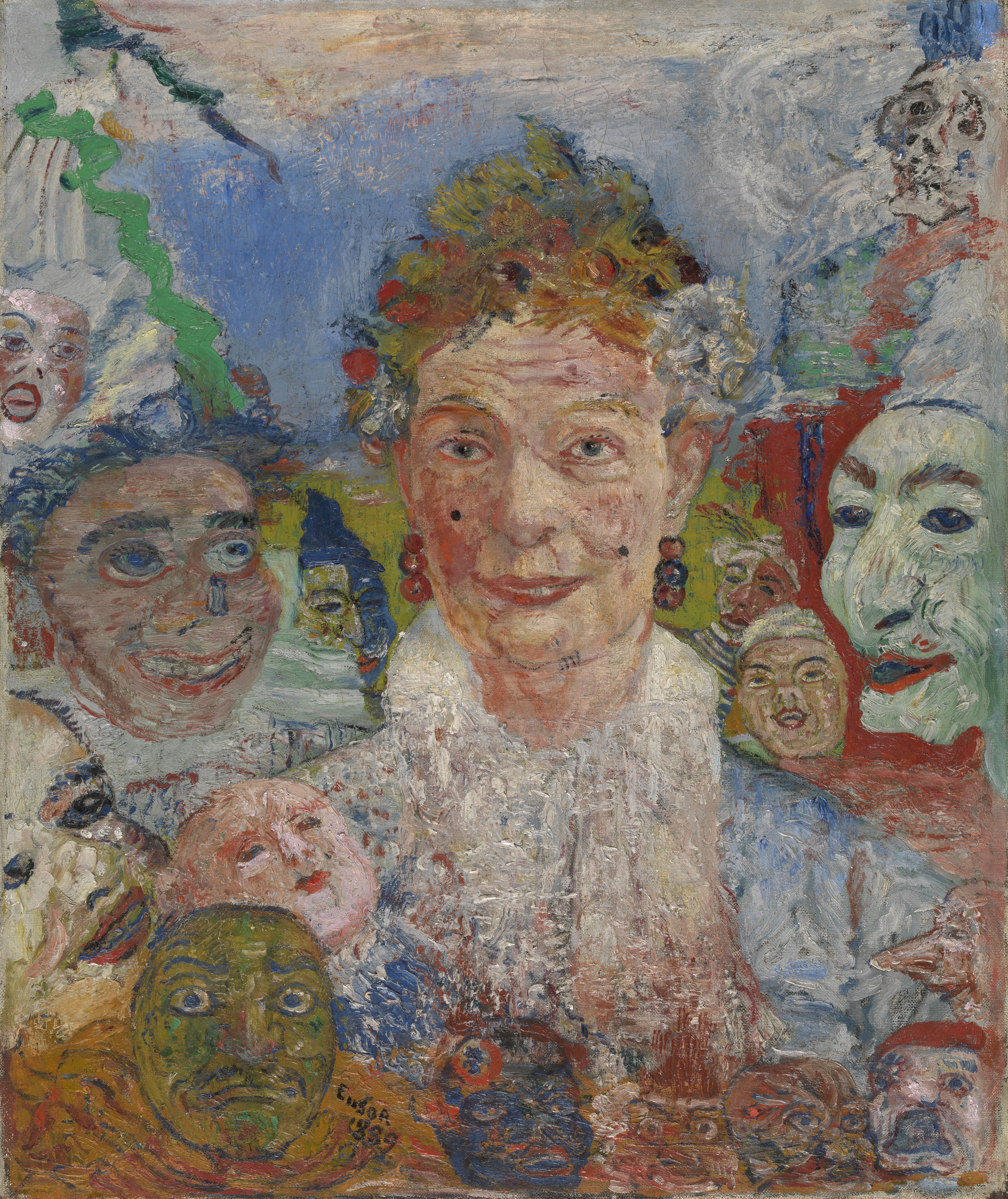
Die Alte mit den Masken (1889), Öl auf Leinwand, 54 × 47,5 cm, Museum für Schöne Künste, Gent (WVZ T 305)
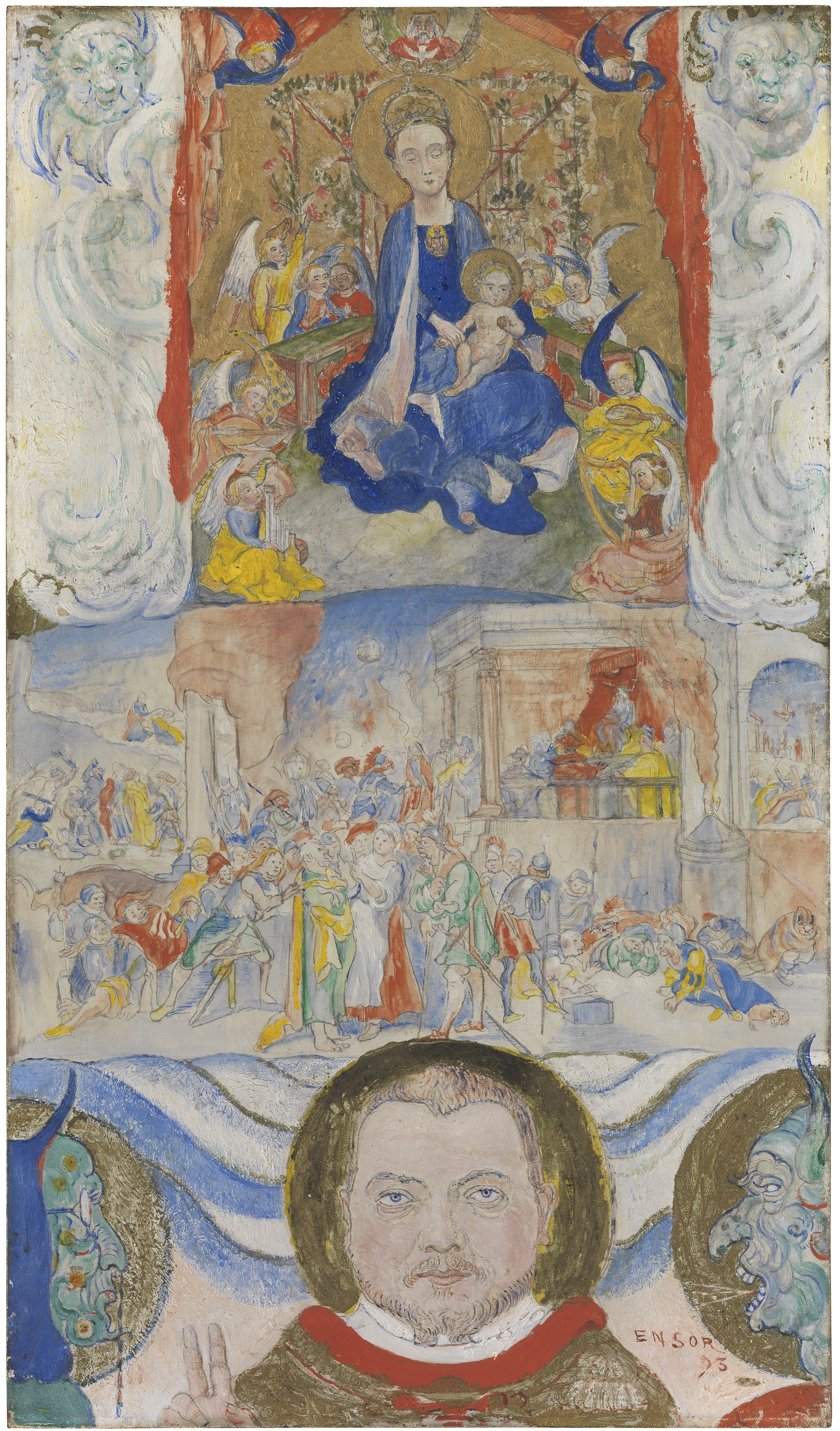
Ikone. Bildnis Eugène Demolder (1893), Öl, Bleistift und Gouache auf Holz, 36 × 21 cm, Groeningemuseum, Brügge (WVZ T 365)
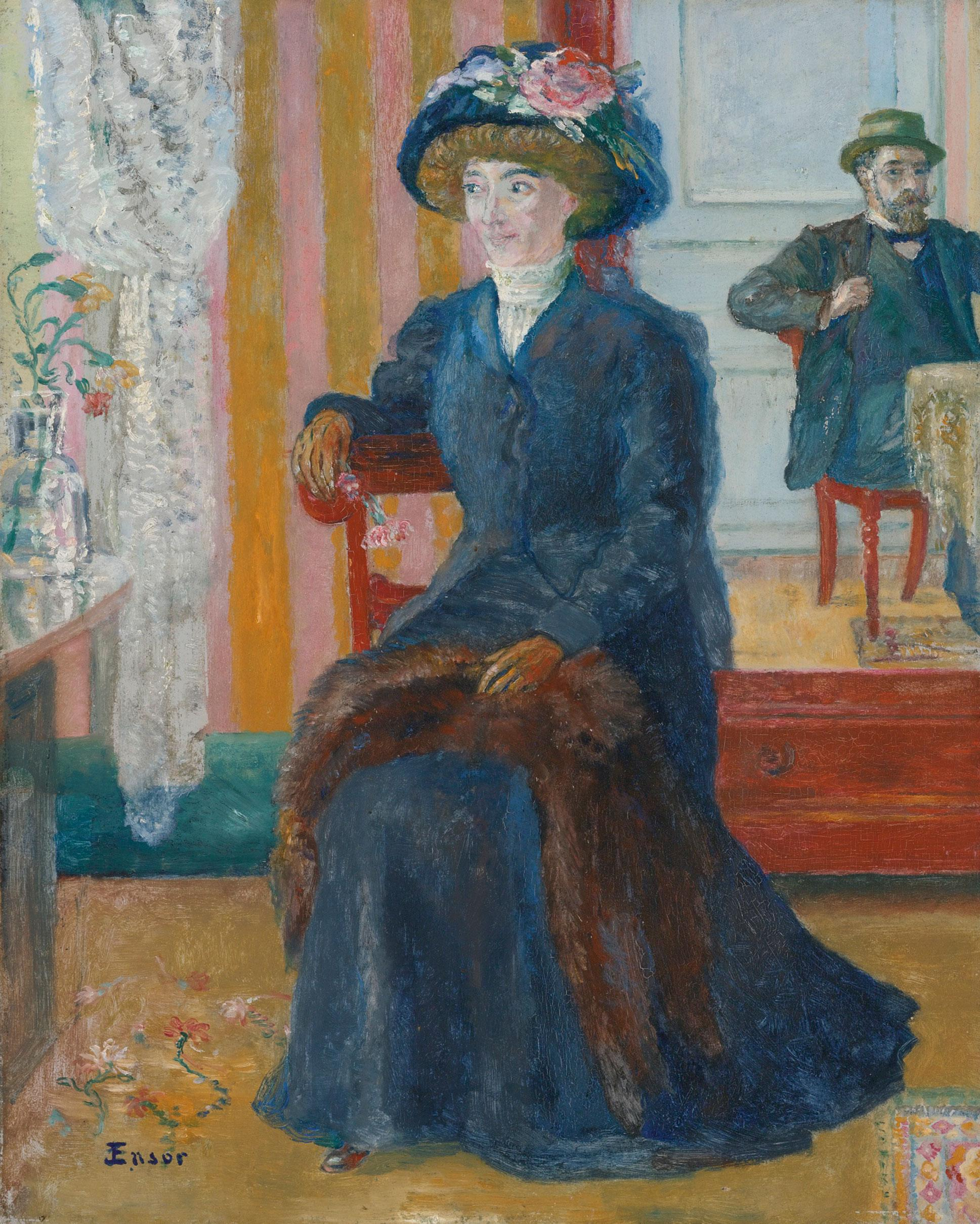
Doppelporträt (1905), Öl auf Leinwand, 41 × 33,5 cm, Privatsammlung (WVZ T 412)

### Grafik

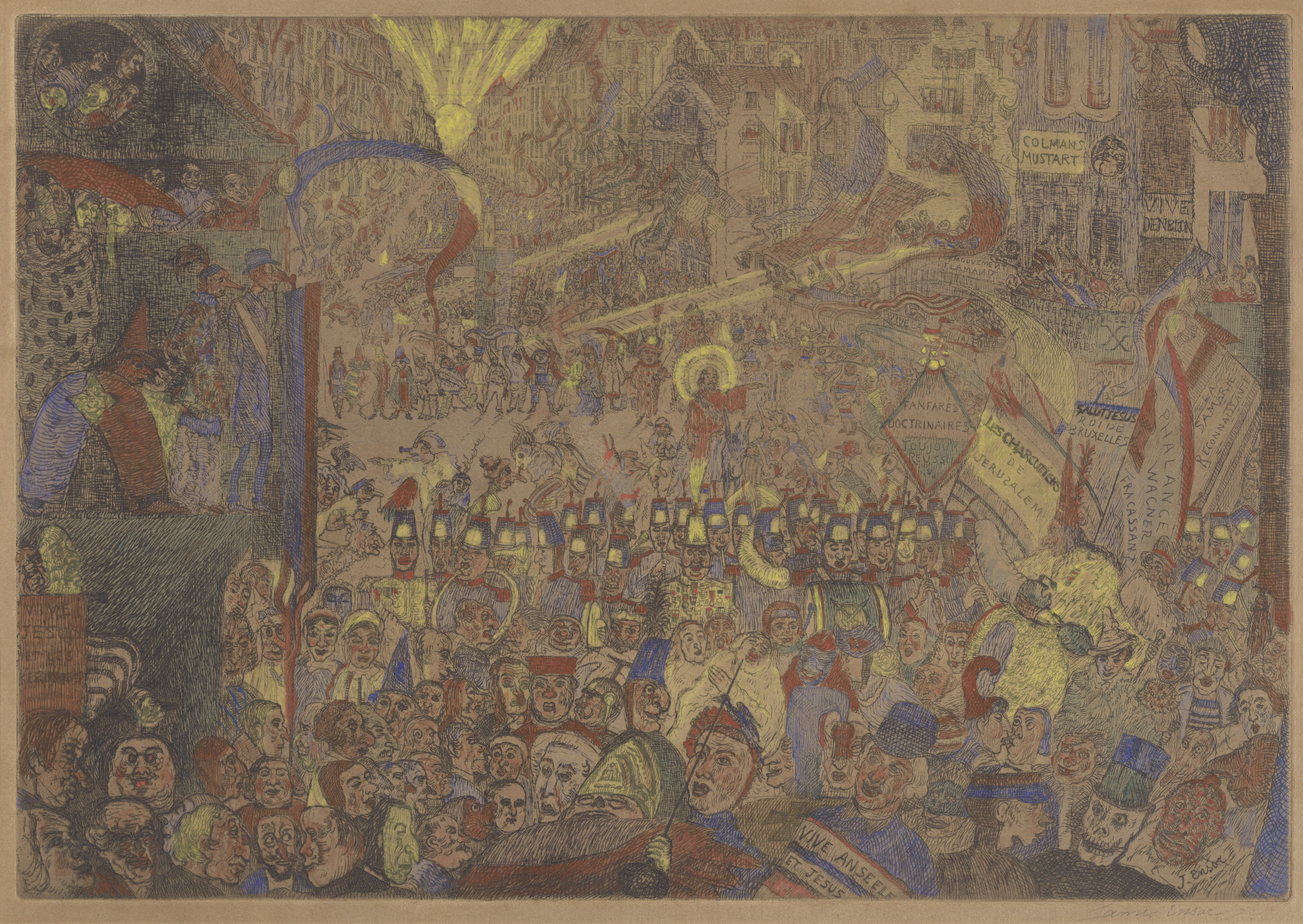
Der Einzug Christi in Brüssel im Karneval (1898), Radierung mit Gouache, 24,8 × 35,5 cm, Kunstmuseum aan Zee, Ostende (WVZ D 114)

Neben der Malerei und Zeichnung entdeckte Ensor 1886 auch die Grafik als künstlerische Ausdrucksmöglichkeit. Nach eigenen Angaben ging es ihm dabei um eine größere Dauerhaftigkeit der Kunst. Er erhoffte sich aber auch bessere Marktchancen, da bis zu diesem Zeitpunkt kaum eines seiner Gemälde verkauft worden war. Ensors grafisches Werk umfasst mehr als 130 Arbeiten, nicht alle davon sind im Werkverzeichnis von Loÿs Delteil aus dem Jahr 1925 gelistet. Ungefähr die Hälfte der Arbeiten entstand in den besonders produktiven Jahren 1886 bis 1891. Von einigen Lithografien und Weichgrundätzungen abgesehen handelt es sich um Radierungen. Dabei nutzte Ensor sowohl die Technik der Ätzradierung als auch die Kaltnadelradierung.
Im Unterschied zu Zeitgenossen wie etwa Félicien Rops interessierte sich Ensor wenig für die Technik der Radierung, seine Experimente blieben bescheiden, er urteilte selbstkritisch: „Vom Metier des Radierens habe ich gar keine Ahnung. Ich kann ordentlich zeichnen und gravieren, danach aber entscheidet der Zufall.“ Trotz seiner technischen Limitierung ist die Grafik ein integraler Bestandteil seines Œuvres und die Leidenschaft seiner Arbeit sowie seine künstlerische Vision brachten ihm auch auf diesem Gebiet den Ruf eines Erneuerers ein. Stilistisch sind Ensors Grafiken vielseitig: grobe, ungezwungene Linien wechseln mit detaillierten Zeichnungen ab. Zum Teil kolorierte er die Drucke im Anschluss mit Aquarellfarbe, Gouache und Farbkreide, so dass sie wirken wie kleine Gemälde.
Ensors grafisches Werk zeigt dieselbe Vielfalt an Themen und Motiven wie seine Gemälde und Zeichnungen. Es finden sich Porträts – zum Teil in entfremdeter Gestalt wie das Doppelporträt von Ensor und Mariette Rousseau in Seltsame Insekten –, Landschaften – so abermals seine Liebesgärten –, religiöse Themen, Stillleben, Masken und Skelette, politische Stellungnahmen, Satiren und Drolerien. Ab 1890 reproduzierte Ensor vor allem bereits vorhandene Gemälde und Zeichnungen in seinen Grafiken, so etwa 1898 auch sein Opus magnum Der Einzug Christi in Brüssel. 1904 veröffentlichte er eine Mappe von Radierungen mit dem Titel Die sieben Todsünden, in denen er auf seine groteske Ikonografie von Skeletten, Dämonen und Ungeheuern zurückgriff, die er seit den Jahren 1886 bis 1889 entwickelt hatte.

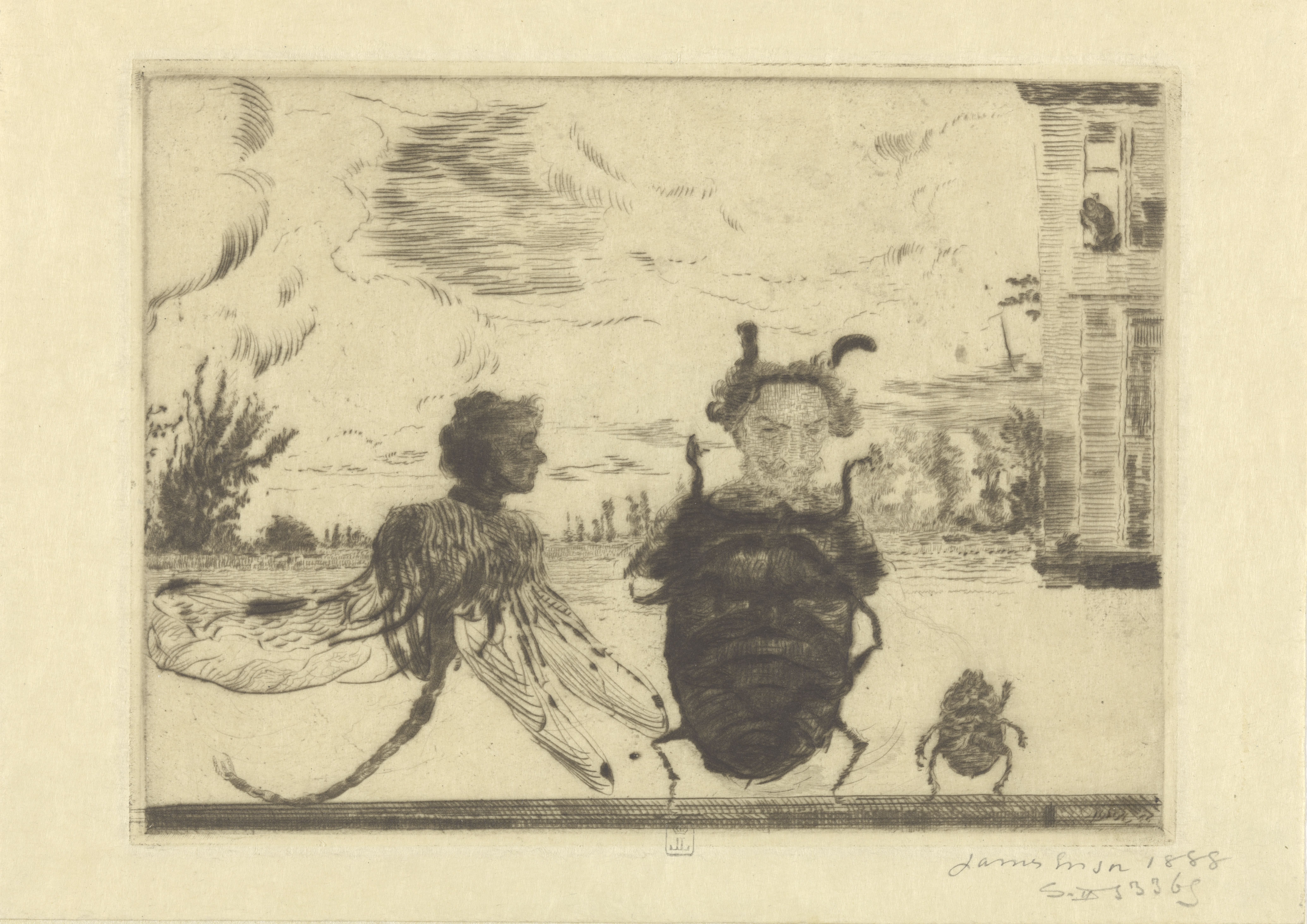
Seltsame Insekten (1888), Radierung, 11,4 × 15,4 cm, Königliche Bibliothek Belgiens, Brüssel (WVZ D 46)
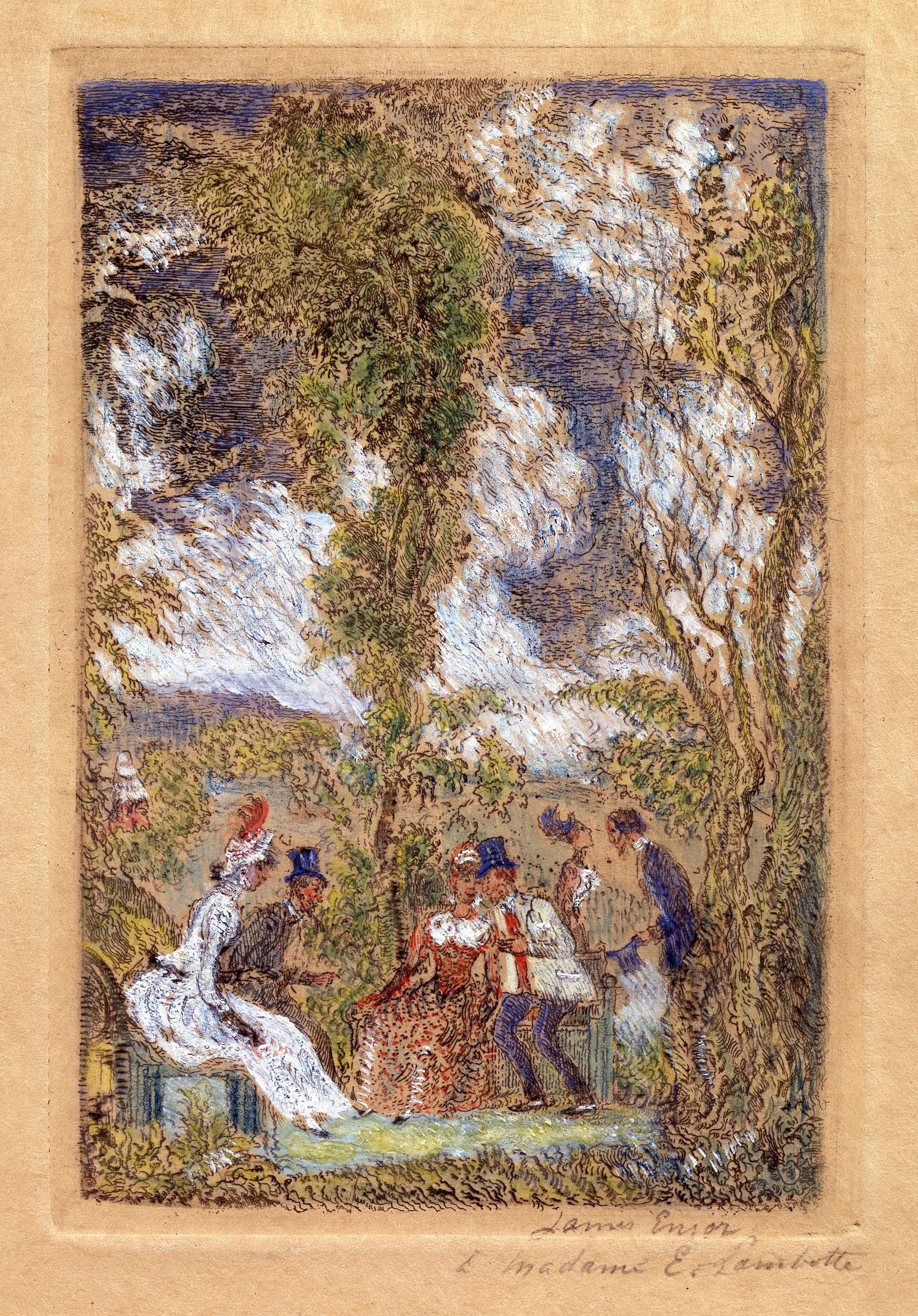
Liebesgarten (1888), Gehöhte Radierung, 11,2 × 7,3 cm, Museum für Schöne Künste, Gent (WVZ D 61)
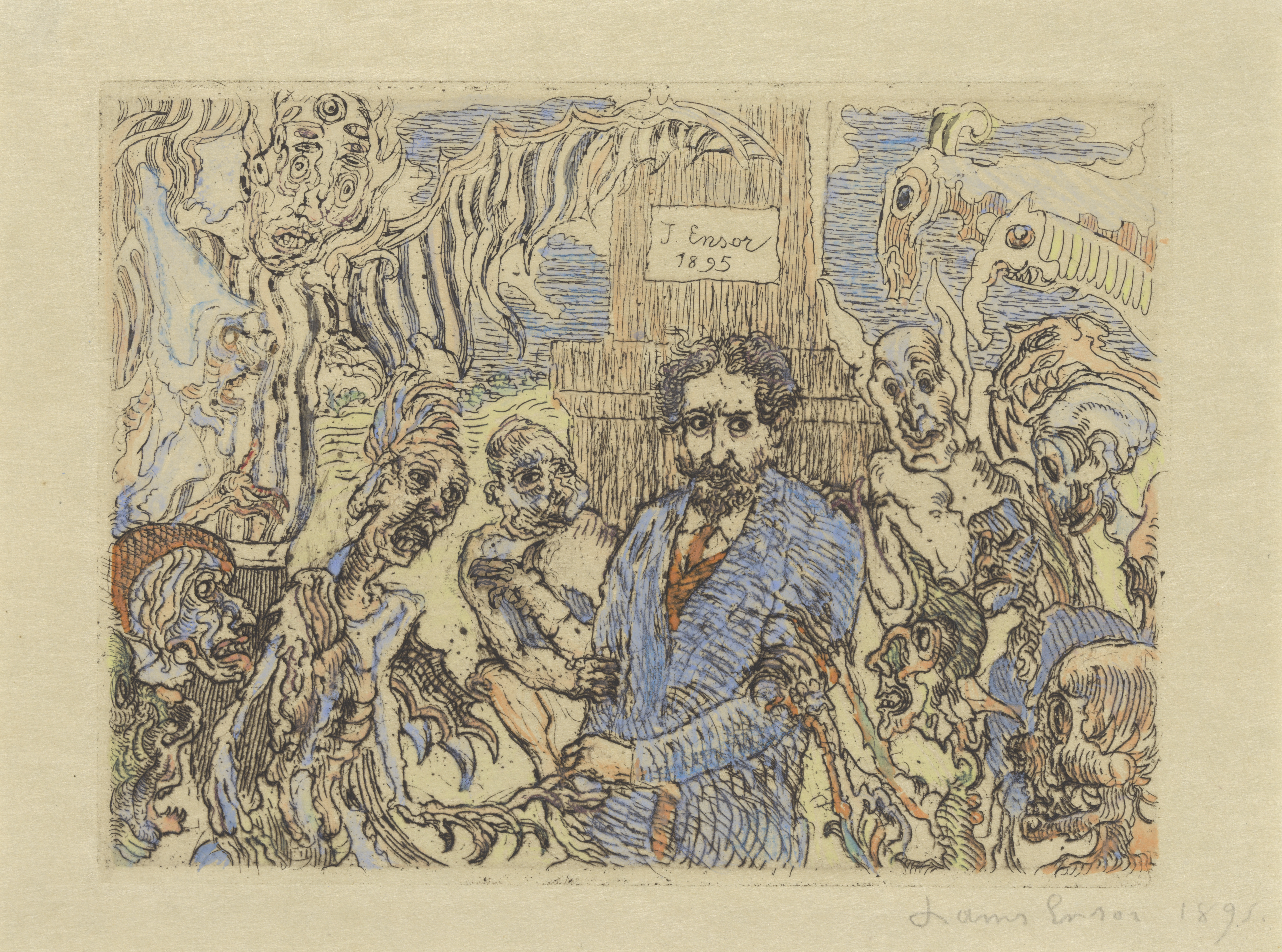
Dämonen, die mich quälen (1895), Gehöhte Radierung, 11,4 × 15,4 cm, Kunstmuseum aan Zee, Ostende (WVZ D 91)
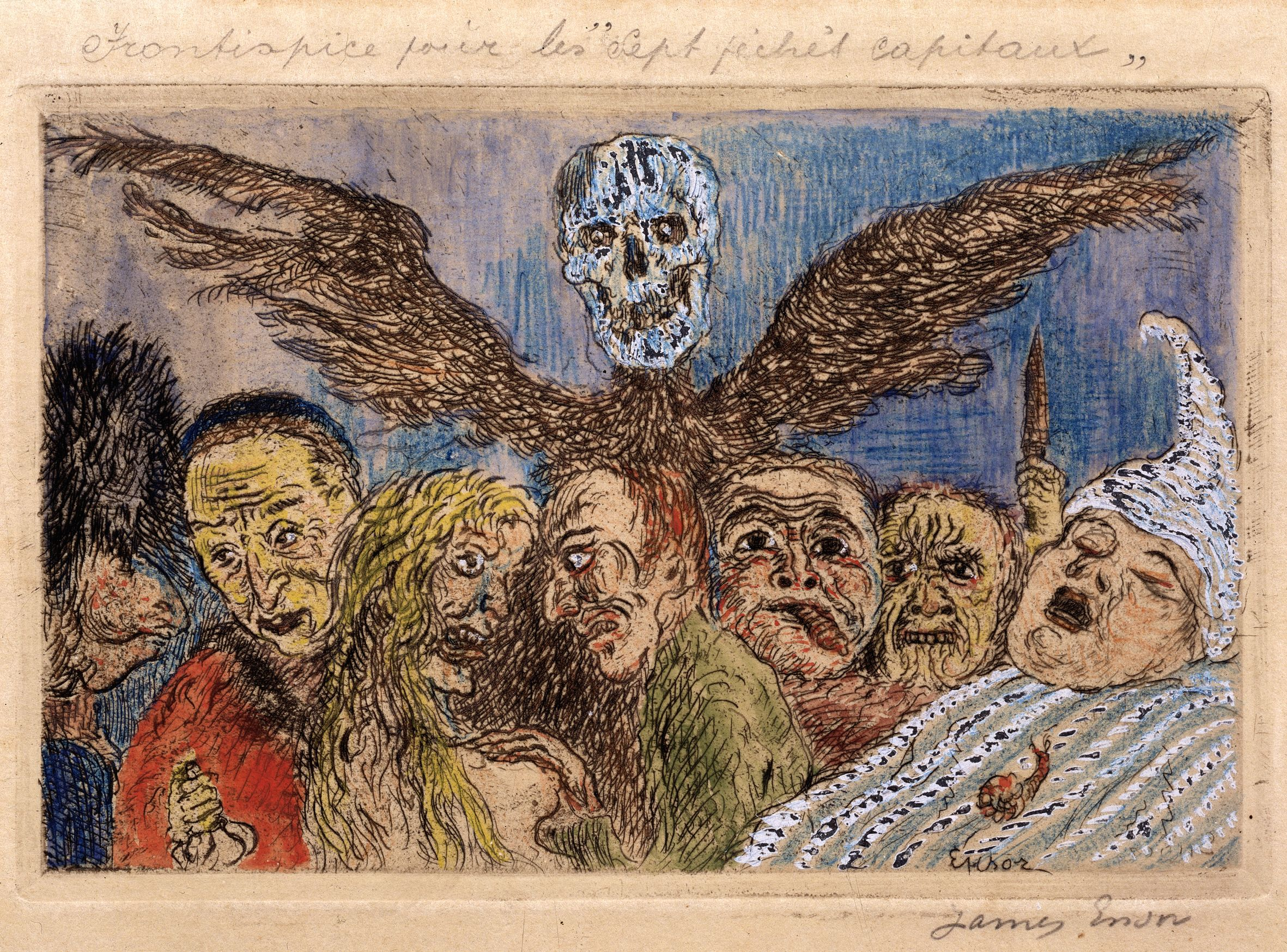
Die sieben Todsünden vom Tode beherrscht (1904), Gehöhte Radierung, 8,4 × 13,4 cm, Museum für Schöne Künste, Gent

## Rezeption

### Wirkung
Ensor blieb als Künstler zeitlebens ein Außenseiter und Einzelgänger. Er hatte keine Schüler und prägte keine Schule oder Stilrichtung. So gilt er laut Becks-Malorny vielen lediglich als „Randfigur der europäischen Kunstgeschichte“. Im Vergleich zu anderen bedeutenden Künstlern der belgischen Moderne wie Paul Delvaux oder René Magritte ist Ensors Werk weniger einheitlich und wiedererkennbar. Dennoch erwarb sich Ensor international den Ruf eines „artist’s artist“, also eines Künstlers für Künstler, der stärker auf andere Künstler einwirkte als auf die breite Öffentlichkeit. Er beeinflusste zahlreiche Künstler des 20. Jahrhunderts, so Emil Nolde, den seine expressive Ausdruckskraft und Maskenbilder anregten, Paul Klee, der besonders von Ensors Grafik beeinflusst war, George Grosz und Alfred Kubin, die seine Massenbilder und seinen Humor schätzten, Felix Nussbaum, den Ensors Toten- und Maskenmotive beeinflussten, und Bernard Schultze, der seine Fantastik bewunderte und ihn wiederholt zitierte.
Emil Nolde besuchte Ensor Anfang 1911 im Anschluss an eine Reise nach Brüssel. Er beschrieb: „Im städtischen Museum suchten wir nach Radierungen von Ensor … Wir fanden keine. Der große Künstler galt damals noch nichts in seinem Land. Es fügte sich, daß wir einige Tage danach ihn selbst trafen, den feinen phantastischen Maler, wir saßen uns gegenüber, die Augen sich verstehend, nur sprechen konnten wir beide miteinander nicht.“ Der Besuch änderte Noldes eigene, zuvor hauptsächlich dekorative Beschäftigung mit der Maske, die in den Maskenstillleben von 1911 ins Hintergründig-Dämonische umschlägt.
Die antibürgerliche Einstellung der Künstlergemeinschaft Brücke war Ensors Außenseitertum verwandt. Der Brücke-Künstler Erich Heckel lernte Ensor beim Sanitätsdienst im Ersten Weltkrieg in Flandern kennen. Auch nach Kriegsende hielt ihre Freundschaft an, so malte Heckel 1930 ein Porträt Ensors auf der Strandpromenade von Ostende. Wie Ensor thematisierte auch der deutsche Expressionismus die Gegenüberstellung des Einzelnen mit der Masse, so etwa in Ernst Ludwig Kirchners Das Paar vor den Menschen, eine Variation der Zeichnung Neid aus Ensors Serie Die sieben Todsünden. Ludwig Meidner fing in seiner Federzeichnung Am Vorabend des Krieges 1914 die Bedrohlichkeit der Massenbegeisterung ein. George Grosz, der Ensors Werk 1914 kennengelernt hatte, übernahm in Widmung an Oskar Panizza aus den Jahren 1917/18 dessen Darstellung der Masse durch typologische Repräsentanten in Der Einzug Christi in Brüssel.
Werner Heldt lernte Ensor während des Kriegsdienstes im Zweiten Weltkrieg persönlich kennen. Schon vorher hatte er in seiner Zeichnung Meeting (Aufmarsch der Nullen) (1933–1935) eine Gleichschaltung der Masse gestaltet, die an Ensors Massenszenen erinnert. Bernard Schultze half die Kunst Ensors durch die traumatischen Erfahrungen des Zweiten Weltkriegs, als er „in grausigen Aufzeichnungen der Kadaver, der Gehenkten … wieder mit Kubin und Ensor einen mir lustvoll-abwehrenden Umgang pflog“. 1951 entstand sein Werk Aus der Welt Ensors. Auch die Maler des Neoexpressionismus bezogen sich wiederholt auf Ensor, so etwa Werner Büttner in seinem Stilleben mit Rochen und Sonderangebot von 1983. Der Leipziger Künstler Hartwig Ebersbach malte 1988 Blumen für Ensor. In seiner autobiografischen Publikation Bilderbuch eines Lebens führte Hans Fronius aus, er sei in seinem Werk dem „Sternbild Goya, Ensor, Kubin“ verpflichtet.
In Belgien wurde Ensor bezüglich seiner revolutionären Kunst und Haltung früh mit Édouard Manet verglichen, so etwa von Émile Verhaeren und Camille Lemonnier. Stets bemüht, seine Künstlerkollegen zu überbieten, setzte er auch die von Gustave Courbet übernommene Spachteltechnik radikaler ein als dessen Anhänger Périclès Pantazis und Louis Dubois, so dass er etwa von Rik Wouters als „Vater der Spachtelmalerei in Belgien“ bezeichnet wurde. Der 22 Jahre jüngere Wouters erhob Ensor zu seinem Vorbild. Der Einfluss von Ensors Genrebildern in punkto Farbe, Licht und Oberflächenstruktur lässt sich etwa besonders am Bild Dame in Schwarz in einem Innenraum sitzend (roter Hut in der Hand) von 1908 studieren. Auch seine Zeitgenossen Jules Schmalzigaug, der sich später dem Futurismus zuwandte, und Constant Permeke, ein Vertreter des flämischen Expressionismus der Schule von Sint-Martens-Latem, orientierten sich zeitweilig an Ensor.
Ensors großformatiges Hauptwerk Der Einzug Christi in Brüssel inspirierte viele Künstler zu eigenen Werken, insbesondere auch nach seinem Ortswechsel in die USA viele amerikanische Maler, siehe die Nachwirkung des Gemäldes. Sein Einfluss auf die moderne Kunst kann laut Xavier Tricot kaum überschätzt werden. Auf die Inschrift „Vive la Sociale“ („Es lebe das Soziale“) reagierte der belgische Künstler Roger Raveel auf einem 1976 entstandenen Wandbild für die Station Merode der Brüsseler Metro mit der Frage: „Wat bedoelde Ensor met Vive la sociale?“ („Was meinte Ensor mit Vive la sociale?“)

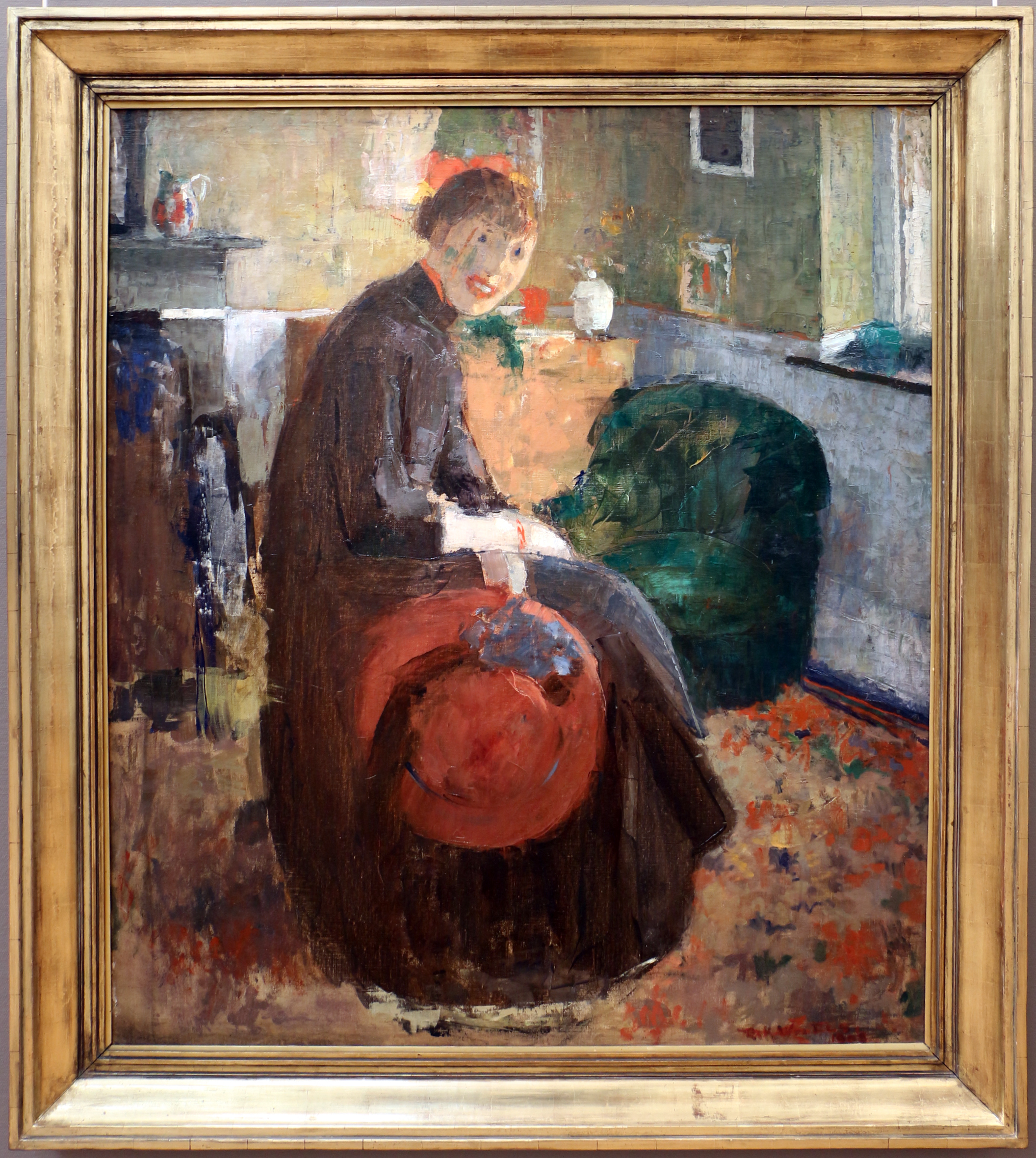
Rik Wouters: Dame in Schwarz in einem Innenraum sitzend (roter Hut in der Hand) (1908), Öl auf Leinwand, 132 × 115 cm, Musée d’Ixelles, Brüssel
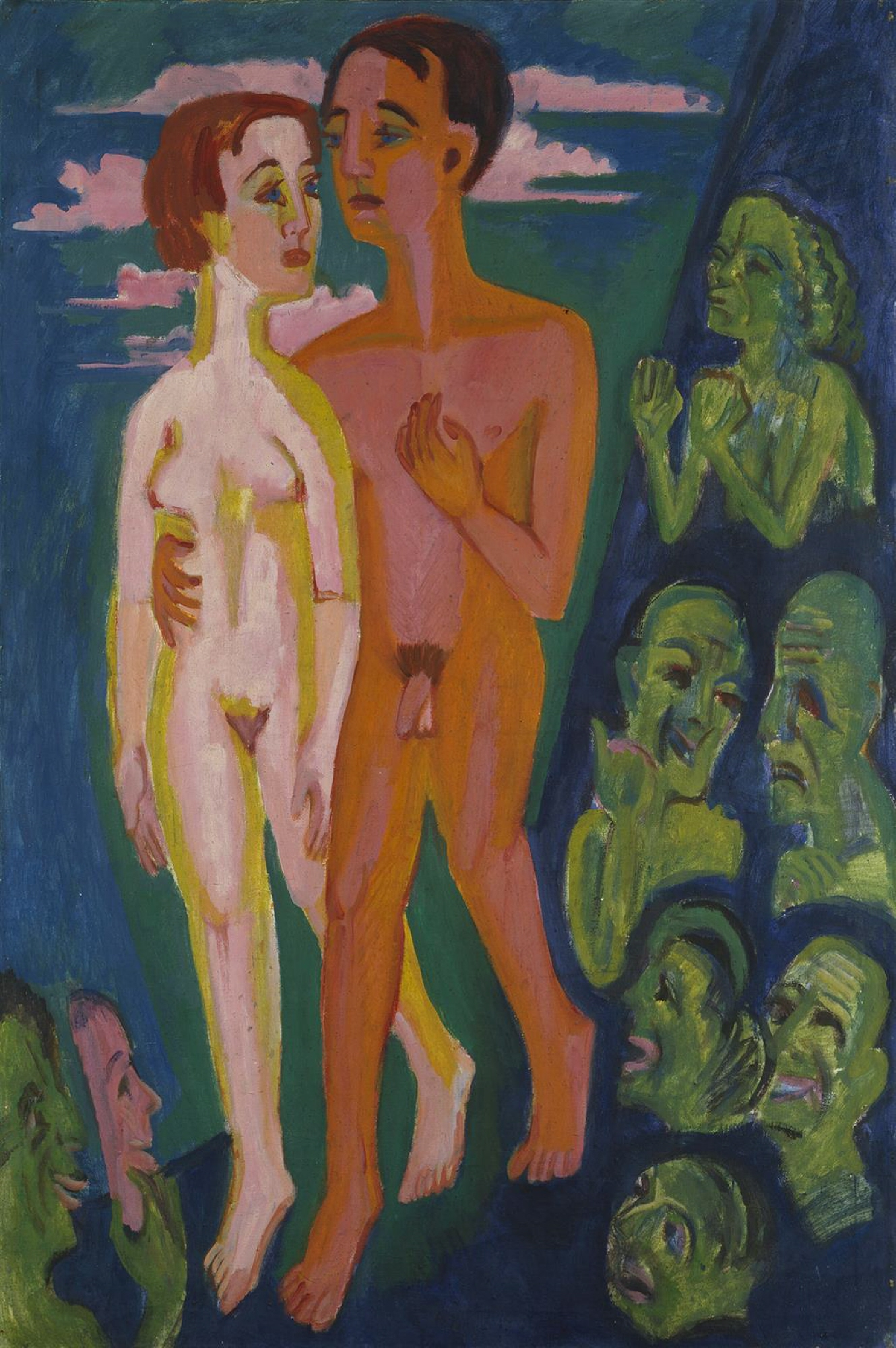
Ernst Ludwig Kirchner: Das Paar vor den Menschen (1924), Öl auf Leinwand, 150,5 × 100,5 cm, Hamburger Kunsthalle
Werner Heldt: Meeting (Aufmarsch der Nullen) (1933–35), Kohle auf Bütten, 47 × 63,3 cm, Berlinische Galerie
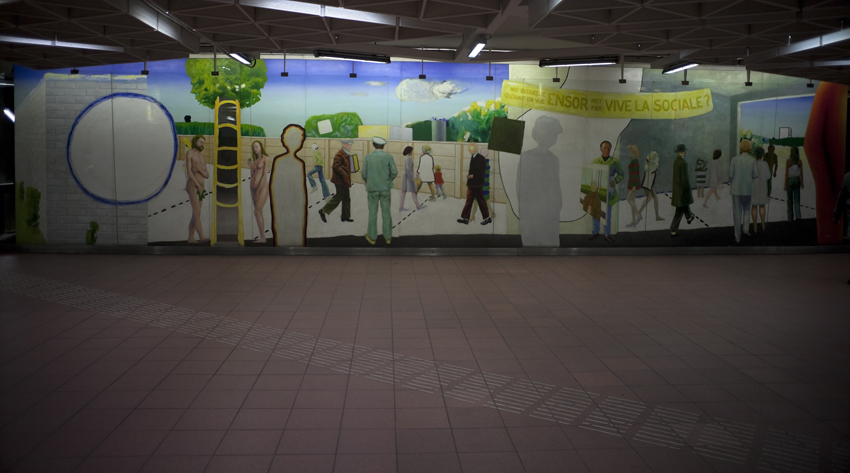
Roger Raveel: Ensor: Vive la Sociale (1976), Wandmalerei in Öl, 300 × 1450 cm, Metro Brüssel, Station Merode

### Sammlungen und Museen
Ein großer Teil von Ensors Œuvres befindet sich heute in Privatsammlungen und ist der Öffentlichkeit nicht zugänglich. In Belgien bieten Ensors Heimatstadt Ostende, namentlich das Kunstmuseum aan Zee, sowie die Königlichen Museen der Schönen Künste in Brüssel einen guten Überblick über Ensors Schaffen. Die weltweit größte Sammlung von Ensors Kunstwerken besitzt das Königliche Museum der Schönen Künste in Antwerpen. Obwohl die Stadt in seiner Biografie keine große Rolle spielte, zeigten Antwerpener Sammler früh ein großes Interesse an Ensor und 1905 fand dort die erste große Retrospektive seine Werkes statt. Die meisten internationalen Museen besitzen nur Einzelstücke und geben damit die thematische und stilistische Vielfalt von Ensors Werk nicht wieder. Sein Hauptwerk Der Einzug Christi in Brüssel wurde 1987 vom J. Paul Getty Museum in Los Angeles erworben und bildet dort den – laut Becks-Malorny – „glanzvollen Höhepunkt“ der Sammlung zur Kunst des 19. Jahrhunderts. Der Verkauf war in Belgien umstritten. Der Kunsthistoriker Norbert Hostyn bezeichnete den Verlust des Bildes als „eines der schwärzesten Kapitel in der belgischen Kulturpolitik“.
1937 wurden in der zentralen Nazi-Aktion „Entartete Kunst“ aus der Städtischen Kunsthalle Mannheim Ensors Bilder Die Masken und der Tod (Öl, 78,5 × 100 cm, 1897) und Einzug Christi in Brüssel (Radierung, 24,9 × 35,6 cm, 1898) beschlagnahmt. Das Tafelbild war bereits 1933 in der Kunsthalle auf der Ausstellung „Kulturbolschewistische Bilder“ präsentiert worden und 1937 erneut auf der Ausstellung „Entartete Kunst“ in München. 1939 ging es zur „Verwertung“ an die Galerie Fischer in Luzern und wurde für 6800 SFR vom Musée d’Art moderne et d’Art contemporain in Lüttich ersteigert. Die Radierung wurde 1939 von Emanuel Fohn erworben. Ihr Verbleib ist ungeklärt.
Bei der Bombardierung Ostendes durch die deutsche Luftwaffe im Zweiten Weltkrieg gerieten in der Nacht des 27. Mai 1940 das Ostender Rathaus und das Musée des Beaux-Arts in Brand. Die drei Gemälde Missmutiger Strolch am Ofen (WVZ T 247), Fleischwaren (WVZ T 208) und Das Spukmöbel (WVZ T 279) sowie 118 Radierungen Ensors wurden zerstört.

### Ehrungen und kulturelle Verweise

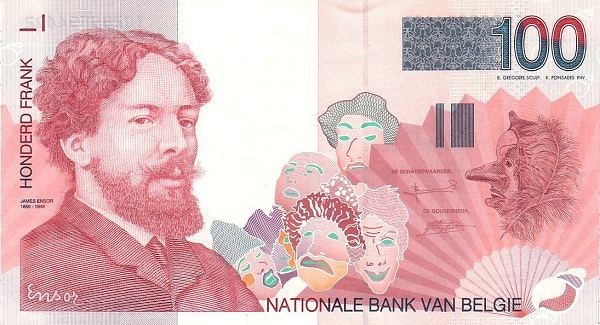
Ensor und Masken auf der letzten belgischen 100-Franken-Banknote

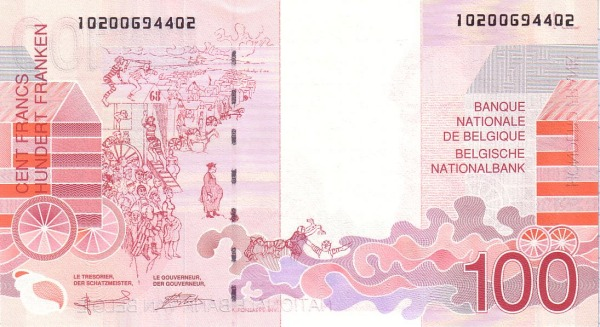
Rückseite der 100-Franken-Banknote mit einem Ausschnitt aus Die Badenden von Ostende

- Per königlichem Erlass wurde Ensor 1903 zum Ritter und 1925 zum Kommandeur des belgischen Leopoldsordens ernannt. 1933 überreichte ihm Anatole de Monzie den Orden eines Kommandeurs der französischen Ehrenlegion.[119]
- Edmond de Valériola schuf eine Büste von Ensor, die 1930 im Leopoldpark in Ostende aufgestellt wurde.[41]
- 1931 wurde die von Flor Alpaerts komponierte James Ensor Suite uraufgeführt. Sie war durch vier Bilder Ensors inspiriert.[120]
- Der 1933 von Eugène Delporte entdeckte Asteroid (2819) Ensor wurde nach dem Maler benannt.
- Im Jahr 1949 verlieh die Stadt Köln Ensor für sein Gesamtwerk die Stephan-Lochner-Medaille.[121]
- In Belgien wurde 1958, 1974, 1999 und 2011 Briefmarken mit Bildern von James Ensor herausgegeben, darunter 1974 eine Abbildung des Selbstbildnisses mit Masken.
- In Kassel wurden Ensors Werke 1964 auf der documenta III[122] und 1992 auf der documenta IX[123] ausgestellt.
- In Ensors Heimatstadt Ostende erinnert das James-Ensor-Haus an den Künstler. In dem Gebäude lebte und arbeitete er von 1917 bis zu seinem Tod im Jahr 1949. Es wurde 1973 renoviert und ist seit 1974 ein Museum der Bildenden Künste.[124]
- In Thomas Bernhards Stück Minetti (1976) trägt der alternde Schauspieler gleichen Namens einen Koffer mit einer von Ensor geschaffenen Maske zu Shakespeares Drama König Lear mit sich. Diese wird zur Prüfung für die Wahrhaftigkeit seiner Schauspielkunst.[125]
- 1994 brachte die Belgische Nationalbank eine 100-Franken-Banknote mit Porträt und Bildausschnitten von James Ensor in den Umlauf. Es war die letzte Banknotenserie vor Einführung des Euros.
- 1994 veröffentlichte die Gruppe They Might Be Giants den Popsong Meet James Ensor auf ihrem Album John Henry.[126]
- In Brigitte Kronauers Roman Verlangen nach Musik und Gebirge (2004), der in Ostende spielt, erscheint Ensors Werk in vielerlei Gestalt.[127]
- In einer von den belgischen Fernsehsendern Canvas und RTBF 2005 durchgeführten Umfrage nach dem „größten Belgier“ erreichte Ensor in der flämischen Fassung Platz 25, im wallonischen Gegenstück Platz 91.
- Ensors 75. Todestag im Jahr 2024 wird in den belgischen Städten Ostende, Brüssel und Antwerpen im Rahmen eines ganzjährigen Kulturprogramms mit verschiedenen Ausstellungen, Aktionen und Veranstaltungen gefeiert.[128]
- Ebenfalls 2024 veröffentlichte der belgische Spieleentwickler Thomas Waterzooi das Point-and-Click-Adventure Please, Touch The Artwork 2, das in der Bilderwelt von Ensor spielt. Das im Rahmen der belgischen EU-Ratspräsidentschaft geförderte Spiel ist für Anwender kostenfrei.[129]